# Robert Oppenheimer
Vous lisez un « bon article » labellisé en 2014.
Pour les articles homonymes, voir Oppenheimer.
Compléments
Frère du physicien Frank Oppenheimer
Julius Robert Oppenheimer, généralement appelé Robert Oppenheimer ou J. Robert Oppenheimer, est un physicien américain, né le 22 avril 1904 à New York et mort le 18 février 1967 à Princeton (New Jersey). Il s'est distingué en physique théorique puis comme directeur scientifique du projet Manhattan. Par son rôle éminent, il est régulièrement surnommé le « père de la bombe atomique ». Opposé au développement d'armes thermonucléaires, il est discrédité par le gouvernement américain dans les années 1950 à l'époque du maccarthysme. Réhabilité dans les années 1960, il termine brillamment sa carrière universitaire.
Élevé dans une famille fortunée, intellectuelle et libérale, il maîtrise l'allemand, l'anglais et le français, au point qu'il peut lire les ouvrages des meilleurs chimistes, mathématiciens et physiciens de l'époque dans leur langue d'origine. Profitant des enseignements des meilleurs physiciens européens, il publie des articles importants en mécanique quantique, physique des particules et physique nucléaire. Il est également reconnu par la communauté scientifique pour la publication d'une thèse concernant la naissance des trous noirs dans l'Univers. Dans les années 1930, ses travaux théoriques et son prestige font de l'université de Californie à Berkeley l'un des plus importants centres de recherche en physique.
En février 1943, malgré l'opposition des services de sécurité de l'armée américaine due aux relations passées d'Oppenheimer avec des militants de gauche, le général Leslie Richard Groves le nomme directeur scientifique du projet Manhattan. Sous sa direction efficace, le laboratoire national de Los Alamos met au point les trois premières bombes atomiques de l'Histoire. S'il est partisan de l'usage tactique de ce type de bombe à des fins de dissuasion, il s'est en revanche un temps opposé au développement de bombes thermonucléaires, plus puissantes, jugeant ces dernières potentiellement trop destructrices pour un usage défensif. Après la Seconde Guerre mondiale, il est nommé président du General Advisory Committee, qui conseille la Commission de l'énergie atomique des États-Unis.
En 1954, pendant le maccarthysme, Oppenheimer voit son habilitation de sécurité révoquée en raison de ses positions sur les armes thermonucléaires. En 1963, il est réhabilité politiquement lorsque le gouvernement des États-Unis lui décerne le prix Enrico-Fermi. Il termine sa carrière à l’Institute for Advanced Study, qui devient sous sa direction un centre de recherche fondamentale de premier plan.

## Jeunesse et formation

### Jeune enfance
Le 23 mars 1903, l'Allemand Julius Oppenheimer est un homme d'affaires prospère établi aux États-Unis. Il épouse l'Américaine Ella Friedman, femme d'une « grande sensibilité, aux goûts artistiques prononcés ». Le 22 avril 1904, Ella, installée avec son mari à New York, donne naissance à Julius Robert Oppenheimer,. Quelques années plus tard naît un autre enfant, Lewis Frank, qui meurt en bas âge. En 1912 naît Frank, qui sera physicien comme Robert.
Leur mère Ella dirige avec gentillesse et rigueur la maison, où se trouvent plusieurs œuvres d'art acquises par son mari (notamment des toiles de Pablo Picasso, Rembrandt, Auguste Renoir et Vincent van Gogh). Le couple emploie trois bonnes qui demeurent sur place. Après la mort de Lewis Frank et à la suite des fréquentes maladies de l'aîné, Ella devient « très protectrice ». En effet, une nourrice, puis une gouvernante, accompagne toujours le jeune Robert. Leur relation est étroite et Robert la vénère. Son père est extraverti et jovial, ce qui heurte les valeurs de sa mère et, par ricochet, de Robert, qui éprouve de la honte à ne pas apprécier suffisamment son père.
Ses parents sont de confession juive, mais ne pratiquent pas. Ils adhèrent à une association agnostique qui gère une école, que Robert commence à fréquenter à partir de septembre 1911. L'association promeut la justice sociale avant l'accroissement des biens personnels. Le jeune Robert est plongé dans un milieu qui prône la recherche indépendante, l'exploration empirique et la pensée libre, valeurs représentatives de la science.

### Études secondaires aux États-Unis
« À la maison, l'éveil intellectuel du jeune garçon est fortement stimulé ». Par exemple, s'il s'intéresse à un auteur, le père achète toutes ses œuvres. À l'adolescence, Robert démontre un vif intérêt pour les langues et la littérature. Plus tard, quand il travaillera en physique, il écrira encore des poèmes et des nouvelles. En 1911, pendant un voyage en Allemagne, Robert a sept ans, son grand-père paternel lui donne des échantillons minéralogiques. Il s'intéresse tellement aux minéraux qu'il monte une collection « assez remarquable », qu'il offrira au chimiste Linus Pauling en 1928. Son père est fier des capacités intellectuelles de Robert et de ses « excellents » résultats scolaires, tout en étant étonné des centres d'intérêt de son fils, à propos desquels il ironise. Sa mère éprouve de l'appréhension, car il ne participe pas aux jeux des enfants de son âge. Il préfère pratiquer l'escalade, chercher des minéraux ou apprendre à naviguer à la voile. À partir de 16 ans, il fait régulièrement des excursions à la voile dans l'océan Atlantique pendant les tempêtes, à la limite de la sécurité.
À l'école, Robert est grandement influencé par Augustus Klock, un enseignant de physique-chimie. Il se lie d'amitié avec son professeur d'anglais Herbert Winslow Smith, qui fera office, entre autres, de père de substitution. L'influence de Smith est si grande qu'Oppenheimer, en 1945, lui confiera « l'ambivalence de ses sentiments sur la réalisation et l'emploi de l'arme nucléaire ». Robert se passionne pour la chimie et les mathématiques. Par exemple, il étudie seul le calcul infinitésimal et la géométrie analytique, puis obtient l'« autorisation exceptionnelle » de faire des exposés auprès des élèves. Il lit les auteurs grecs Homère et Platon dans leur langue, tout comme Virgile et Horace en latin. Lors de sa dernière année scolaire, il obtient la note la plus élevée en allemand, français, grec et latin.
En 1921-1922, il est victime d'une attaque de dysenterie, puis d'une colite, ce qui repousse d'un an son entrée à l'université Harvard. Il profite de cette période pour se rendre au Nouveau-Mexique avec son ancien professeur d'anglais. Il y devient amateur de promenades à cheval ainsi que d'excursions dans les montagnes et sur les plateaux de cette région. Il fait aussi connaissance de Katherine Chaves Page, « une séduisante femme mariée de vingt-huit ans », qui gère un ranch en été et enseigne à New York le reste de l'année. Robert, « Envoûté par Katherine », lui restera attaché sa vie durant. En effet, pour la première fois de sa vie, il se sent aimé, admiré et recherché. Fort de cette expérience, il continuera à cultiver ses compétences sociales pour obtenir l'admiration de son entourage. Selon l'historien Richard Rhodes, sa « rencontre avec le monde naturel l'a libéré des entraves d'une vie trop civilisée ; elle s'avère décisive pour lui, une véritable guérison miraculeuse ».

### Études universitaires aux États-Unis
En septembre 1922, Oppenheimer entre à l'université Harvard. En plus du cursus habituel en chimie, il suit quelques cours supplémentaires : littérature française, mathématiques, sanskrit, etc. Il profite de la Bibliothèque Widener de Harvard pour augmenter ses connaissances en physique. Il lit les ouvrages scientifiques du Français Henri Poincaré et des Allemands Walther Nernst, Wilhelm Ostwald et Arnold Sommerfeld dans leur langue.

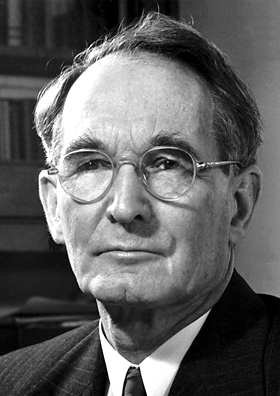
C'est en suivant les cours de Percy Bridgman que Robert Oppenheimer découvre la physique expérimentale selon l'opérationnisme, approche scientifique qui exige de s'appuyer exclusivement sur les phénomènes observables. Bridgman a obtenu le prix Nobel de physique en 1946.

Oppenheimer affirme n'avoir suivi aucun cours de physique en première année, seulement avoir demandé à suivre des cours de niveau maîtrise, requête accordée pour sa deuxième année de formation. Percy Bridgman, « l'un des plus prestigieux professeurs de physique de Harvard », lui fait découvrir la physique expérimentale selon l'opérationnisme. Cette approche, qui découle du positivisme, affirme que l'expérience physique n'a de sens que si elle peut être définie en termes d'opérations et que toute connaissance doit se limiter à ce qui est directement observable. Elle « se révélera d'une immense fécondité intellectuelle », car les physiciens théoriciens de Copenhague (Niels Bohr en tête) et de Göttingen (Werner Heisenberg, par exemple) auront recours à cette approche lorsqu'ils poseront les bases de la physique quantique, préférant se confiner aux valeurs calculables, plutôt qu'explorer les conséquences paradoxales des phénomènes observés. Oppenheimer, influencé par Bridgman, sera plus sensible aux enseignements qu'il recevra à Göttingen.
Pendant ses études à Harvard, Oppenheimer lit intégralement l'ouvrage d'Edward Gibbon, The Decline and Fall of the Roman Empire, qui comprend pas moins de 3 000 pages. Seuls un collègue et lui ont le « courage » de suivre un cours donné par le philosophe mathématicien Alfred North Whitehead pendant lequel ils parcourent ensemble les trois volumes de Principia Mathematica. Oppenheimer racontera que l'expérience lui fut plaisante.
À l'université, il rejoint un club où sont discutées de grandes questions politiques et sociales contemporaines (renaissance du Ku Klux Klan, conséquences du Traité de Versailles, putsch de la Brasserie de 1923, etc.). Même si le club n'a aucune visée gauchiste, des partisans de la révolution bolchevique et du socialisme y prononcent des conférences.
Oppenheimer participe à d'autres activités sociales, mais « reste un solitaire ». Pendant ses études, il n'entretient aucune relation féminine et n'a que deux amis, William Boyd et Frederick Bernheim, qu'il fréquente assidûment. Cet isolement social est la conséquence de plusieurs traits : difficulté à se lier socialement, « intellectualisme compulsif », érudition et gaucherie, lesquels exaspèrent des collègues qui le jugent « arrogant et hautain ». Cependant, des collègues d'études diront qu'il était « extraordinairement [brillant] et [intéressant] », « exceptionnel, doté d'une intelligence remarquable ». Il fait aussi montre d'un large vocabulaire, s'amusant avec les mots en compagnie de collègues. En 1975, Bernheim dira : « Je le vis briller subitement, de l'éclat d'un immense physicien, alors que moi je peinais à seulement terminer Harvard,. »
Pendant ses deuxième et troisième années à Harvard, tout en poursuivant ses études, il est assistant de laboratoire de Bridgman. À cette époque, il étudie la théorie classique de l'électron et la conduction thermique. Pourtant, à l'université, le physicien John Clarke Slater, avec l'aide de Niels Bohr et Hendrik Anthony Kramers, tente d'établir une théorie qui concilierait la nature particulaire des photons et l'aspect continu du rayonnement électromagnétique. Oppenheimer expliquera son manque d'intérêt pour la recherche de pointe par son désir de connaître ce qui avait déjà été découvert, pas de trouver ce qui restait à découvrir. En juin 1925, il est reçu Bachelor of Arts de chimie avec la mention summa cum laude. Il obtient donc son diplôme en trois ans, au lieu des quatre années habituelles.
Au mois d'août 1925, il retourne au Nouveau-Mexique en compagnie de ses parents, qui s'y plaisent. Avec l'historien Paul Horgan et son frère Frank, il fait de longues promenades à cheval. Katherine Chaves Page lui conseille de voyager le plus légèrement possible, ce qu'il fait. Cependant, lors d'une excursion, il vient à manquer d'aliments. Pour apaiser les douleurs de la faim, un compagnon lui prête une pipe à tabac. C'est à cette époque qu'il prend l'habitude de fumer la pipe et la cigarette, qu'il conservera toute sa vie.

### Études doctorales en Europe

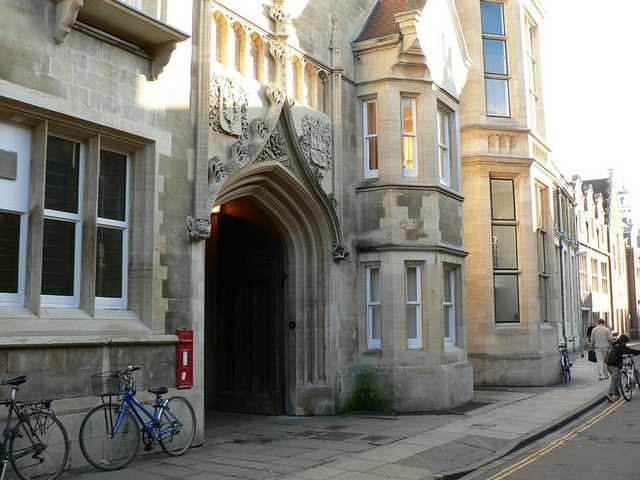
Entrée du laboratoire Cavendish de l'université de Cambridge en Angleterre, où Oppenheimer découvre sa vocation de physicien théoricien.

Avant la fin de ses études, Oppenheimer envoie une demande à Ernest Rutherford pour travailler sous sa supervision au laboratoire Cavendish de l'université de Cambridge en Angleterre. Il a en effet réalisé qu'il préfère la physique à la chimie. À cette époque, le laboratoire est « mondialement célèbre pour ses recherches en physique atomique et nucléaire ». Les chercheurs qui s'y sont distingués ont surtout fait preuve de talents d'observation et d'analyse, car le laboratoire ne possède pas de coûteux instruments de pointe. Oppenheimer sait qu'il risque d'être dépassé dans un tel environnement de recherche, où il faut procéder avec minutie et patience pour mettre en évidence un phénomène particulier. Même si Rutherford n'estime pas beaucoup Bridgman et que ce dernier, dans sa lettre de recommandation, précise qu'Oppenheimer est malhabile dans un laboratoire, il demande à Joseph John Thomson de le superviser, ce que l'Anglais accepte. Le choix de l'Américain peut sembler paradoxal, mais il est probablement influencé par les écrits des grands physiciens anglais et il veut réaliser une grande entreprise : étudier l'interaction des faisceaux électroniques avec les films métalliques, ce qui exige de faire des expériences de laboratoire.
Oppenheimer arrive en Angleterre en septembre 1925 et, après deux semaines, il exprime son désarroi dans une lettre : « Tous [les scientifiques du laboratoire] sont incroyablement adeptes de l'art de souffler du verre et de résoudre des équations différentielles. Le niveau académique ici dépeuplerait Harvard du jour au lendemain. » Relégué au sous-sol du laboratoire, il éprouve beaucoup de difficultés à fabriquer des films de béryllium. Ses difficultés lui font réaliser qu'il n'est pas à la hauteur du défi qu'il s'est lancé. Son abattement est amplifié par la vacuité de sa vie sociale.
En décembre 1925, Oppenheimer passe les vacances de Noël à Paris avec un ancien collègue de l'université Harvard, Francis Fergusson. Son désarroi est si grand qu'il tente d'étrangler Fergusson, qui parvient à le repousser. Oppenheimer se rend immédiatement auprès d'un psychiatre à Paris. De retour à Cambridge, il consulte régulièrement un psychiatre. Cet état est la conséquence de ses échecs répétés auprès de la gent féminine et de son incapacité à progresser au laboratoire. Plus tard en 1926, son sentiment d'isolement est si prononcé qu'il demande à Bernheim, établi lui aussi à Cambridge, de renoncer à sa fiancée, ce qu'il refuse tout en prenant ses distances avec Oppenheimer,. En mars 1926, Oppenheimer accompagne des amis en Corse. Il montre alors des signes de mythomanie et se dira atteint de schizophrénie. Il affirmera plus tard avoir vécu « l'Amour » ; des amis diront qu'il s'agissait probablement d'une très grande attirance pour une femme mariée qui n'a pas voulu quitter son époux, mais il peut aussi s'agir d'un amour intellectuel. À cette époque, il souffre également de dépression, un mal qui l'affectera à plusieurs reprises au cours de sa vie. Pour tenter de trouver une solution à ses troubles mentaux, il voit un psychiatre londonien lors d'une ultime consultation, mais n'obtient pas satisfaction et préférera s'occuper lui-même de sa santé mentale.

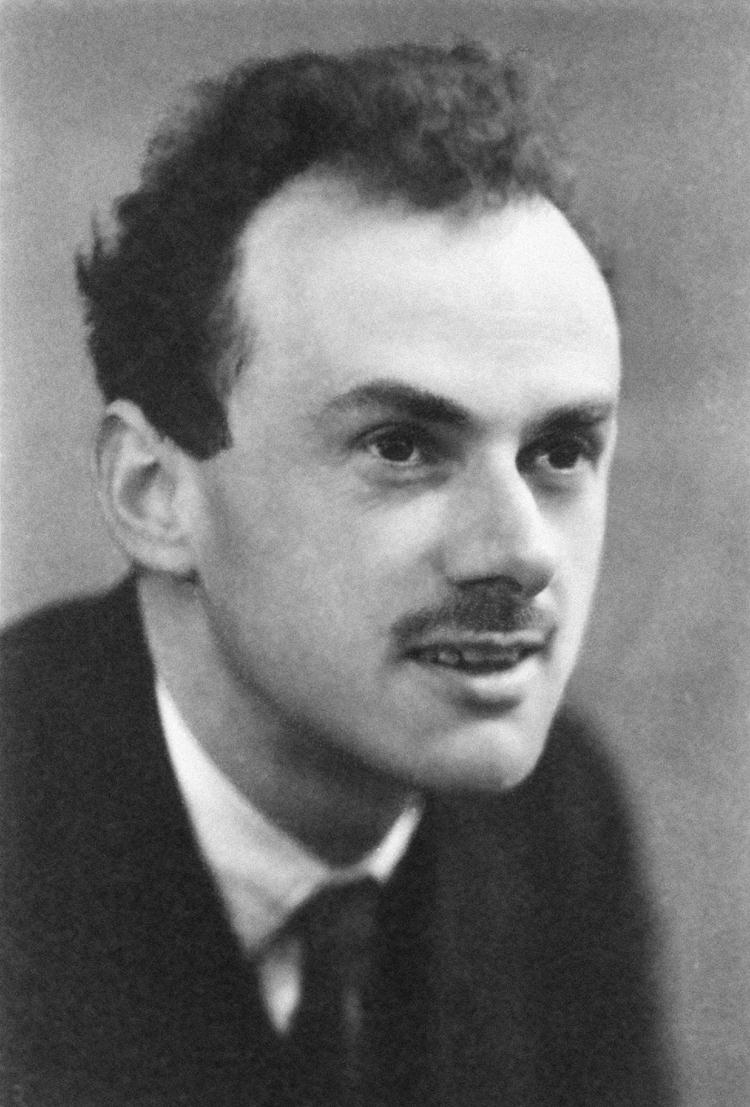
Paul Dirac, le plus grand théoricien du XXe siècle après Albert Einstein selon Oppenheimer. Dirac et Erwin Schrödinger ont obtenu le prix Nobel de physique en 1933.

Le passage d'Oppenheimer à Cambridge révèle sa vocation. Il apprend l'existence d'un petit groupe de physiciens théoriciens « particulièrement actifs » menés par Paul Dirac et Ralph H. Fowler. Auparavant, il n'aurait jamais accepté d'être uniquement théoricien car, selon son jugement, leurs travaux dépendent des résultats des expérimentateurs, ce qui en fait donc des suiveurs plutôt que des créateurs, ce qui aurait heurté son éthique déontologique. Les échanges avec Dirac et Fowler sont déterminants pour la carrière scientifique d'Oppenheimer, car ces derniers sont au courant des derniers développements en physique quantique, qui vit une « très grave crise ». En effet, la mécanique newtonienne, macroscopique, postule qu'il existe une causalité entre les phénomènes, ce qui n'est pas le cas en mécanique quantique, microscopique. Les équations newtoniennes ne peuvent donc s'appliquer aux phénomènes quantiques, d'où les incohérences.
Toujours à Cambridge, Oppenheimer échange avec Niels Bohr. Il y apprend l'existence des trois articles, le premier publié en septembre 1925 par Werner Heisenberg (Über quantentheoretische…), qui ont fondé la mécanique quantique en termes de mécanique matricielle. En novembre 1925, Dirac donne une formulation algébrique de la théorie de Heisenberg. En janvier 1926, Erwin Schrödinger publie un article qui propose une mécanique quantique ondulatoire (Quantisierung als Eigenwertproblem I). Comparativement à la mécanique newtonienne, la mécanique quantique se révèle à la fois plus proche de l'expérience et plus abstraite, car elle se préoccupe plus de valeurs calculables que de modèles physiques.
Oppenheimer s'enthousiasme pour cette nouvelle physique ; il suit un cours de mécanique quantique donné par Dirac. Fowler, prenant conscience du potentiel intellectuel de l'étudiant, l'encourage à faire des recherches en s'appuyant sur la méthode algébrique de Dirac. Oppenheimer abandonne l'étude des films de béryllium et maîtrise rapidement le formalisme mathématique de Dirac. Sur les conseils de Fowler, jovial et généreux, il s'attaque à des problèmes de niveaux d'énergie et de transitions d'états dans les atomes. Il publie ses deux premiers articles en mai et juin 1926 (On the Quantum Theory of Vibration-Rotation Bands et On the Quantum Theory of the Problem of the Two Bodies).

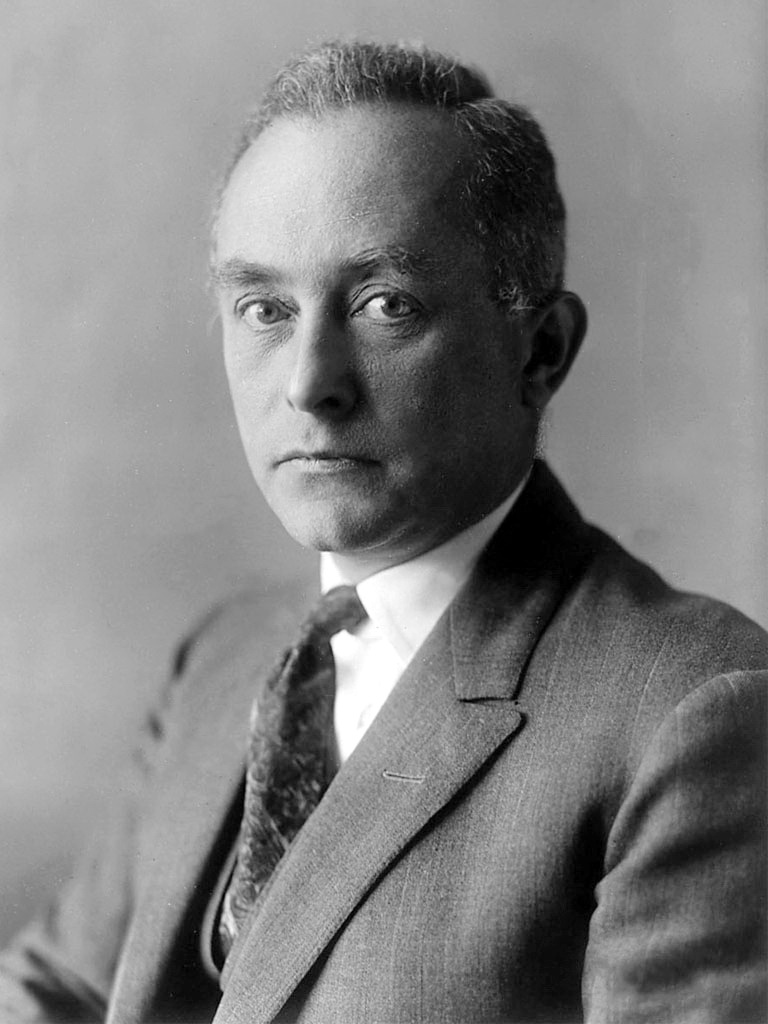
Le physicien Max Born, sous la supervision duquel Oppenheimer prépare sa thèse de doctorat en physique à l'université de Göttingen, thèse soutenue en mai 1927. Born sera colauréat du prix Nobel de physique en 1954.

Au printemps 1926, il assiste à un séminaire donné à Leyde aux Pays-Bas sous la direction de Paul Ehrenfest. Il y rencontre le physicien George Uhlenbeck, assistant d'Ehrenfest. Les deux se lient immédiatement d'amitié, ce qui réconforte Oppenheimer. Toujours au printemps 1926, il rencontre Max Born, un physicien éclectique qui est aussi un auteur de renom. En 1925-1926, avec l'aide de Heisenberg et de Pascual Jordan, Born a en effet rédigé les deux autres articles qui ont jeté les bases de ce qui sera appelé la « mécanique quantique » (Zur Quantenmechanik et Zur Quantenmechanik II). Percevant le potentiel intellectuel de l'Américain, il l'invite à Göttingen pour y préparer son doctorat, offre qu'Oppenheimer accepte sans hésiter.
Dans la ville allemande, Oppenheimer est en contact avec des scientifiques de premier plan. James Franck est à la tête d'un institut de physique et Max Born dirige également un institut de physique. David Hilbert et Richard Courant dirigent un institut de mathématiques « qui jouit d'une renommée mondiale » et qui accueille des mathématiciens renommés : Hermann Weyl, Emmy Noether, Norbert Wiener et John von Neumann. À cette époque, les chercheurs de Göttingen publient régulièrement des résultats en physique théorique, ce qui amènera le physicien Karl Compton à qualifier l'endroit de « fontaine de sagesse quantique ».
L'antisémitisme est omniprésent en Allemagne à cette époque, mais le milieu universitaire de Göttingen est peu sensible à ce courant, car plusieurs des plus éminents scientifiques sur place sont juifs, notamment Franck, Born et Courant. Dans une lettre de novembre 1926 adressée à Fergusson, Oppenheimer écrit : « On y est violemment opposé à la névrose, aux Juifs, aux Prussiens et aux Français » et croit que la situation ne peut mener qu'à un « terrible drame ». Paul Dirac et lui occupent chacun une chambre dans une maison près de l'université, ce qui renforce leur lien d'amitié. L'Allemagne traverse une sombre période économique, dont profiteront les nazis. Fortuné, Oppenheimer fait montre de largesses autour de lui. Le physicien Walter M. Elsasser découvre un « aspect inattendu de la personnalité » de l'Américain : une soif de spiritualité sans limites, qu'il met à profit pour explorer les textes sacrés de la religion hindoue. Il lit le sanskrit et peut traduire sur-le-champ des versets entiers de la Bhagavad-Gita et des Upanishads.

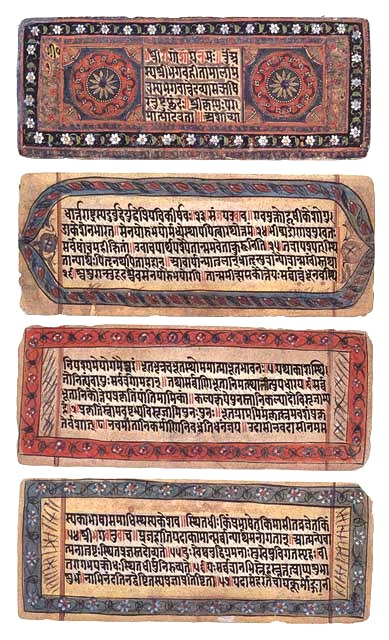
Extraits de la Bhagavad-Gita, ouvrage qu'Oppenheimer lit en sanskrit.

Toujours à Göttingen, Oppenheimer échange avec de grands scientifiques de l'époque : Richard Courant, Werner Heisenberg, Gregor Wentzel et Wolfgang Pauli. Pour lui, c'est un moment important, car il peut avoir des échanges de vues. Ainsi, il acquiert « graduellement un sens de la physique ». Puisque la mécanique quantique est récente, ses créateurs n'ont pas encore découvert toutes ses conséquences. À la fin de l'année 1926, après avoir étudié l'atome d'hydrogène, le jeune chercheur réalise sa première découverte importante.
À cause de la nature ondulatoire des électrons, Oppenheimer en vient à postuler la possibilité qu'un électron puisse franchir la barrière de potentiel qui entoure le noyau de l'atome, et donc déstabiliser l'atome en se logeant dans le noyau. L'effet tunnel permet aussi le passage de particules dans le sens inverse. Ce phénomène, découvert empiriquement par Robert Andrews Millikan et Charles Christian Lauritsen, permet d'expliquer l'émission des particules α lors de désintégrations nucléaires. Il est resté inexpliqué depuis sa découverte par Ernest Rutherford en 1898. « Curieusement », Oppenheimer relègue cette importante découverte théorique dans la troisième note d'un article publié en janvier 1928 dans la revue Physical Review (Three Notes on the Quantum Theory of Aperiodic Effects). Il expliquera cette décision par son incapacité à distinguer les bons résultats du reste. Historiquement, c'est le premier article sur l'effet tunnel.
Il prend contact avec Percy Bridgman, son ancien professeur à Harvard, pour lui mentionner que la théorie classique de la conduction métallique risque d'être remise en cause à la suite de ses travaux. Impressionné par les explications d'Oppenheimer, Bridgman lui suggère de demander une bourse d'études postdoctorales et de revenir à l'université Harvard. De son côté, en février 1927, Max Born écrit au président du Massachusetts Institute of Technology à propos des étudiants américains qui travaillent avec lui à Göttingen : « l'un d'eux est particulièrement brillant, c'est M. Oppenheimer ».
La même année, Born et Oppenheimer publient un article qui établit solidement la réputation de l'Américain (Zur Quantentheorie der Molekeln). Il représente en effet une percée significative dans la compréhension du comportement des molécules. En s'appuyant sur les postulats de la mécanique quantique, les deux auteurs parviennent à modéliser les mouvements électroniques, vibrationnels et rotationnels des molécules, ce qui permet d'établir une équation d'onde suffisamment précise de celles-ci. Appelée approximation de Born-Oppenheimer, cette procédure « extrêmement complexe » est encore utilisée en physique dans les années 1990. Plus tôt, en 1927, après avoir échangé avec Born sur l'approximation, l'Américain a pris des vacances à l'étranger, d'où il a fait parvenir au physicien allemand quatre ou cinq feuillets qui détaillent l'approximation. Born, « horrifié », a repris le travail d'Oppenheimer et a rédigé un article de trente pages. Selon ce dernier, l'article n'ajoute rien à son travail et comporte des « théorèmes assez évidents ». Cette différence de style a causé une brouille entre les deux hommes. Cependant Born intervient en sa faveur lorsqu'il apprend qu'Oppenheimer a omis de s'inscrire officiellement comme étudiant, ce qui a amené les autorités de l'université à vouloir bloquer l'obtention de son doctorat. Acceptée en mai 1927, Oppenheimer juge négativement sa thèse, dont un abrégé fait pourtant l'objet d'une publication avancée en février 1927 dans Zeitschrift für Physik (Zur Quantentheorie kontinuierlicher Spektren).
Achevée moins de cinq ans après la fin de ses études secondaires (un record), cette thèse est l'une des premières applications de la mécanique ondulatoire de Schrödinger à un problème de physique atomique et aura d'importantes retombées dans l'étude des étoiles. En 1968, le physicien Hans Bethe écrira que les calculs d'Oppenheimer s'accordaient bien avec les mesures d'absorption des rayons X, mais n'expliquaient pas l'opacité de l'hydrogène dans le Soleil. Au début des années 1930, les astrophysiciens pensent que le Soleil est surtout composé d'éléments chimiques lourds, comme l'oxygène, alors qu'il est surtout composé d'hydrogène. « [Dans les années 1960], l'opacité est calculée essentiellement sur la base de la théorie d'Oppie et elle est l'un des principaux outils pour la compréhension des intérieurs stellaires » (« Oppie » est le surnom que ses étudiants anglophones donnent à Oppenheimer).
Max Born donne la mention « très bien » à la thèse d'Oppenheimer, soutenue en mai 1927. La partie orale de l'examen se déroule en présence de James Franck. Par la suite, un collègue demande à Franck comment s'est déroulée la soutenance. Ce dernier répond : « Je suis parti juste à temps. Il commençait à me poser des questions ! » L'embarras de Franck tient probablement au fait que l'Américain s'est hissé à la hauteur des meilleurs scientifiques de Göttingen. En moins d'un an, il a publié sept articles, dont « trois fondamentaux » en mécanique quantique. La même année, le physicien Earle Hesse Kennard écrit que Jordan, Dirac et Oppenheimer sont des « physiciens théoriciens de génie et sont tous trois plus inintelligibles l'un que l'autre ». Göttingen a donc fait éclore son talent ; il peut dorénavant échanger d'égal à égal avec les meilleurs physiciens théoriciens,.

### Études postdoctorales en Europe
Bénéficiant d'une bourse postdoctorale de la National Research Fellowship, Oppenheimer retourne aux États-Unis en juillet 1927. Il y partage son temps entre l'université Harvard à Boston sur la côte Est américaine, et le California Institute of Technology (Caltech), à Pasadena sur la côte Ouest. Son ancienne université lui « paraît provinciale » comparativement à Göttingen. Il publie pourtant quelques articles, dont un sur l'effet Ramsauer-Townsend où il fait une erreur de calcul. Robert Oppenheimer aura ce travers à plusieurs reprises par la suite. C'est peut-être la conséquence de sa difficulté à travailler seul et calmement pendant de longues périodes, attitude nécessaire pour compléter de longs calculs complexes, et de son désir d'être dans l'action, de s'intéresser aux problèmes du moment plutôt qu'à des thèmes importants, mais éloignés du feu des projecteurs.

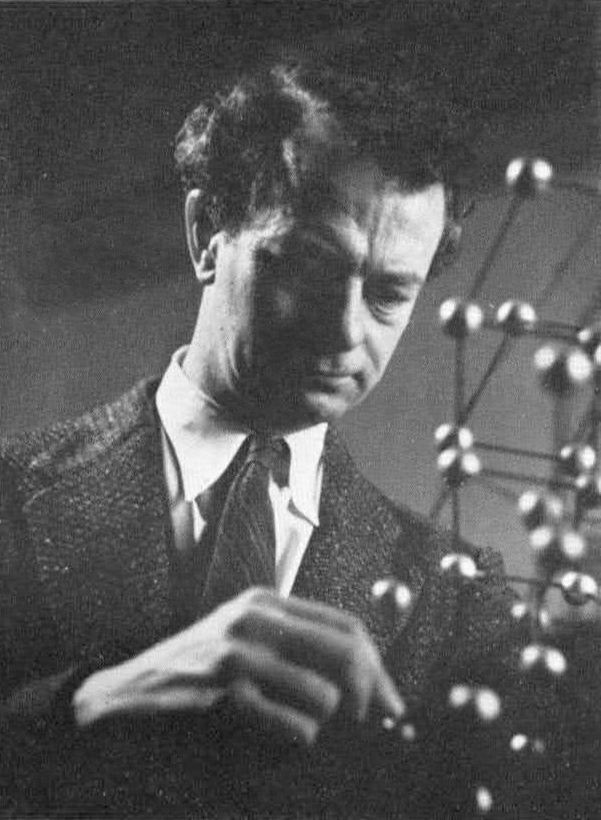
À l'université de Göttingen et au Caltech, Oppenheimer échange avec le chimiste Linus Pauling, qui sera lauréat du prix Nobel de chimie en 1954 pour ses travaux sur la liaison chimique, puis lauréat du prix Nobel de la paix en 1962 pour sa campagne contre les essais nucléaires.

Arrivé au Caltech en janvier 1928, il retrouve le chimiste Linus Pauling qu'il a connu à Göttingen. Il rencontre aussi les physiciens Robert Andrews Millikan, Carl David Anderson, Charles Christian Lauritsen, Paul Sophus Epstein et Richard Tolman. Sur place, Oppenheimer continue ses recherches sur la mécanique quantique tout en suivant les travaux de Millikan, devenu un spécialiste des rayons cosmiques. Ce domaine conduira au développement de la physique des particules, où il se distinguera.
En 1928, Oppenheimer reçoit ses premières propositions d'emploi. L'université Harvard lui propose un poste d'instructeur et promet une rapide évolution de sa carrière. Cependant, les propositions du Caltech et de l'université de Californie à Berkeley lui apparaissent plus intéressantes, car il préfère vivre en Californie et Berkeley lui offre la possibilité de créer une école de physique théorique. Il accepte donc l'offre de Berkeley à deux conditions : repartir étudier un an en Europe et, à son retour, enseigner en parallèle au Caltech. Il craint en effet de ne pouvoir suivre les développements théoriques s'il commence immédiatement à Berkeley, où le seul enseignant de physique théorique est un ancien militaire autodidacte. En outre, il pense que s'il maintient des relations avec les physiciens du Caltech, son travail sera critiqué, ce qui l'incitera à se surpasser.
Avant de se rendre en Europe, Oppenheimer passe l'été à Ann Arbor, dans le Michigan, où il assiste à un colloque de physique. Ayant contracté la tuberculose, il se rend au Nouveau-Mexique pour se rétablir. Il embarque pour l'Europe fin août 1928 et se rend d'abord à Leyde aux Pays-Bas pour y retrouver Paul Ehrenfest, qui lui a fait un accueil cordial en 1926. Ehrenfest vit alors une « grave » dépression qui l'amènera à se suicider en 1933. L'atmosphère est donc « lugubre » dans le département de physique. L'Américain décide de se rendre à Utrecht pour y passer du temps en compagnie d'Hendrik Anthony Kramers et George Uhlenbeck. Il en profite aussi pour échanger avec Samuel Goudsmit et Hendrik Casimir, tout comme donner quelques séminaires « dans un assez mauvais hollandais » selon ses dires. C'est pendant cette période que les étudiants néerlandais lui donnent le diminutif « Opje », que ses étudiants anglophones changeront en « Oppie ».

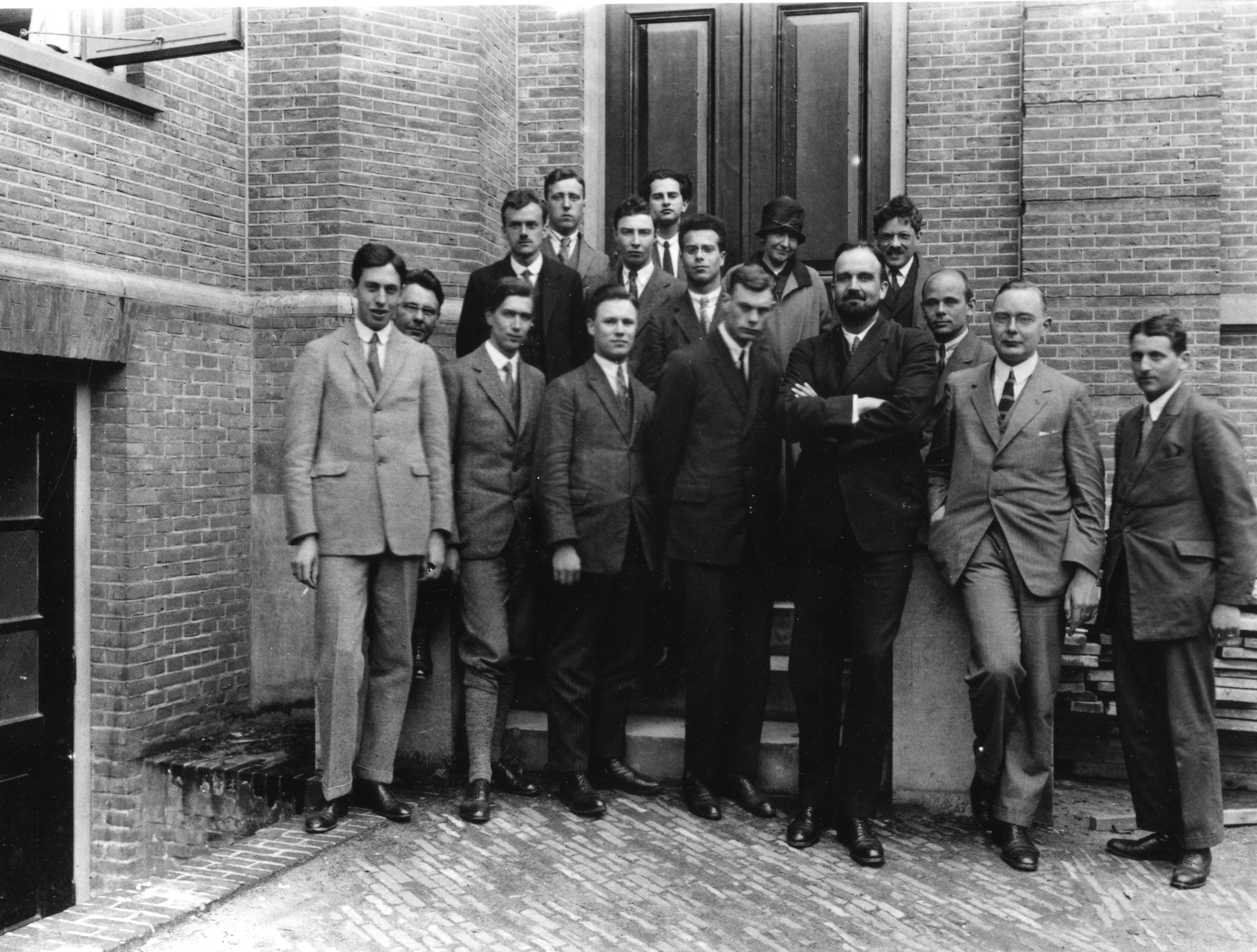
À Leyde aux Pays-Bas en 1926, au laboratoire de Heike Kamerlingh Onnes.
De g. à d., au premier rang : George Uhlenbeck, Helmut Hönl, Henri Bernard Joseph Florin, Hendrik Casimir, Adriaan Fokker, Hendrik Anthony Kramers et Samuel Goudsmit ; au 2e rang : Karel Niessen, Paul Dirac, Robert Oppenheimer, Christian Møller, Tatiana Afanassieva, Paul Ehrenfest (mari de la précédente) et Jan Woltjer ; au 3e rang : Roelof Luppo Krans et.

Conscient qu'Oppenheimer possède un esprit vif mais brouillon, Ehrenfest l'oriente vers le physicien autrichien Wolfgang Pauli qui enseigne à l'École polytechnique fédérale de Zurich en Suisse, alors que l'Américain a prévu d'étudier sous la supervision de Niels Bohr à Copenhague. Oppenheimer explique à ce propos : « Bohr, avec son esprit large et généreux, n'était pas le remède dont j'avais besoin [...] Il me fallait un physicien professionnel et méticuleux », c'est-à-dire Pauli. Ehrenfest juge aussi que l'Américain, qui souffre d'une toux persistante consécutive à la tuberculose, ne doit pas subir le climat humide de Copenhague. Cependant, rendu à Zurich, Oppenheimer tombe à nouveau malade, car la Suisse subit un « froid terrible » durant l'hiver 1928-1929. Il quitte le pays pendant six semaines pour se rétablir.
De son côté, en 1929, Pauli commence à élaborer, avec Werner Heisenberg, une première version de l'électrodynamique quantique, une « branche fondamentale de la physique » qui attire l'intérêt d'Oppenheimer pendant les années 1930. Les deux physiciens partagent de nombreux traits de caractère. Ils sont notamment « exceptionnellement brillants », supportent mal la médiocrité, qu'ils ne se gênent pas pour critiquer durement, et sont malhabiles dans un laboratoire. Selon Pauli, Oppenheimer est tellement déférent à son égard qu'il est incapable de faire preuve d'esprit critique. L'Américain écrira : « Ce temps passé avec Pauli m'apparut tout simplement parfait ».
Dans un article publié en mars 1930 dans Physical Review (Note on the Theory of the Interaction of Field and Matter), Oppenheimer démontre que la première version de l'électrodynamique quantique, proposée par Pauli et Heisenberg, n'est pas viable. En effet, si l'on traite l'électron comme une charge ponctuelle, les résultats ne correspondent à aucune réalité physique puisque la charge électrique de l'électron est contenue dans une masse ponctuelle (d'une taille infinitésimale). La charge interagit donc avec le champ de rayonnement de l'électron, ce qui en théorie mène à une énergie infinie. Cette interaction produit un « déplacement infini des états quantiques de l'atome », ce qui rend impossible l'application de la théorie aux atomes. C'est seulement en 1948, avec les travaux de Sin-Itiro Tomonaga, Julian Schwinger et Richard Feynman, qu'elle connaîtra un renouveau grâce à la renormalisation qui élimine les infinités perturbatrices. Elle se révélera alors « un outil extrêmement efficace » pour expliquer différents phénomènes physiques : supraconductivité, superfluidité de l'hélium, moment magnétique de l'électron, etc.
Pendant ses études en Europe, de 1926 à 1929, Oppenheimer publie pas moins de 16 articles, « une production stupéfiante pour n'importe quel scientifique ». S'il a manqué la première vague d'éclosion de la mécanique quantique, en 1925-1926, il participe largement à sa deuxième vague sous la supervision de Pauli. Sa production s'explique par le fait qu'il est le premier physicien à maîtriser la mécanique ondulatoire de Schrödinger.

## Professeur et chercheur aux États-Unis

### Sur la côte Ouest
De retour aux États-Unis à l'été 1929, Robert Oppenheimer poursuit un but : fonder une grande école de physique théorique sur le sol américain. Cependant, les meilleurs théoriciens travaillent en Europe. La situation change pendant les années 1930 sous la pression du nazisme. Albert Einstein, Enrico Fermi, Hans Bethe, Eugene Wigner, Edward Teller, Samuel Goudsmit et George Uhlenbeck quittent en effet leur pays pour s'établir aux États-Unis. D'autres théoriciens visitent les États-Unis : Niels Bohr, Arnold Sommerfeld et Max Born. Le retard américain en physique est d'autant plus important que l'aspect théorique a pris le pas sur l'expérimentation. En 1910, environ 20 % de la littérature mondiale en physique se compose d'articles théoriques. Avec l'importance grandissante de la physique quantique, la proportion passe à 50 % en 1930. Les grands noms américains de la physique, Millikan, Lauritsen, Anderson et Lawrence, sont surtout connus pour leur talent d'expérimentateurs. À cette époque, la circulation de l'information est plus lente qu'aujourd'hui, ce qui rend ardus les échanges avec les meilleurs centres de recherche, qui se trouvent en Europe. Cet isolement est encore plus prononcé à l'université de Californie à Berkeley comparativement à la côte est des États-Unis (où se trouve l'université Harvard). Ces facteurs expliquent pourquoi Oppenheimer a pu fixer ses conditions d'emploi à Berkeley.
Dans les classes où il enseigne, le chercheur surestime le potentiel intellectuel des étudiants, qui se plaignent de ne rien comprendre. Pourtant, des élèves suivent le même cours plusieurs fois, car il sait faire montre de talents oratoires et communique « son enthousiasme pour la beauté formelle de la physique ». Une coterie se développe autour du jeune professeur et des étudiants l'admirent jusqu'à l'idolâtrie. Certains étudiants du Caltech, où il donne des cours à l'automne, le suivent à Berkeley pour l'entendre à nouveau au printemps. Avec les années, Oppenheimer atténuera son intransigeance et ses cours gagneront en clarté pédagogique.

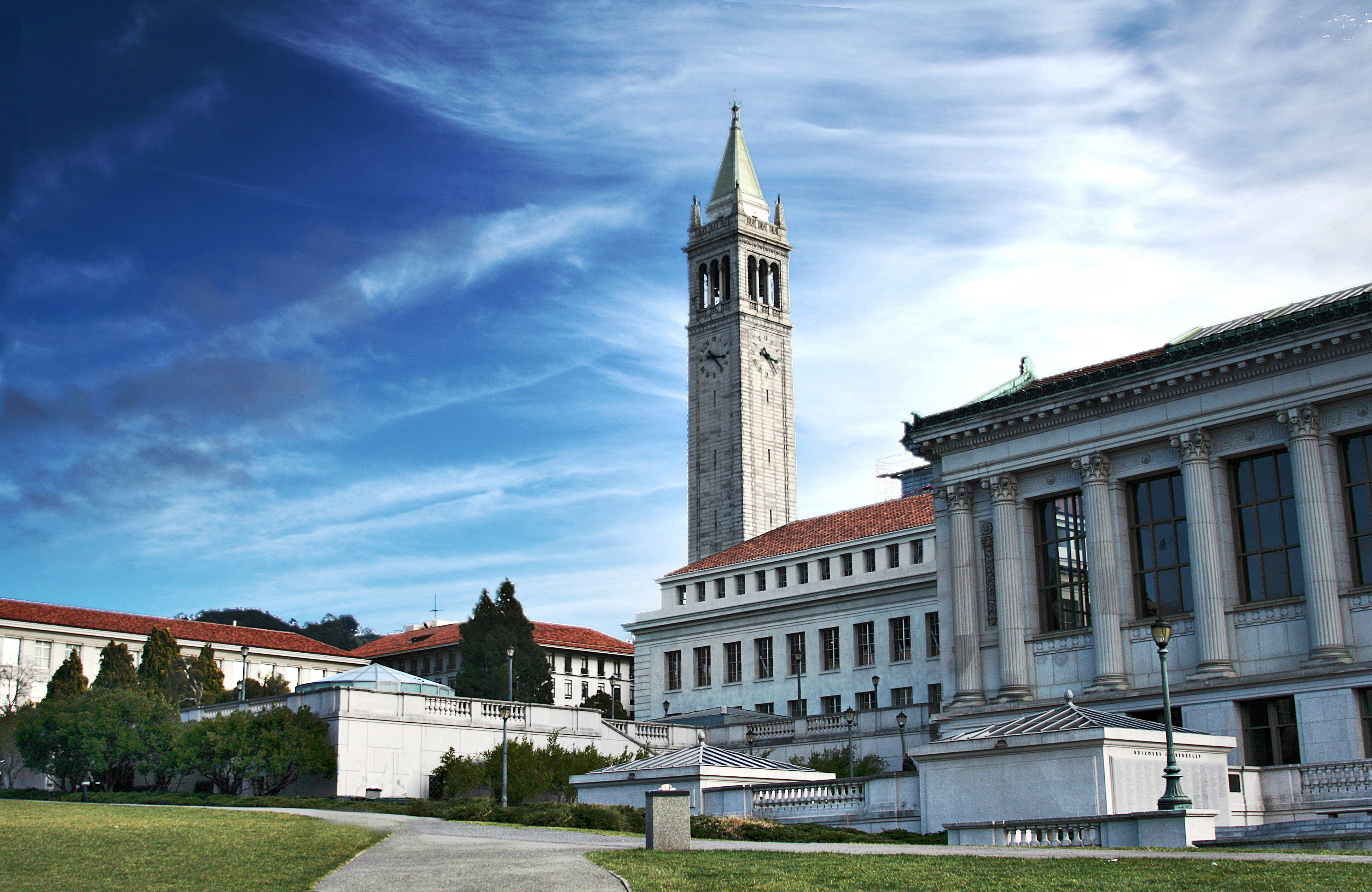
Le campus de l'université de Californie à Berkeley.

L'après-midi, après ses cours, il réunit ses étudiants à la maîtrise et au doctorat en groupes de huit à dix ; ceux en études postdoctorales en groupes de six. Ils discutent alors de l'avancement de leurs travaux. Cette approche expose ainsi ses étudiants à différents domaines et va à contre-courant de ce qui se fait en physique à l'époque. Plus tard, Robert Serber écrira : « En un après-midi, les étudiants pouvaient discuter d'électrodynamique, de rayons cosmiques, d'astrophysique et de physique nucléaire. » Par ailleurs, Oppenheimer ne répugne pas à répondre aux questions des étudiants, même si cela le mène tard dans la nuit. Il étend sa collaboration jusqu'à faire participer ses étudiants à ses recherches et à cosigner des articles à partir de 1931.
Malgré sa charge académique, Robert Oppenheimer maintient un important réseau social. Il fréquente des collègues qui travaillent sur la côte Ouest et sort avec des étudiants. Il suit des cours de sanskrit donnés à Berkeley par Arthur W. Ryder, professeur que lui a présenté Harold Cherniss et dont l'influence intellectuelle sur Oppenheimer est perceptible ; ce dernier écrit en 1948 que « Ryder sentait, pensait et parlait comme un stoïcien ».
C'est à cette époque qu'il rencontre Ernest Orlando Lawrence, qui utilise un cyclotron de sa conception pour sonder la matière à la recherche d'une particule hypothétique que Paul Dirac mentionne dans un article paru en 1928 (The Quantum Theory of the Electron). Ce dernier a établi un pont théorique entre la relativité restreinte et la mécanique quantique grâce à l'équation de Dirac, dont les deux solutions possibles sont de signes opposés. Puisque l'électron est une particule négativement chargée, Dirac en conclut que le proton — seule autre particule chargée connue à l'époque — pourrait satisfaire son équation. Dans une lettre aux éditeurs de Physical Review publiée en mars 1930 (On the Theory of Electrons and Protons), Oppenheimer affirme que cette hypothèse est physiquement impossible. Selon lui, il faut rechercher une particule de même masse que l'électron, mais de charge opposée. Wolfgang Pauli et Niels Bohr rejettent avec vigueur l'affirmation d'Oppenheimer, tandis que Dirac éprouve du malaise. Le Britannique reconnaît son erreur en 1931 puis, en 1932, Carl David Anderson découvre le positron en étudiant les rayons cosmiques.

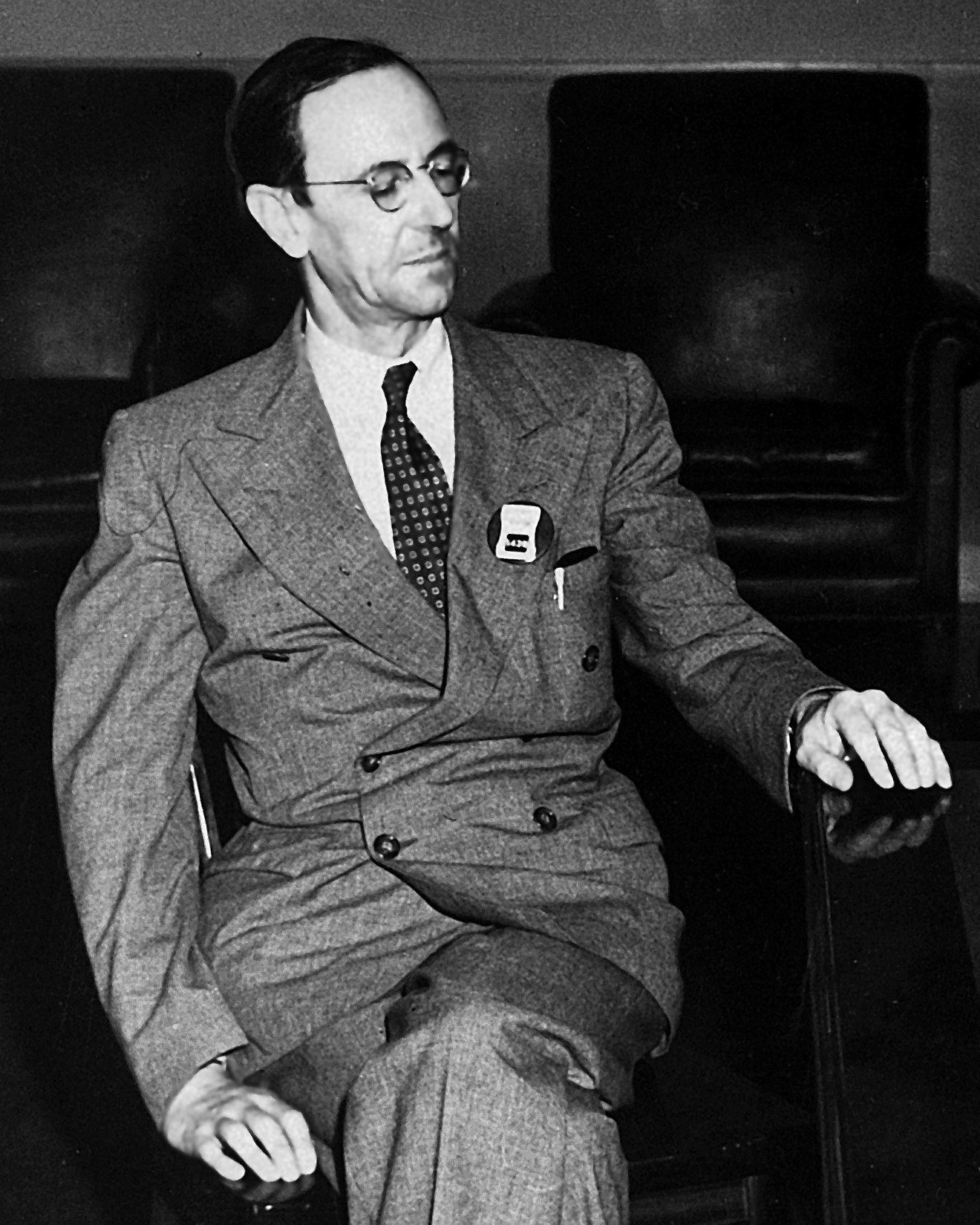
James Chadwick, principalement connu pour la découverte du neutron, une particule qui joue un rôle central dans la fission nucléaire, ce qui lui vaut de recevoir le prix Nobel de physique en 1935.

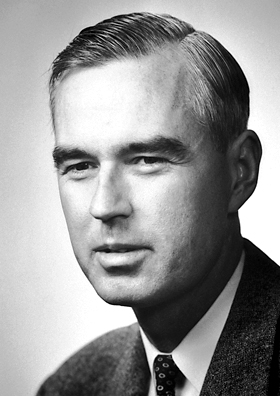
Willis Eugene Lamb, un élève de Robert Oppenheimer qui sera colauréat du prix Nobel de physique en 1955 pour ses découvertes concernant la structure fine du spectre de l'hydrogène.

En février 1931, en collaboration avec Paul Ehrenfest qui visite Caltech, Oppenheimer publie son premier article de physique nucléaire (Note on the Statistics of Nuclei). Selon l'astrophysicien Kip Thorne, « à cette époque, le neutron n'avait pas encore été découvert et les noyaux restaient une énigme ». Selon le physicien Freeman Dyson, vers « la fin des années 1920 [...] personne ne savait de quoi étaient constitués les noyaux ni la façon dont leurs composants étaient agencés ». Les physiciens pensent que le noyau est seulement constitué de protons et d'électrons. L'article d'Ehrenfest et Oppenheimer montre qu'une telle hypothèse exige de ne plus utiliser la mécanique statistique pour les noyaux d'azote et, donc, que ces noyaux ne contiennent pas d'électrons. L'année suivante, James Chadwick démontre l'existence des neutrons, ce qui conduira à la théorie moderne des atomes, où les noyaux sont composés de protons et neutrons.
Même si Oppenheimer connaît de grands succès conceptuels en physique, il fait des erreurs mathématiques notables. Dans l'un de ses articles (Two Notes On the Probability of Radiative Transitions), il omet un facteur {\displaystyle 2\pi }. Dans un autre article (Relativistic Theory of the Photoelectric Effect…), son calcul s'écarte de la valeur réelle par un facteur {\displaystyle 44/3}. Selon Willis Eugene Lamb, « [ses] cours étaient des révélations, mais les équations qu'il écrivait au tableau n'étaient pas toujours fiables. » Pourtant, selon le physicien Hans Bethe, Oppenheimer maîtrise très bien les principaux outils de la physique mathématique. Il se trompe parfois aussi lors d'analyses de phénomènes physiques. En octobre 1931 par exemple, avec J. Franklin Carlson, il avance que les rayons cosmiques primaires sont constitués de neutrinos, des particules neutres, car il croit que ces rayons n'interagissent pas avec le champ magnétique terrestre, ce qui est faux selon les observations publiées. Des recherches ultérieures démontreront que ces rayons sont surtout constitués de protons (à 92 %), le reste d'électrons et de noyaux d'hélium. Néanmoins, la qualité des travaux d'Oppenheimer est reconnue et Berkeley attire de plus en plus de lauréats américains de bourses d'études en physique théorique.
Joseph Weinberg rapporte qu'Oppenheimer peut se montrer rude ou indulgent avec ses étudiants. Par exemple, dans le bureau d'Oppenheimer, Weinberg s'est mis à fouiller parmi des papiers sur une table au centre de la pièce. En lisant le premier paragraphe d'une feuille, il observe à voix haute que c'est un « excellent » sujet de thèse doctorale qu'il est prêt à explorer. Oppenheimer lui répond qu'il n'est pas à son intention.
Plus tard, rapporte Weinberg, un autre étudiant d'Oppenheimer, qui ne trouvait pas de sujet, explore justement cette proposition. L'étudiant en question, au contraire de ses collègues, est régulièrement « déconcerté, interloqué et mal à l'aise » quand Oppenheimer lui adresse la parole, même s'il est « génial » et convenable. Pourtant, Oppenheimer fait régulièrement montre de rudesse avec ses étudiants.
Toujours selon Weinberg, Oppie a laissé la feuille bien en vue pour que l'étudiant la trouve et s'approprie le sujet. Plus tard, il deviendra un physicien à qui l'on doit plusieurs avancées notables en physique expérimentale. (Weinberg n'a pas révélé le nom de l'étudiant.)
Le décès de sa mère, en octobre 1931, l'affecte profondément. Il surmonte son chagrin par l'ascèse et le renoncement, des disciplines expliquées dans les textes hindous qu'il a lus. Il se rapproche de son père, qui vient le rejoindre sur la côte Ouest, allant même jusqu'à l'inviter dans son cercle d'amis. Son détachement lui permet de se concentrer à nouveau sur les avancées de la physique. En juin 1932, John Cockcroft et Ernest Walton provoquent la première désintégration nucléaire artificielle. Ils mesurent également la masse des particules en jeu et vérifient donc expérimentalement la relation E=mc2. Il manque de découvrir les paires électrons-positons, ce qu'ont réalisé Patrick Blackett et Giuseppe Occhialini au début de 1933. Selon Abraham Pais, Oppenheimer aurait dû faire cette découverte avant eux, car il a régulièrement accès aux résultats expérimentaux de Pasadena, expériences qui recueillent des données sur les rayons cosmiques. En juillet de la même année, avec Milton S. Plesset, il explique correctement le mécanisme de création des paires par la collision de rayons gamma sur des noyaux atomiques (On the Production of the Positive Electron). La découverte et l'explication constituent une « percée scientifique majeure », rien moins qu'une preuve supplémentaire de la validité de la relation E=mc2 et la découverte même remet en cause le concept de particule élémentaire. Selon Werner Heisenberg, c'est l'un « des plus grands changements parmi les grands changements de la physique de notre siècle ». En 1973, Heisenberg écrira que la particule élémentaire est un système composite qui présente la même complexité qu'une molécule.
En janvier 1934, Frédéric Joliot et Irène Curie induisent pour la première fois la radioactivité artificielle d'un élément chimique. À la suite de leurs travaux, Enrico Fermi bombarde de neutrons différents éléments chimiques, créant ainsi plusieurs éléments artificiellement radioactifs. Bruno Pontecorvo améliore la technique de Fermi en ralentissant les neutrons, ce qui permet de créer des quantités appréciables de substances radioactives. Lorsque Ernest Orlando Lawrence apprend les travaux réalisés en Europe, il se lance dans la création d'éléments radioactifs, puisqu'il utilise le plus puissant accélérateur de particules de l'époque. Il crée alors un grand nombre d'éléments radioactifs, plusieurs trouvant des applications en médecine nucléaire en tant que traceurs. En septembre 1935, Oppenheimer et son étudiante Melba Phillips publient un article (Note on the Transmutation Function for Deuterons) qui explique pourquoi certains éléments chimiques deviennent radioactifs lorsqu'ils sont bombardés par des deutérons. Ces paires sont composées d'un proton et d'un neutron. Lorsque ces particules approchent suffisamment près du noyau d'un atome, le proton est repoussé par la barrière coulombienne, auquel le neutron est insensible. Ce dernier peut donc être capturé par le noyau, ce qui rend certains atomes radioactifs. Tous ces travaux trouveront des applications militaires à partir de 1938, lorsqu'Enrico Fermi démontrera la faisabilité de la fission nucléaire artificielle. Selon le physicien Hans Bethe, le processus Oppenheimer-Phillips est « un outil d'importance dans l'étude des nucléons, tant pour leur niveau d'énergie que leurs propriétés,. »

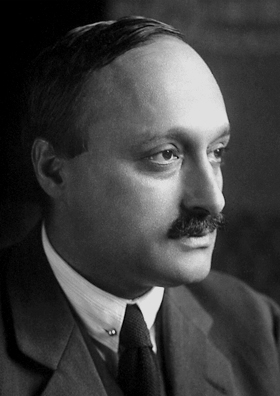
James Franck, colauréat du prix Nobel de physique en 1927 pour la découverte des lois régissant la collision d'un électron sur un atome, a quitté l'Allemagne nazie en 1933 en raison de la promulgation des premières lois antijuives. James Franck avait assisté à la soutenance de thèse d'Oppenheimer à l'université de Göttingen en 1927.

À cause de son enviable situation financière (un fonds établi par son père lui assure un niveau de vie confortable), Oppenheimer peut se consacrer à la physique et à l'enseignement, tout en négligeant les évènements qui bouleversent le monde. Par exemple, il n'apprend le krach de 1929 que durant l'automne de la même année, « longtemps après qu'il [s'est] produit ». Ce détachement diminue à partir de 1933, quand Adolf Hitler prend le pouvoir en Allemagne. En effet, deux de ses anciens maîtres à l'université de Göttingen, Max Born et James Franck, ont démissionné de leur poste à cause de leurs origines juives et se sont exilés. Les physiciens Eugene Wigner et Rudolf Ladenburg, qui ont aussi fui l'Allemagne nazie, font un appel à la solidarité en décembre 1933 pour apporter un soutien financier aux scientifiques touchés par ces mesures d'exclusion.
Oppenheimer, qui éprouve une « haine froide » envers le régime, offre 3 % de son revenu annuel (Wigner et Ladenburg ont suggéré entre 2 % et 4 %). Il félicite les deux physiciens de ne pas l'avoir demandé à tous les physiciens en sol américain, car les universités américaines font parfois montre d'antisémitisme. En cette époque de chômage massif, les emplois qualifiés sont rares et embaucher des étrangers serait vivement critiqué. En effet, plus de treize millions de chômeurs cherchent activement un emploi, car ils vivent « dans des conditions de dénuement effroyables, souffrant de maladies et de malnutrition ». Les effets du New Deal, mis en vigueur en mars 1933 par le président américain Franklin Delano Roosevelt, sont encore peu ressentis. Oppenheimer observe directement les ravages de la crise économique, car même si la Californie est un État riche, l'aide publique et les organisations caritatives ne suffisent pas à la tâche. Il s'engage donc dans la vie politique.
En 1936, Robert Oppenheimer, « reconnu comme l'un des premiers physiciens américains », est nommé professeur titulaire à la fois à Berkeley et au Caltech. Conséquence de ses efforts, Berkeley est considéré comme le plus important centre de physique théorique américain,.
En septembre 1936, il rencontre Jean Tatlock, une militante communiste de dix ans sa cadette, fille de John Tatlock, professeur à Berkeley qui discute régulièrement avec Oppenheimer de littérature anglaise. Elle entretient des liens orageux avec le Parti communiste des États-Unis d'Amérique (CPUSA), jamais satisfaite des actions entreprises. Sa relation avec le chercheur a un « caractère passionnel, orageux et intermittent ». Elle lui fait rencontrer des amis qui défendent la cause des républicains espagnols ou des travailleurs espagnols immigrés en Californie. Oppenheimer participe aux collectes de fonds et envoie de l'argent à différentes organisations de gauche poursuivant des visées humanitaires. Même s'il ne sera jamais membre du CPUSA, il lit des ouvrages de Karl Marx et de Lénine. En 1936, son frère Frank épouse une Canadienne membre du CPUSA (Frank deviendra plus tard membre du parti). Les trois échangent des idées et des projets, s'influençant mutuellement,.
En juin 1937, Oppenheimer et Robert Serber publient un article (Note on the Nature of Cosmic-Ray Particles) dans lequel ils tentent d'identifier une particule, plus tard appelée « méson », à la particule « U » prédite par le physicien japonais Hideki Yukawa en 1935 pour expliquer l'interaction forte dans le noyau atomique. C'est seulement en 1945, après la découverte du pi-méson, aujourd'hui appelé « pion », vecteur de l'interaction forte, que les incohérences entre la théorie de Yukawa et les observations seront éliminées. L'article des Américains a le « grand mérite » d'attirer l'attention de la communauté internationale sur la théorie du Japonais, jugée erronée pendant dix ans, mais qui se révélera d'une « immense portée » sur l'évolution de la physique nucléaire.
Découvert en 1936 par Carl David Anderson et Seth Neddermeyer qui étudient les rayons cosmiques dans les chambres à brouillard, l'existence du méson (aujourd'hui appelé « muon ») est confirmée en 1937 par J. C. Street et E. C. Stevenson. Même si cette découverte permet de concilier l'électrodynamique quantique et l'expérience, Werner Heisenberg est le seul, parmi les grands physiciens de l'époque, à nier l'existence de cette particule.
Par exemple, à l'été 1939, lors d'un symposium sur les rayons cosmiques qui se tient à l'université de Chicago, Oppenheimer et Heisenberg s'affrontent verbalement sur l'existence de cette particule. Le côté ironique de la situation apparaîtra plus tard. En effet, Heisenberg sera nommé responsable des recherches atomiques du Troisième Reich alors qu'Oppenheimer sera nommé directeur scientifique du projet Manhattan, deux programmes visant le développement d'une arme atomique. De plus, c'est à cette université qu'Enrico Fermi réalisera la première réaction en chaîne atomique contrôlée.
Le père de Robert décède en septembre 1937. En signe de solidarité avec les différentes causes sociales qu'il défend, il lègue sa part de l'héritage paternel à l'université de Californie. Toujours en 1937, il se lie d'amitié avec Haakon Chevalier, un professeur de littérature française à Berkeley. Ce dernier milite pour la défense des droits civiques et syndicaux, tout comme il fréquente des écrivains progressistes californiens, tels John Steinbeck et Lincoln Steffens. Leur rencontre « va s'avérer décisive pour les deux hommes. »
À la fin de 1937, Oppenheimer rejoint les rangs d'un syndicat d'enseignants, auquel appartient Chevalier, qui défend le droit des enseignants à s'exprimer librement, car ils sont « victimes des options conservatrices des responsables universitaires américains ». Le syndicat intervient dans les conflits du travail, veut éveiller le sens politique chez ses membres, milite pour les républicains espagnols et soutient, à partir de juin 1941, les victimes de la guerre qui se déroule en Russie. La ferveur militante et l'activisme politique d'Oppenheimer amènent Chevalier à conclure que le chercheur aura un « grand destin national ». La femme de Chevalier croit plutôt qu'il est égoïste et sans scrupule, à cause de sa fortune et de son intelligence. Cette ambivalence peut s'expliquer par un engagement motivé par une « expiation personnelle » plutôt que par une analyse approfondie de la situation politique et sociale américaine. Cependant, après quelques années d'observations, Oppenheimer juge que le modèle socialiste appliqué en URSS est un leurre, qu'il sert à imposer un régime totalitaire. En 1938, après des échanges avec trois physiciens qui ont vécu en URSS, Georges Placzek, Marcel Schein et Victor Weisskopf, il est définitivement convaincu de la justesse de sa position, ce que confirme la signature du pacte germano-soviétique en août 1939. En décembre 1941, après l'attaque de Pearl Harbor, il cesse de s'intéresser à la cause des républicains espagnols, jugeant que d'autres crises sont plus urgentes.
En 1940, le FBI met sur écoute des responsables du CPUSA, sans autorisation d'un juge ou d'un procureur (elles sont donc illégales). Par recoupements, des agents déterminent qu'Oppenheimer est en relation avec le parti. Le FBI ouvre donc un dossier à son nom en mars 1941. Lorsqu'il sera clos, le dossier comprendra plus de 7 000 pages.

### Apports en astrophysique
Depuis quelques années, des scientifiques publient des articles sur les étoiles à neutrons et autres objets stellaires « exotiques ». Par exemple, les astronomes Walter Baade et Fritz Zwicky ont émis l'hypothèse en 1934 qu'une supernova est une transition dans le processus qui amène une étoile ordinaire à se transformer en étoile à neutrons, d'un rayon très petit et d'une densité très élevée puisque les neutrons peuvent s'entasser plus étroitement que les protons et les électrons,.

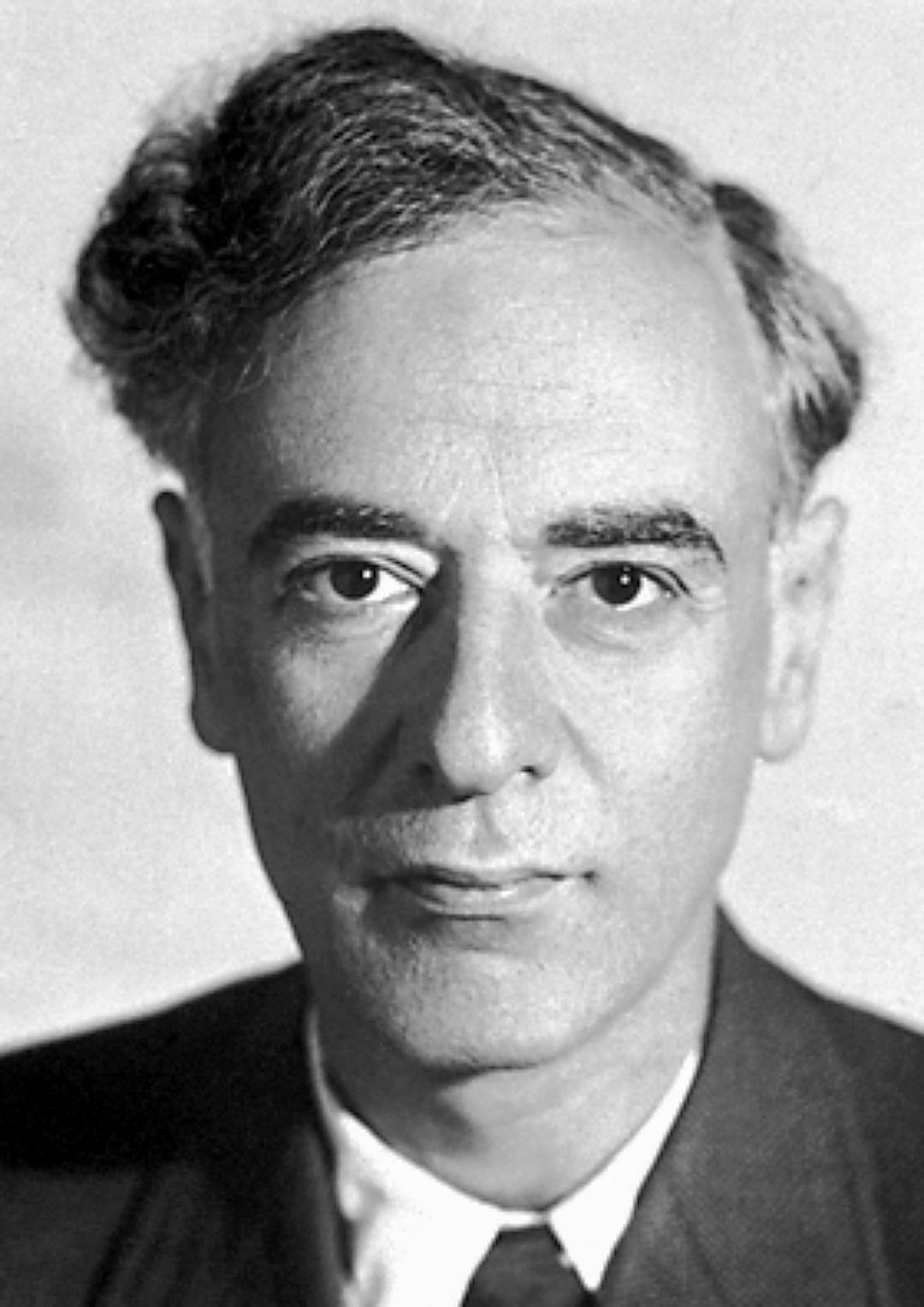
Lev Landau, lauréat du prix Nobel de physique en 1962 pour ses théories pionnières sur l'état condensé de la matière, particulièrement l'hélium liquide.

En 1938, Oppenheimer se questionne sur la limite supérieure de taille pour les noyaux stellaires neutroniques. En octobre 1938, il publie avec Robert Serber un article (On the Stability of Stellar Neutron Cores) qui critique les résultats obtenus en 1938 par le physicien soviétique Lev Landau, puis, en février 1939, dans un article rédigé avec George Volkoff (On Massive Neutrons Cores), il calcule les conditions d'équilibre entre l'état de la matière dans les étoiles et leur structure macroscopique. Il parvient ainsi à établir que la densité dans un tel type d'étoile est de l'ordre de 1014 à 1016 g/cm3. Selon ce résultat, qui sera légèrement révisé plus tard, un dé à coudre d'une étoile à neutrons pèse environ un milliard de tonnes. L'existence de telles étoiles sera confirmée en 1967 lorsque les pulsars seront découverts.
Par la suite, Oppenheimer et son étudiant Hartland Snyder réfléchissent à l'effondrement gravitationnel d'étoiles hyperdenses. Le chercheur américain écrit alors « l'une des pages majeures de l'astrophysique » en complétant la rédaction, en juillet 1939, de l'article On Continued Gravitational Contraction (« De la contraction gravitationnelle continue »). Les deux, en appliquant les principes de la relativité générale à la structure stellaire, avancent qu'une étoile suffisamment massive s'effondre sur elle-même quand toutes les sources d'énergie thermonucléaire sont épuisées, ce qui provoque une contraction qui se prolonge indéfiniment dans le temps. Le rayon de l'étoile s'approchant asymptotiquement de son rayon gravitationnel, la lumière de l'astre se décale progressivement vers le rouge et ne peut plus s'échapper que selon un nombre de plus en plus restreint d'angles. Si le rayon d'une étoile de forme sphérique et d'une certaine masse est plus petit que ce rayon gravitationnel, alors aucune lumière ne peut s'en échapper ; l'étoile est devenue un trou noir. Le concept existe depuis les travaux de Karl Schwarzschild (1916), mais est considéré comme une spéculation mathématique. Puisqu'ils laissent entendre qu'une telle structure peut exister dans l'Univers, Oppenheimer et Snyder ouvrent la voie à un nouveau champ d'investigation scientifique,.
Selon l'historien des sciences Jeremy Bernstein, c'est l'« un des plus importants articles de la physique du XXe siècle ». Pourtant, il attire peu l'attention de la communauté scientifique à l'époque, car il est publié le 1er septembre 1939, jour de l'invasion de la Pologne par les forces armées de l'Allemagne nazie. L'astronome Werner Israel jugera en 1987 que l'article est « le plus audacieux et le plus singulièrement prophétique » de l'astrophysique. Selon le physicien et mathématicien Freeman Dyson, la thèse est « la seule et unique contribution scientifique révolutionnaire d'Oppenheimer » et, malgré l'importance des trous noirs dans l'évolution de l'Univers, le chercheur ne se penchera plus jamais sur le sujet.
Après coup, les physiciens et les historiens jugent que c'est sa plus importante contribution à la physique, même si elle n'a jamais été prise au sérieux par ses confrères à l'époque. Le physicien et historien Abraham Pais a demandé à Oppenheimer quelles étaient selon lui ses plus importantes contributions scientifiques ; le physicien a mentionné ses travaux sur les électrons et les positrons, mais pas son travail sur la contraction gravitationnelle. Selon le physicien Luis Walter Alvarez en 1987, s'il avait été vivant pendant les années 1970, il aurait reçu un prix Nobel de physique pour ces travaux théoriques, puisque l'existence des pulsars ne faisait plus de doute et la recherche pour les trous noirs était bien engagée.

## Projet Manhattan

### Engagement dans les recherches nucléaires

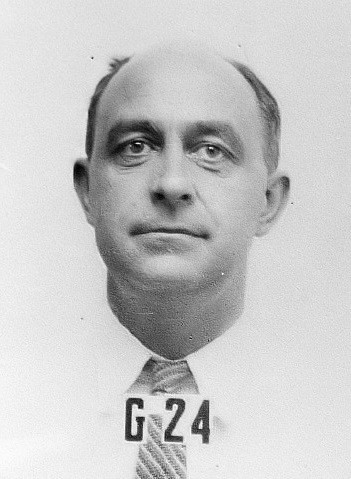
Enrico Fermi, lauréat du prix Nobel de physique en 1938 pour sa démonstration de l'existence de nouveaux éléments radioactifs produits par bombardements de neutrons, et pour sa découverte des réactions nucléaires créées par les neutrons lents.

#### Contexte scientifique
En mars 1934, le physicien italien Enrico Fermi croit avoir créé un élément chimique radioactif plus lourd que l'uranium, car il ne parvient pas à l'identifier parmi les éléments connus, ce qu'il a toujours été capable de faire grâce à un procédé de séparation chimique éprouvé. Selon la théorie de l'époque, le neutron est capturé par le noyau atomique sans le rendre instable. En s'appuyant sur certaines observations expérimentales, Fermi avance que le neutron capturé se divise en deux particules de charges électriques opposées, un proton et une particule β, cette dernière étant expulsée du noyau ; le noyau comprend alors un proton de plus que celui de l'uranium. En septembre, la chimiste allemande Ida Noddack critique vivement son hypothèse et avance plutôt (dans Über das Element 93) que le noyau a éclaté en plusieurs parties et que Fermi n'est pas parvenu à les identifier. À son tour, elle est critiquée, puisque Ernest Rutherford a démontré en 1911 que le noyau atomique est « très cohérent ». Les physiciens ne peuvent donc envisager qu'un seul neutron puisse briser un noyau atomique et préfèrent rechercher une confirmation de la thèse de Fermi. En 1935, Otto Hahn et Lise Meitner reprennent les expériences de Fermi et croient avoir créé d'autres éléments chimiques plus lourds que l'uranium. En octobre 1937, Irène Curie et le physicien chimiste serbe Pavle Savić créent un autre élément chimique qui leur semble plus léger que l'uranium, mais refusent de confirmer la thèse de Noddack. Quand Otto Hahn apprend les résultats des deux savants, il entreprend d'autres expériences avec Fritz Strassmann. Le 22 décembre 1938, ils découvrent la fission nucléaire et l'annoncent dans un article qui paraît le 6 janvier 1939 (Über den Nachweis und das Verhalten…). Des vérifications sont organisées dans les principaux laboratoires du monde et, à la fin février 1939, quinze articles confirment les résultats.
Dans un premier temps, Oppenheimer rejette la découverte de Hahn et Strassmann. Devant des collègues, il tente de démontrer mathématiquement qu'il y a une erreur. Le lendemain, Luis Walter Alvarez reproduit l'expérience en sa présence. En moins d'un quart d'heure, il admet que la réaction est réelle et envisage presque immédiatement que les noyaux ainsi brisés puissent libérer des neutrons qui, à leur tour, vont briser d'autres noyaux. Il fait l'hypothèse que ces fissions puissent générer de l'énergie ou servir à fabriquer des bombes. Selon Alvarez, dans un ouvrage publié en 1987, la rapidité de sa pensée était « incroyable ». Cependant, le chercheur est probablement au courant des travaux de Leó Szilárd qui a fait l'hypothèse, en 1933, que des atomes puissent libérer deux neutrons après en avoir absorbé un seul et, si ces atomes sont assemblés d'une manière appropriée, il est alors possible de démarrer une réaction en chaîne nucléaire.

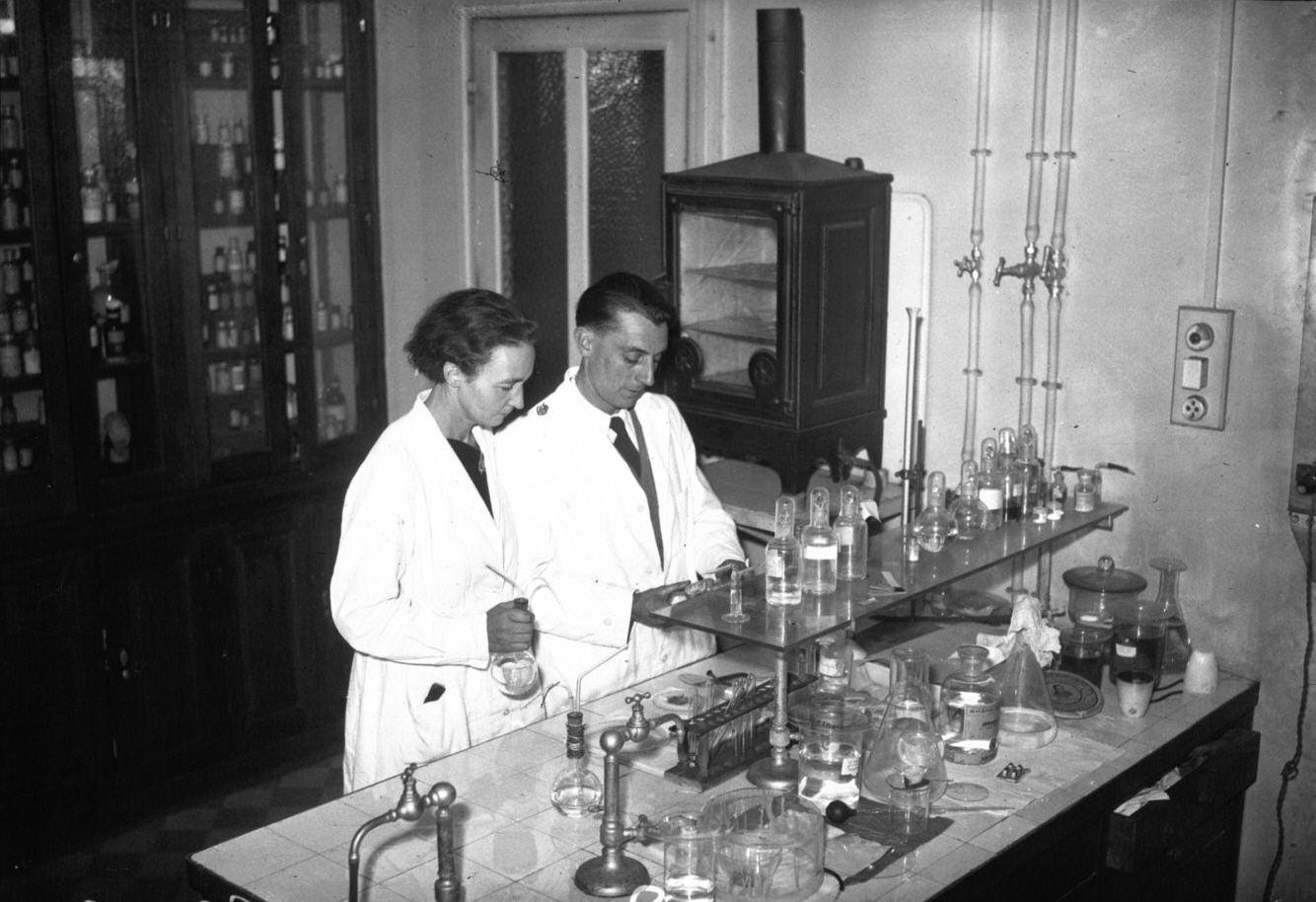
Irène Joliot-Curie et son mari Frédéric Joliot ont reçu le prix Nobel de chimie en 1935 en reconnaissance de leur synthèse de nouveaux éléments radioactifs.

#### Genèse du projet
Szilárd, qui a envisagé les applications militaires que pourraient tirer les nazis de la fission nucléaire, est « atterré » lorsque la revue Nature publie deux articles de Hans von Halban, Frédéric Joliot et Lew Kowarski, en mars et en avril 1939 (Liberation of Neutrons in the Nuclear Explosion of Uranium
et Number of Neutrons Liberated in the Nuclear Fission of Uranium), qui détaillent grossièrement la fission nucléaire. Szilárd décide d'alerter le gouvernement américain sur ces travaux. Avec l'aide d'Eugene Wigner, il rédige une lettre qu'il fait signer par Albert Einstein en août 1939 et la fait parvenir au président des États-Unis, Franklin Delano Roosevelt. L'émissaire de Szilárd la remet seulement en octobre, après l'invasion de la Pologne.
Roosevelt est au courant des recherches nucléaires en Allemagne, car les services de renseignement l'ont averti que Siegfried Flügge, un collaborateur d'Otto Hahn, a publié un article dans Naturwissenschaften qui détaille la réaction en chaîne dans l'uranium. De plus, les recherches nucléaires à l'Institut Kaiser-Wilhelm sont dirigées par Werner Heisenberg. Roosevelt crée donc le Comité consultatif pour l'uranium (CCU). Son président, Lyman James Briggs, ne voit pas l'intérêt militaire de l'énergie nucléaire et le comité ne se concentre donc que sur les applications civiles.
De son côté, Oppenheimer suit l'actualité internationale et s'inquiète vivement de la progression des armées allemandes sur le continent européen. À cette époque, les États-Unis appliquent une politique de non-intervention, position à laquelle est « hostile » le chercheur. En mai 1941, dans une lettre envoyée à un couple d'amis, il croit que les États-Unis ne s'engageront pas dans le conflit avant longtemps. Cependant, le 22 juin 1941, les troupes allemandes envahissent l'URSS. Le chercheur déclare alors que les États-Unis vont entrer en guerre, car de nombreux milieux politiques américains ont cru que le communisme et le fascisme sont deux facettes du totalitarisme. Il est dès lors possible d'envisager une action concertée des forces communistes et démocratiques.
À cette époque, différentes recherches semblent démontrer qu'il est impossible de fabriquer une bombe atomique qui puisse être transportée par un aéronef. Par exemple, Frédéric Joliot et ses collaborateurs ont déposé le 4 mai 1939 une demande de brevet pour un explosif nucléaire dans lequel ils évaluent la masse critique à quelques dizaines de tonnes. Cependant, tous leurs calculs s'appuient sur l'hypothèse que l'explosif doit être composé d'un mélange d'uranium 231, 235 et 238, car il n'existe pas de méthode efficace de séparation isotopique. Pendant l'hiver 1940, Rudolf Peierls et Otto Frisch, qui ont trouvé refuge en Grande-Bretagne, se demandent ce qu'il se passerait s'ils étaient en présence d'une « quantité d'uranium 235 pur », l'isotope principalement responsable de la fission nucléaire. Leurs calculs démontrent la faisabilité d'une bombe atomique maniable, puisqu'il ne faut plus que 5 kilogrammes de cette substance pour déclencher une explosion nucléaire.

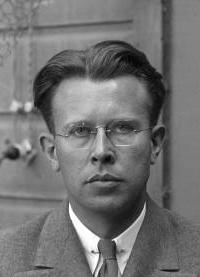
Ernest Orlando Lawrence, lauréat du prix Nobel de physique en 1939 pour l'invention et le développement du cyclotron et pour les résultats obtenus, particulièrement les éléments radioactifs artificiels.

Après l'étude du mémorandum de Frisch et Peierls, la commission MAUD remet un rapport qui valide les thèses des deux scientifiques. Cependant, la Grande-Bretagne, engagée frontalement dans la guerre, ne peut consacrer des ressources significatives au développement d'un explosif nucléaire. Les responsables britanniques font parvenir, en octobre 1940, le rapport MAUD aux autorités américaines. En août 1941, le gouvernement britannique envoie le physicien Marcus Oliphant évaluer la progression des recherches américaines. Ce dernier découvre que le président du CCU n'a pas transmis le rapport MAUD aux autres membres du comité. Oliphant se lance alors dans une campagne de sensibilisation, sans considération d'étiquette ou de diplomatie. Les responsables américains décident de former d'autres comités et de rassembler les meilleurs physiciens sur la fission lors d'une séance extraordinaire de l'Académie nationale des sciences américaine, qui se tient les 21 et 22 octobre 1941. Ernest Orlando Lawrence insiste auprès du physicien Arthur Compton pour qu'il invite Oppenheimer, qui a « d'importantes idées nouvelles », tout en le rassurant sur sa loyauté.

#### Implication d'Oppenheimer
Même si Oppenheimer ne suit plus de près les travaux sur la fission nucléaire depuis trois ans, il reste intéressé par leurs conséquences. Comme le National Defense Research Committee (NDRC) a initié plusieurs programmes de recherche pour soutenir l'effort de guerre américain, certains des membres du département de physique de Berkeley sont partis et le professeur-chercheur a vu sa charge administrative augmenter. Il a aussi rencontré Katherine Puening Harrison (couramment appelée Kitty) en juin 1939, une jeune biologiste très récemment mariée à un médecin, intelligente et « pleine de tempérament », qui a fréquenté les milieux communistes américains au milieu des années 1930 : elle a notamment vécu deux ou trois ans avec un activiste, Joe Dallet (en), qui a été tué en 1937 pendant la guerre d'Espagne. Née le 8 août 1910, Kitty est la fille unique d'un ingénieur métallurgiste allemand aisé qui a immigré avec sa famille en Pennsylvanie en 1913. Jeune, Kitty affirmait régulièrement appartenir à une famille princière, mais son père le lui a interdit : les Allemands étaient mal vus aux États-Unis depuis l'époque de la Première Guerre mondiale. Malgré une vie mouvementée, elle obtient un Bachelor of Arts en juin 1939 et vient suivre son mari en Californie, où un emploi lui a été offert dans un laboratoire de physique au Caltech, laboratoire qui étudie aussi les effets sur la santé des rayons X. Peu après son arrivée, par l'entremise de son directeur de laboratoire, elle rencontre Oppenheimer et commence à le fréquenter ouvertement. En novembre 1940, elle est enceinte d'Oppenheimer et l'épouse, quelques semaines après son divorce. Selon son « bon ami » John Tileston Edsall, qui rend visite au couple en janvier 1941, Oppenheimer apparaît « beaucoup plus solide », ses crises font partie du passé et il semble montrer une « grande résolution intérieure ». Le couple mène une « vie extrêmement active » à Berkeley ; en plus de leur emploi, les deux participent à toutes sortes d'activités militantes[pas clair]. Leur premier enfant, Peter, naît en mai 1941. Néanmoins, le chercheur éprouve le sentiment d'être inutile, puisque des collègues ont rejoint des laboratoires militaires pour soutenir l'effort de guerre. La session d'octobre de l'Académie nationale des sciences changera complètement sa situation. Par ailleurs, son frère Frank, pour avoir tenu des propos à tendance communiste, est renvoyé de Stanford ; Robert convainc Lawrence de l'embaucher au Radiation Laboratory de Berkeley sous la condition qu'il s'abstienne de tout activisme politique.

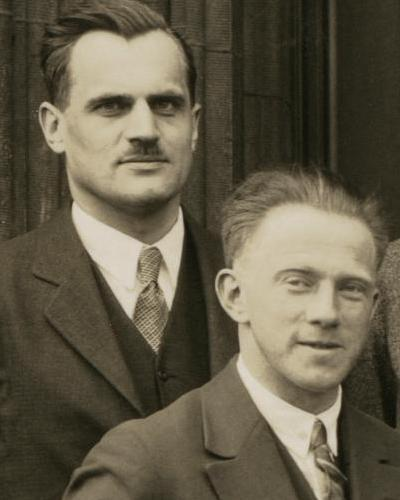
Arthur Compton et Werner Heisenberg à Chicago en 1929.
Arthur Compton est colauréat du prix Nobel de physique en 1927 pour la découverte de l'effet portant son nom.
Werner Heisenberg est lauréat du prix Nobel de physique en 1932 pour la création de la mécanique quantique, dont l'application a mené, entre autres, à la « découverte des variétés allotropiques de l'hydrogène ».

Pendant cette session extraordinaire d'octobre de l'Académie nationale des sciences, Oppenheimer intervient régulièrement et avance même qu'il est possible de fabriquer une bombe avec 100 kilogrammes d'uranium 235 pur. Arthur Compton est si impressionné par ses capacités de synthèse qu'il l'invite à devenir conseiller officieux à la recherche sur les armes nucléaires. Le physicien commence à créer des modèles de bombes et à effectuer des calculs d'efficacité selon les matériaux fissiles et leur degré de pureté. Également, il apporte son aide à Lawrence qui a mis au point le calutron, un appareil de séparation isotopique de l'uranium. Lawrence applique un principe simple en apparence dont la réalisation est ardue. Oppenheimer fera des suggestions qui augmenteront des deux tiers la capacité de production des calutrons utilisés au Y-12 National Security Complex.
Entre-temps, les travaux sur un explosif nucléaire se poursuivent de façon indépendante dans plusieurs universités américaines (Cornell dans l'État de New York, Princeton au New Jersey, Purdue en Indiana, etc.), ce qui, entre autres, freine les échanges entre les scientifiques et entraîne des désaccords sur certains résultats. Après l'attaque de Pearl Harbor en décembre 1941, les États-Unis entrent officiellement en guerre. Le 3 janvier 1942, Oppenheimer suggère à Compton, membre du CCU, de rassembler dans un seul laboratoire toutes les recherches sur la bombe. Un mois plus tard, Compton opère un premier regroupement en fondant le Metallurgical Laboratory qui a pour objectif de créer un système capable d'amorcer une réaction en chaîne avec de l'uranium 235 ou du plutonium 239.
Le physicien Gregory Breit fédère les recherches sur la bombe. Cependant, il est très soucieux de sécurité et exige des scientifiques sous ses ordres de transmettre le moins d'informations possible. Compton a demandé à plusieurs reprises à Breit de lui transmettre les calculs qui donneraient une idée du potentiel destructeur d'une bombe à fission, ce que ce dernier refuse pour des raisons de sécurité. Breit se retire le 18 mai 1942 après des désaccords sur la sécurité. Compton demande à Oppenheimer d'accepter cette responsabilité, car il entretient d'« excellents rapports » avec lui et le juge « extrêmement capable ». Le physicien, se souvenant de ses difficultés au laboratoire Cavendish, demande l'assistance d'un expérimentateur ; il veut aussi poursuivre ses recherches théoriques à Berkeley. Compton accepte et engage John H. Manley, qui se montre d'abord réticent. En effet, Manley a assisté à une conférence d'Oppenheimer quelques années plus tôt et l'a trouvé plutôt abstrait ; il doute qu'ils puissent s'entendre. Pourtant, le tandem va bien fonctionner dans les mois suivants, car Oppenheimer apprécie à leur juste valeur les travaux de laboratoire et, pour lui, la mise au point de la bombe est un problème de physique appliquée.

#### Une course de vitesse avec l'Allemagne
À cause de la tradition universitaire allemande, le programme de recherches atomiques allemand est mené sous la responsabilité d'un théoricien, Werner Heisenberg, de qui émanent la plupart des idées importantes. Pour cette raison, le programme nazi, lancé en août 1939, est exécuté selon une approche « purement théoricienne », ce qui occasionne une « série d'erreurs », telles une conception de pile atomique irréaliste et des fautes de calculs en ce qui concerne les neutrons secondaires et la diffusion neutronique dans le graphite. À l'opposé, l'Américain préfère une approche ouverte basée sur les faits. « L'intrication des aspects théoriques et expérimentaux [est] parfaitement maîtrisée sous l'influence d'Oppenheimer et naturelle pour tous ceux qui [travaillent] avec lui. » Selon l'historien des sciences Gerald Holton, son approche a joué pour beaucoup dans le succès du programme américain.
En septembre 1943, les Américains ont mis en branle la mission Alsos qui cherche à déterminer l'étendue des recherches atomiques en Allemagne. Le physicien néerlandais Samuel Goudsmit y sert de conseiller scientifique. Pour cette raison, il rencontre le physicien allemand Werner Heisenberg le 5 mai 1945. Quelques jours plus tard, Goudsmit échange avec le militaire américain Kenneth Nichols sur le programme atomique allemand. Selon Nichols, l'Allemagne était dotée de ressources suffisantes pour mettre au point une bombe atomique. Goudsmit réplique que les militaires allemands ont démontré « un manque de foi dans ce projet » à partir de juin 1942 lorsqu'Heisenberg a insisté auprès du ministre de l'Armement allemand sur « les difficultés extrêmes et le coût gigantesque pour un résultat terriblement incertain ». Par ailleurs, Goudsmit considère qu'Heisenberg laisse planer un doute sur son rôle dans l'échec allemand, de crainte de passer pour un traître aux yeux de ses compatriotes.

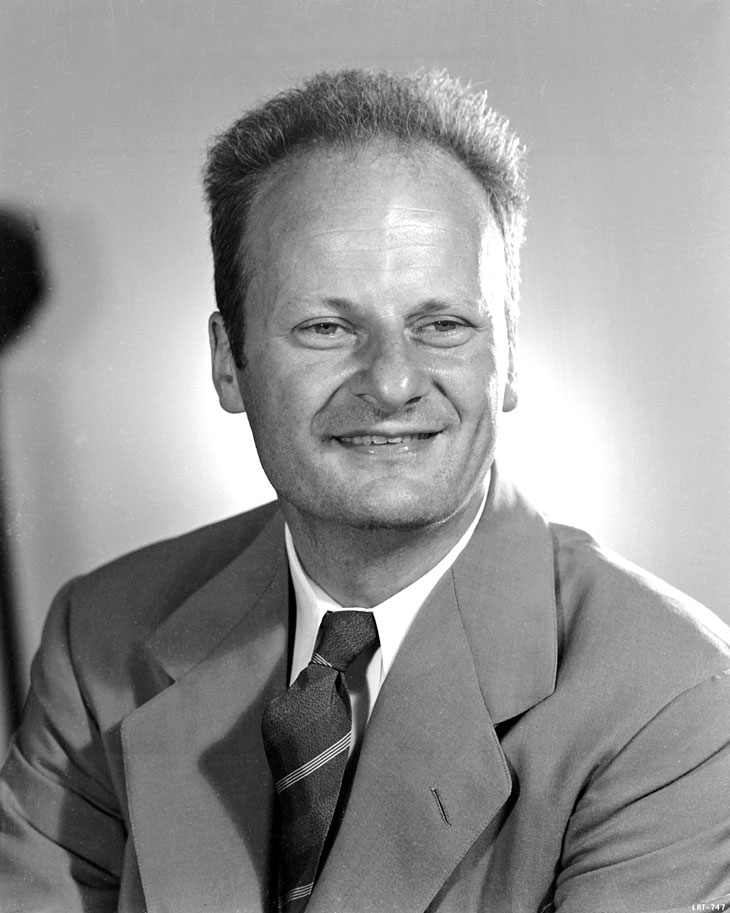
Hans Bethe, qui recevra le prix Nobel de physique en 1967 pour ses contributions à la théorie des réactions nucléaires, particulièrement ses découvertes concernant l'énergie produite dans les étoiles.

Oppenheimer « sait parfaitement » que les nazis ont démarré leur programme trois ans plus tôt. En septembre 1941, Heisenberg a en effet rendu visite à Niels Bohr à Copenhague pour échanger sur les difficultés techniques de réalisation d'une bombe atomique. Bohr, « terrifié par les conséquences », a transmis l'information aux services secrets britanniques, qui l'ont à leur tour transmise aux Américains. Oppenheimer se voit donc obligé d'agir rapidement en faisant le point sur ce qui est déjà accompli. En juillet 1942, il réunit, à huis clos, plusieurs physiciens à Berkeley : Hans Bethe (l'un des meilleurs spécialistes de physique nucléaire aux États-Unis), Robert Serber, Edward Teller (concepteur de la future bombe H), Félix Bloch, John Hasbrouck van Vleck, Emil Konopinski, ainsi qu'Eldred C. Nelson et Stan Frankel (deux étudiants à Berkeley qui ont créé le premier modèle valable de la diffusion neutronique dans une masse critique). Le groupe reçoit la tâche d'étudier les travaux expérimentaux et théoriques américains et anglais, puis d'évaluer de manière indépendante la faisabilité d'une bombe atomique. Pendant plusieurs semaines, les membres travaillent à leur rapport, puis les soumettent à une « critique serrée ». Selon Oppenheimer, c'est la première fois que les Américains s'attaquent de façon concertée au problème des bombes et des explosifs atomiques. Pendant ces échanges, Teller mentionne la possibilité d'amorcer une fusion nucléaire à l'aide d'une explosion atomique, ce qui permettrait de fabriquer des bombes encore plus puissantes ; son idée est jugée suffisamment réaliste pour lancer un programme de développement. À la fin d'août 1942, le groupe en vient à la conclusion que le seul obstacle théorique majeur à la mise au point d'une bombe atomique est l'impossibilité de créer une réaction en chaîne. Cependant, du côté technique, la situation est difficile. La mise au point d'un tel engin explosif est très complexe et Oppenheimer pense que les efforts de recherche doivent être regroupés dans un laboratoire central, un lieu où les spécialistes pourront parler librement, où la théorie enrichira l'expérimentation et vice-versa, où il y aura moins de gâchis, de frustrations et d'erreurs causés par des recherches compartimentées ; où seront résolus les problèmes de chimie, de métallurgie, d'ingénierie et d'artillerie (auxquels personne ne s'est encore attaqué). Pour des raisons de sécurité, les chercheurs éloignés doivent communiquer en code, ce qui rend plus difficiles les échanges. Autre difficulté, Oppenheimer voyage régulièrement entre Berkeley et Chicago pour donner des nouvelles et connaître les résultats des différents laboratoires.
En parallèle, l'administration américaine exige que la recherche progresse plus vigoureusement. Elle est donc prête à subventionner cinq filières de production de matériaux fissiles. L'armée américaine reçoit comme mission de s'engager elle aussi dans la création d'une bombe atomique, en premier lieu en fondant un département de génie qui sera renommé « Manhattan Project ». Trois mois plus tard, jugeant que les efforts ne sont pas suffisamment vigoureux, Vannevar Bush insiste pour que le responsable soit remplacé par un soldat plus énergique. Le 17 septembre 1942, le chef d'état-major George Marshall nomme Leslie Richard Groves responsable du projet Manhattan. Ce dernier vient de superviser la construction du Pentagone, « le plus important immeuble [de] bureaux au monde » et, bien qu'il montre des défauts importants, « imbu de lui-même, brusque à l'extrême dans ses manières et dans ses propos », il sait se montrer à la hauteur des tâches difficiles, est tenace, intelligent et capable de travailler de façon autonome.

### Los Alamos

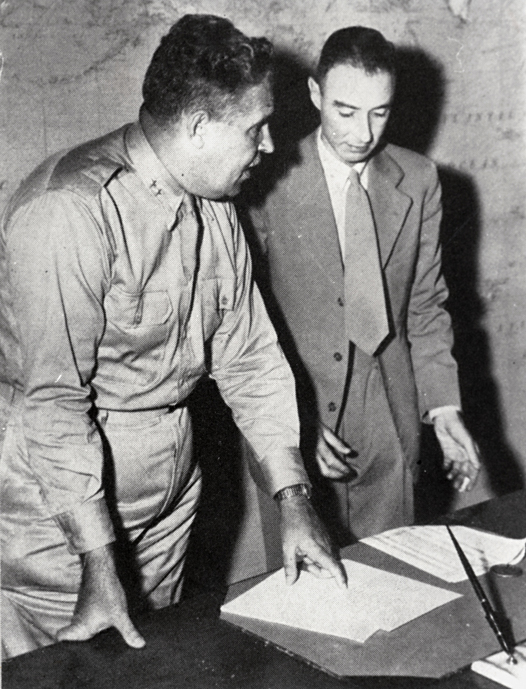
Le général Leslie Richard Groves et Robert Oppenheimer, à l'époque du programme de recherche à Los Alamos.

Le général Groves, convaincu qu'il faut lancer immédiatement les travaux sur la bombe sans attendre la réussite expérimentale d'une réaction en chaîne, ni le démarrage de la production des matériaux fissiles, rencontre Oppenheimer à Berkeley le 8 octobre 1942. L'officier accepte de créer un laboratoire central, ce « qui va contribuer de façon décisive au succès du projet »,.
Groves assigne la recherche d'un site pour le nouveau laboratoire à un lieutenant-colonel qui propose trois endroits, mais aucun ne répond aux exigences. Le site doit en effet accueillir des centaines de travailleurs dans un lieu facile à contrôler tout en étant isolé du reste du pays. Oppenheimer propose, à proximité de son ranch au Nouveau-Mexique, la mesa de Pajarito. Plate et longue de quatre kilomètres, elle est entourée de canyons et de mesas, qui pourront servir aux tests. Après examen des lieux comprenant des bâtiments susceptibles d'accueillir les premiers chercheurs, Groves ordonne l'achat des 4 500 hectares de terrain,.
Entre-temps, la Chicago Pile-1, conçue par Enrico Fermi, démontre la faisabilité d'une réaction en chaîne nucléaire contrôlée. Sur recommandation d'un comité scientifique, le président Roosevelt autorise la construction de deux unités de séparation isotopique, une à Oak Ridge et l'autre à Hanford. Pour superviser l'ensemble des travaux de recherche, Groves envisage de nommer Fermi, mais le savant est citoyen d'un pays contre lequel les États-Unis sont en guerre. Le militaire refuse dans un premier temps de demander à Oppenheimer car, même s'il admire ses capacités intellectuelles et sait qu'il est un physicien compétent, il n'a aucune expérience administrative et n'est pas lauréat d'un prix Nobel. En effet, les scientifiques avec lesquels Groves a échangé laissent entendre que seul un lauréat peut occuper un tel poste, mais tous les lauréats compétents occupent déjà des postes de responsabilité essentiels à l'effort de guerre. Bien que le physicien soit un théoricien et qu'il ait un passé militant, Groves nomme Oppenheimer directeur scientifique du projet Manhattan le 25 février 1943.
Le 12 octobre 1942, conscient qu'il sera difficile de recruter du personnel scientifique compétent, Oppenheimer a écrit à Manley qu'ils doivent se lancer dans une « campagne agressive de recrutement ». La plupart des scientifiques sont en effet affectés à des programmes de recherche prioritaires, tels le radar, le sonar et les torpilles. En 1954, Oppenheimer écrira que « la réputation du projet uranium n'était pas bonne parmi les savants directement engagés dans la recherche militaire », car le projet piétinait et il était fort possible qu'il n'ait aucune incidence sur le cours de la guerre. Même Hans Bethe, pourtant au courant des dernières recherches dans le domaine et de la puissance théorique de la bombe atomique, refuse dans un premier temps d'assister à la conférence de juillet 1942 à Berkeley. Oppenheimer doit donc faire montre de beaucoup de séduction pour attirer les meilleurs cerveaux au futur site de Los Alamos. Il profite de sa grande réputation et de son vaste réseau de relations. Lorsqu'il parle aux scientifiques, il sait faire montre d'un « talent de persuasion hors pair », car il les informe qu'ils seront isolés du reste du monde pendant une période indéterminée, mais qu'ils participeront à une grande entreprise qui pourrait décider de l'issue de la guerre. Selon l'un des assistants de Robert Rathbun Wilson, Oppenheimer les aurait interpellés « avec une sorte de ferveur mystique ». Pour obtenir la collaboration des plus grands spécialistes de physique, il sillonne le pays de fin 1942 à fin 1943 à bord d'un train (pour des raisons de sécurité personnelle, Groves lui interdit de prendre l'avion). Grâce à l'aide de John H. Manley, Edwin McMillan, Groves, ainsi que de James B. Conant qui, en tant que directeur du NDRC, a tout pouvoir pour libérer les scientifiques de leurs autres tâches, Oppenheimer obtient la collaboration de « théoriciens de premier plan » (Hans Bethe, Félix Bloch, Edward Condon, Enrico Fermi, Richard Feynman, Joseph W. Kennedy, Emilio Segrè, Robert Serber, Edward Teller, John Hasbrouck van Vleck et Victor Weisskopf) et d'« expérimentateurs renommés » (Robert Bacher, Donald William Kerst, Seth Neddermeyer, Robert Rathbun Wilson et Bruno Rossi). Par la suite, Bethe et Bacher l'épauleront dans ses efforts de recrutement. Pourtant, Oppenheimer ne parvient pas à recruter Isidor Isaac Rabi qui ne peut accepter de voir « trois siècles de recherches en physique [culminer] dans la fabrication d'une arme de destruction massive ». Oppenheimer réplique que les nazis ne laissent d'autre choix que de mener à terme la fabrication d'une bombe atomique. Il tente aussi d'obtenir la collaboration de Linus Pauling en lui proposant la direction du département de chimie, mais ce dernier refuse en invoquant son pacifisme.

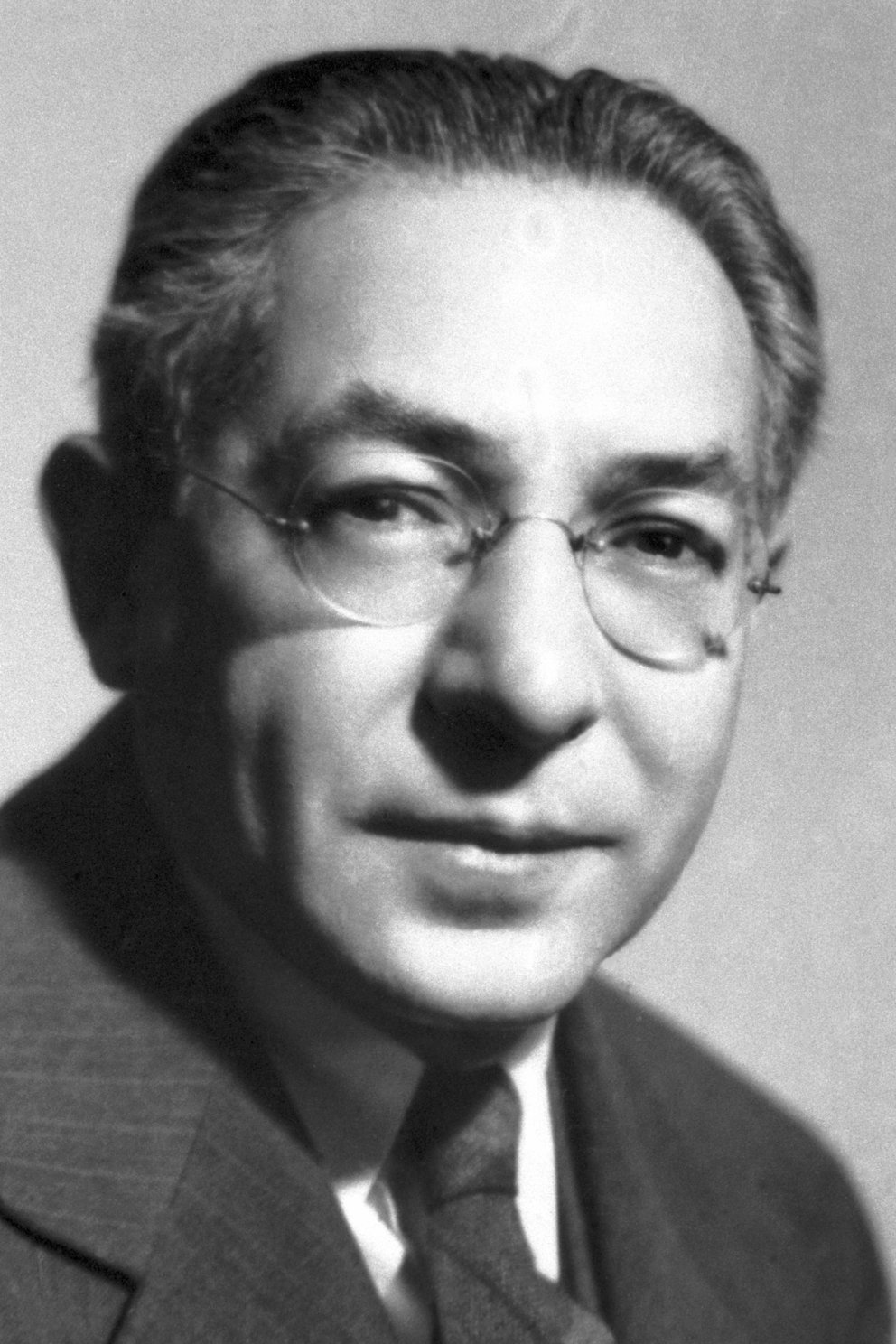
Isidor Isaac Rabi, lauréat du prix Nobel de physique en 1944 pour sa méthode de résonance servant à enregistrer les propriétés magnétiques du noyau atomique.

Puisque la bombe doit servir à des fins militaires, Leslie Groves souhaite que tous les scientifiques à Los Alamos soient de facto enrôlés dans l'armée et donc soumis à la hiérarchie militaire. Oppenheimer n'y voit pas d'inconvénient, mais plusieurs collègues s'y opposent. En effet, lors d'une réunion à Washington, D.C., les scientifiques Rabi, Bacher, Alvarez et McMillan expriment « leur franche hostilité ». Selon eux, le laboratoire doit être démilitarisé, sinon il y aura des conflits causés par des clivages sociaux (puisque les scientifiques recevront des grades militaires), mais acceptent que la sécurité du projet relève des militaires, à quelques réserves près pour les chercheurs. Dans une lettre adressée à Groves le 1er février 1943, Oppenheimer ajoute que les physiciens doivent être solidaires pour assurer le succès du programme de recherche ; une telle mesure minerait le moral du personnel et pourrait inciter certains à revenir sur leur engagement. Conant et Groves proposent une solution inhabituelle : pendant le développement de l'arme, les scientifiques seront des civils ; lors de la phase de tests, ils seront intégrés à l'armée (Groves n'imposera jamais ce changement). Par ailleurs, Groves souhaite que les membres du projet viennent sur place sans leur famille. Oppenheimer fait valoir que cette disposition risque de « fortement compromettre ses chances de recruter des physiciens de valeur ». Groves cédera. Par ailleurs, Oppenheimer est placé sous l'autorité de Groves, qui supervise aussi la sécurité du site et le personnel militaire,.
Il est évalué que la production des matériaux fissiles à Hanford et Oak Ridge doit prendre deux ans, il en résulte que, pour éviter de grever l'effort de guerre américain, cela devient le temps dont dispose Los Alamos pour concevoir la bombe. « Oppenheimer a une conscience aiguë de l'extrême gravité de la situation. » En effet, les savants allemands ont, en apparence, déjà acquis une avance considérable. Oppenheimer écrira plus tard : « Nous fûmes dès le début soumis à une pression intense qui ne se relâcha jamais. »

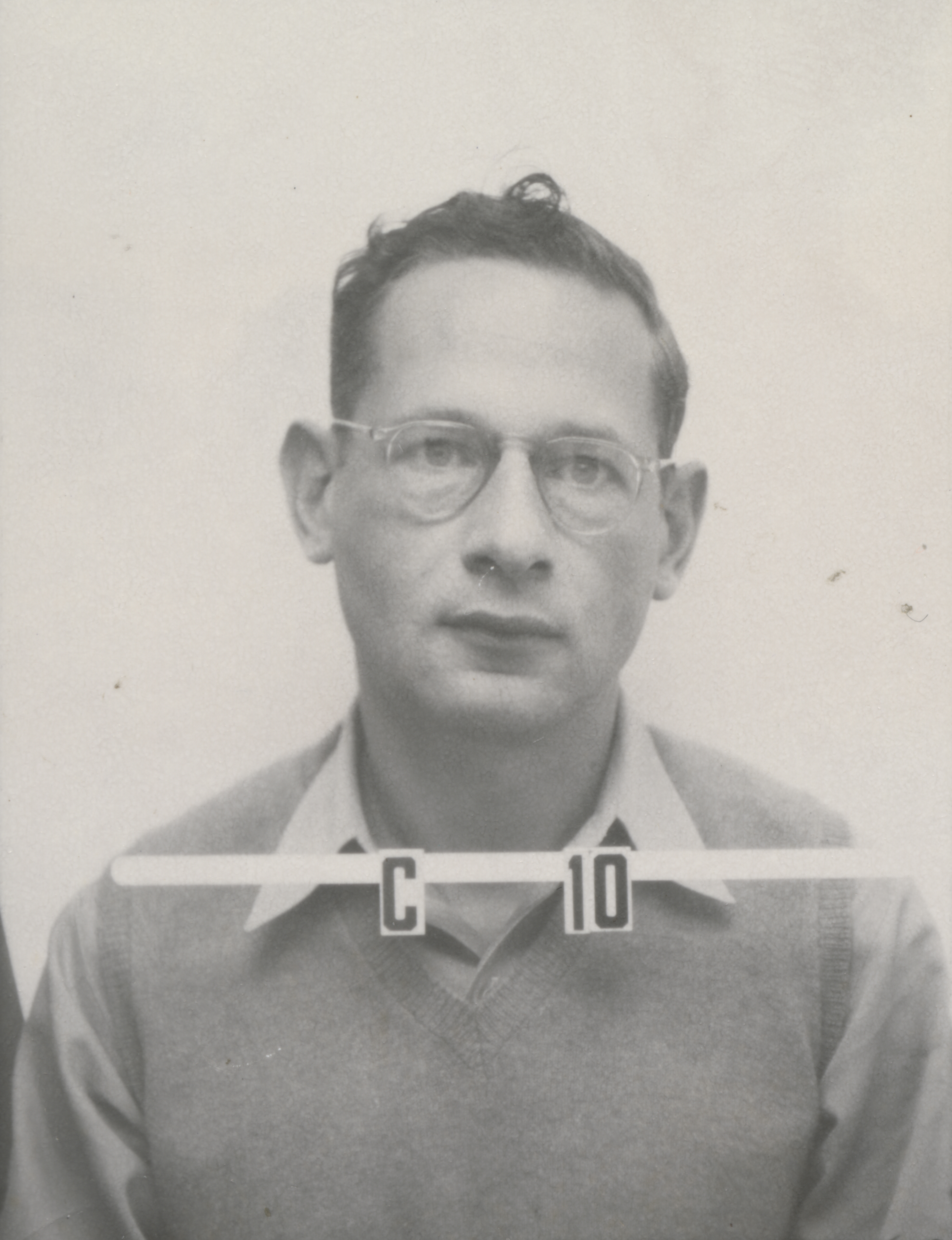
Le physicien Robert Serber. Il a rassemblé les notes de ses conférences explicatives de 1943 à Los Alamos, pour constituer le Los Alamos Primer, un précis technique destiné aux chercheurs nouveaux arrivants dans le projet Manhattan. Dès leur rencontre en 1934, lui et Oppenheimer s'étaient liés d'une amitié qui dura toute leur vie.

En mars 1943, l'armée s'affaire à construire à la hâte les installations de Los Alamos. Le premier groupe de scientifiques, une cinquantaine, est réparti dans les divers ranchs de la région. Le 15 avril, même si les installations ne sont pas achevées, Robert Serber tient, à l'attention des scientifiques qui commencent à arriver, une première série de cinq conférences, s'étendant sur trois semaines, qui résument tout ce qui est connu à l'époque pour concevoir et construire une bombe atomique. Puis Serber réunit dans un seul document, le Los Alamos Primer, les « données fondamentales » du programme de recherche qui résument sa série de conférences. Son contenu est discuté en profondeur. Les participants en viennent à la conclusion, puisque les matériaux fissiles sont difficiles à produire, qu'il n'y aura qu'un ou deux tests préliminaires de la bombe. Ils devront donc s'appuyer sur les données et la théorie pour concevoir chacun des composants, qui seront testés individuellement. Plusieurs informations essentielles à la réussite du programme sont encore inconnues. Les gens sur place doivent donc concevoir de nouveaux instruments et étudier plusieurs aspects de la future bombe,.
En mai 1943, Oppenheimer, sur la suggestion d'Enrico Fermi, envisage d'empoisonner les ressources alimentaires des Allemands à l'aide de substances radioactives,. Selon Michel Rival, le chercheur américain est aveuglé par l'aspect sanglant de la guerre. Toujours selon Rival, le programme de recherche sur la bombe se déroulant bien, il n'y aura jamais d'étude approfondie de l'utilisation de ces poisons radioactifs. Bird et Sherwin rapportent plutôt que le projet a été abandonné parce qu'aucune méthode efficace d'empoisonnement massif n'est apparue.
Le programme de recherche est si complexe — protection des travailleurs, neutronique naissante, métallurgie exploratoire de l'uranium et du plutonium, artillerie[pas clair] de nouveaux types de bombe, détonation de nouveaux matériaux explosifs, hydrodynamique des explosions nucléaires — qu'Oppenheimer, malgré sa polyvalence scientifique, forme un conseil pour l'aider dans ses décisions, qu'il appellera son « cabinet ». À la suggestion d'Hans Bethe, il souhaite créer un forum de discussions dans le but d'augmenter la fluidité des échanges d'informations entre les membres des équipes. Groves, pour des raisons de sécurité, s'oppose à ce que tout le personnel ait une vue d'ensemble des travaux. Le physicien obtient l'accord du militaire en adoptant une formule où les membres des différentes divisions peuvent échanger s'ils ont le même rang ou la même expérience. Par ailleurs, puisqu'Oppenheimer relève directement de la hiérarchie militaire et qu'il est directeur scientifique du programme, une enquête de sécurité est diligentée. Après étude de son passé militant, les services de renseignement de l'armée refusent son habilitation. Groves, conscient que le physicien est essentiel à la réussite du programme et ne jugeant pas que le militantisme passé d'Oppenheimer soit un obstacle sérieux, ordonne son habilitation dans un mémorandum qu'il rédige le 20 juillet 1943.

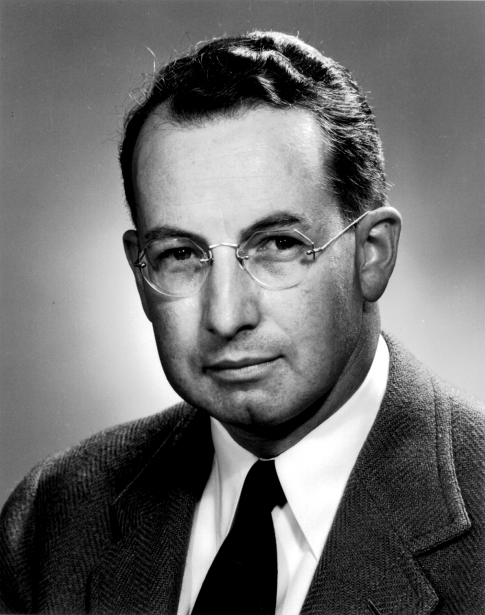
Robert Bacher, un proche collaborateur d'Oppenheimer pendant le projet Manhattan.

L'intervention de Groves soulage Oppenheimer d'un fardeau et pèse probablement dans sa décision de continuer en tant que directeur scientifique. Il est en effet soumis à une pression triple : lancement du laboratoire, recrutement du personnel et harcèlement des services de sécurité. Le scientifique est continuellement épié : il est sur écoute téléphonique au travail et à la maison, son courrier est ouvert et ses rencontres sont observées. Le FBI et les services de sécurité de l'armée le font parfois conjointement ou parallèlement. Sans l'insistance de Robert Bacher, Oppenheimer aurait probablement démissionné au début de l'été 1943,. Alors que la situation s'est éclaircie pour lui à fin juillet, il prend une initiative qui remet en question son habilitation. L'hiver précédent, son ami Haakon Chevalier a été contacté par George Eltenton, un sympathisant communiste, qui a suggéré que, puisque les États-Unis et l'URSS sont devenus alliés, il y ait partage d'informations scientifiques et que Chevalier pourrait contacter Oppenheimer pour lui suggérer de collaborer. Quelques semaines plus tard, Chevalier a rapporté cette conversation à son ami, qui a « violemment » réagi, refusant de transmettre des informations confidentielles aux Soviétiques. En juillet, Oppenheimer, se sachant toujours surveillé par le service de contre-espionnage de l'armée, réalise qu'il aurait dû rapporter l'incident : il le fait, mais préfère demander qu'on surveille Eltenton qui, selon ses dires, aurait utilisé les services d'un intermédiaire pour contacter trois collaborateurs de Los Alamos. Le contre-espionnage souhaite connaître le nom de cet intermédiaire, mais Oppenheimer ne souhaite pas donner le nom de son ami Chevalier. Devant son mutisme, Groves conclut qu'il pourrait s'agir de son frère Frank. Lors d'un interrogatoire en septembre 1943, Oppenheimer mentionne le nom de plusieurs sympathisants communistes, mais l'officier du contre-espionnage insiste pour connaître le nom dudit intermédiaire. C'est finalement en décembre que Groves ordonne à Oppenheimer de lui révéler ce nom ; le physicien lui raconte alors toute l'histoire et lui révèle le nom de Chevalier. L'épisode est officiellement clos, mais le chercheur, pour protéger sa réputation, est devenu délateur en mentionnant les noms de sympathisants. Son comportement peut s'expliquer par sa difficulté à reconnaître les réalités de l'existence. « [Le] plus surprenant dans toute l'affaire », c'est qu'il maintient son sang-froid malgré la pression. Chevalier apprendra la dénonciation en 1947 et, vingt ans plus tard, il écrira qu'Oppenheimer, à cause de sa position dans le programme de recherches nucléaires, était devenu « prisonnier de ses supérieurs ».
Au départ, Oppenheimer estime que la conception et la fabrication des prototypes de la bombe exigent une centaine de scientifiques et quelques spécialistes de l'armée. D'après ses calculs, la communauté de Los Alamos doit en conséquence réunir de 500 à 600 personnes. Il s'avère qu'à la fin de la guerre, elle comptera 1 100 chercheurs et plus de 5 000 habitants. En raison de la croissance soutenue que rencontre le site, les infrastructures peinent à répondre aux besoins de la communauté. Oppenheimer et son « cabinet » sont constamment préoccupés par ce sujet, car la venue de nouveaux scientifiques à Los Alamos dépend naturellement de la capacité à les accueillir de manière convenable. Dans l'attente de la nomination d'un directeur adjoint, Oppenheimer se retrouve aussi responsable d'une équipe administrative qui s'occupe du classement des documents, des demandes de brevets et de fournitures de matériel, tout comme de la gestion de l'hôpital, de l'école, de la bibliothèque et de l'entretien des locaux.
Officiellement, pendant la Seconde Guerre mondiale, la ville de Los Alamos n'existe pas. Les actes de naissance des enfants nés sur place mentionnent l'adresse d'une boîte postale dans le comté de Sandoval. L'âge moyen de la population est de 25 ans et très peu de personnes dépassent 50 ans, ce qui est une « anomalie ». Les permis de conduire ne comportent aucun nom, les détenteurs sont seulement identifiés par un numéro. Le matériel commandé, des instruments techniques et scientifiques, doit régulièrement emprunter des circuits compliqués pour égarer la vigilance des espions. Les délais en sont d'autant plus longs, situation qui peut empirer lorsque la commande est mal enregistrée, que ce soit à Chicago, Los Angeles ou New York.
À Los Alamos, la journée de travail commence par le lever à sept heures. Les chercheurs travaillent régulièrement six jours par semaine, mais ne sont pas astreints à la discipline militaire. Pour se détendre, certains font des randonnées ou s'intéressent à la culture amérindienne locale. À la suite de la création d'une piste de ski par des travailleurs sur place, ce sport devient une activité populaire. La famille Oppenheimer organise des réceptions officielles pour accueillir les visiteurs de marque. Cependant, le physicien prend peu de congés. Souvent levé avant sept heures, ses journées se terminent après minuit, peu importe le moment de la semaine. La porte de son bureau reste toujours ouverte aux scientifiques qui veulent discuter d'une idée, qu'Oppenheimer peut critiquer avec sarcasme s'il la juge impraticable. Grâce à « la rapidité de sa pensée et sa puissance de synthèse », il suit facilement l'évolution des travaux de recherche. Il fait de temps à autre des suggestions, mais son influence est surtout liée à sa personnalité, car il sait faire montre de présence et d'intensité lorsqu'il discute avec les chercheurs. Selon Hans Bethe, les recherches auraient pu aboutir sans Oppenheimer, mais moins rapidement et dans une atmosphère plus tendue et moins enthousiaste. Selon Edward Teller en 1980, il savait « diriger sans en avoir l'air [...] L'incroyable succès de Los Alamos est à mettre au compte de la direction brillante, enthousiaste et charismatique d'Oppenheimer. »
Entre juin 1943 et août 1944, le programme obtient plusieurs succès qui laissent présager la réalisation d'une bombe atomique. Par exemple, les résultats de l'équipe d'Emilio Segrè permettent de concevoir une bombe dont la masse et la longueur autorisent son emport par un bombardier B-29. Cependant, en avril 1944, la production d'uranium enrichi à Oak Ridge éprouve de sérieuses difficultés. Oppenheimer se tourne alors vers un procédé d'enrichissement de l'uranium mis au point par Philip Abelson pour le compte de l'US Navy. Selon le chercheur, même s'il a étudié avec attention le procédé d'Abelson en janvier 1943, il n'a pas estimé qu'il soit valable (erreur qu'il juge sévèrement). Groves ordonne alors la construction d'une usine qui exploitera cette technologie ; elle est terminée en 90 jours.
En septembre 1943, Oppenheimer plaide auprès de James Bryant Conant et Vannevar Bush que les travaux à Los Alamos sont en retard sur les autres programmes du projet Manhattan et souhaite avoir recours à des experts britanniques ; sa demande est acceptée. En plus du savant danois Niels Bohr, la délégation britannique comprend James L. Tuck, James Chadwick, Geoffrey Ingram Taylor, Otto Frisch, Rudolf Peierls et Klaus Fuchs. Bohr, qu'Oppenheimer admire depuis leurs discussions à Cambridge, apporte des conseils et plaide en faveur d'une coopération internationale pour le contrôle des armements nucléaires. Le Danois rencontrera Churchill en mai 1944 et Roosevelt en août 1944 pour les inviter à révéler le projet Manhattan, mais sa proposition sera écartée. Oppenheimer épouse les vues de Bohr et les fera valoir après la guerre.
En janvier 1944, son ancienne maîtresse Jean Tatlock se suicide. À Los Alamos, la femme d'Oppenheimer, incapable de soutenir la tension omniprésente, boit trop et refuse de servir d'hôtesse pour les réceptions officielles. Elle mettra au monde leur deuxième enfant en décembre 1944, ce qui apaisera les tensions du couple.
Les chercheurs du laboratoire travaillent dans les faits à la conception de deux modèles de bombe :
- de type canon (ou insertion) : deux masses de matériau fissile sont réunies à très grande vitesse, formant ainsi une masse critique engendrant une explosion atomique si elle est soumise à un bombardement intensif de neutrons (modèle utilisé pour Little Boy) ;
- à implosion : une masse de matériau sous-critique est compressée en une boule uniforme à l'aide d'explosifs. Après l'implosion, à cause du rapprochement des atomes, la masse devient critique (modèle utilisé pour Gadget et Fat Man).

Au lancement du programme de recherches atomiques, les scientifiques ont envisagé d'utiliser le modèle de type canon à la fois pour l'uranium 235 et le plutonium 239 (239Pu). Cependant, le plutonium produit (en petites quantités) par le réacteur nucléaire d'Oak Ridge présente un taux de fission trop élevé pour assembler une masse critique à l'aide d'un canon. Plus précisément, la proportion de 240Pu, matériau qui présente un taux de fission cinq fois supérieur au 239Pu, est suffisamment élevée pour provoquer une fission spontanée, ce qui pourrait provoquer une réaction en chaîne accidentelle. Pour assurer le succès du programme de recherches, les deux modèles sont donc étudiés. En effet, si l'un des deux était abandonné, l'autre devrait absolument réussir, « une situation totalement inacceptable aux yeux des responsables du Projet Manhattan ».

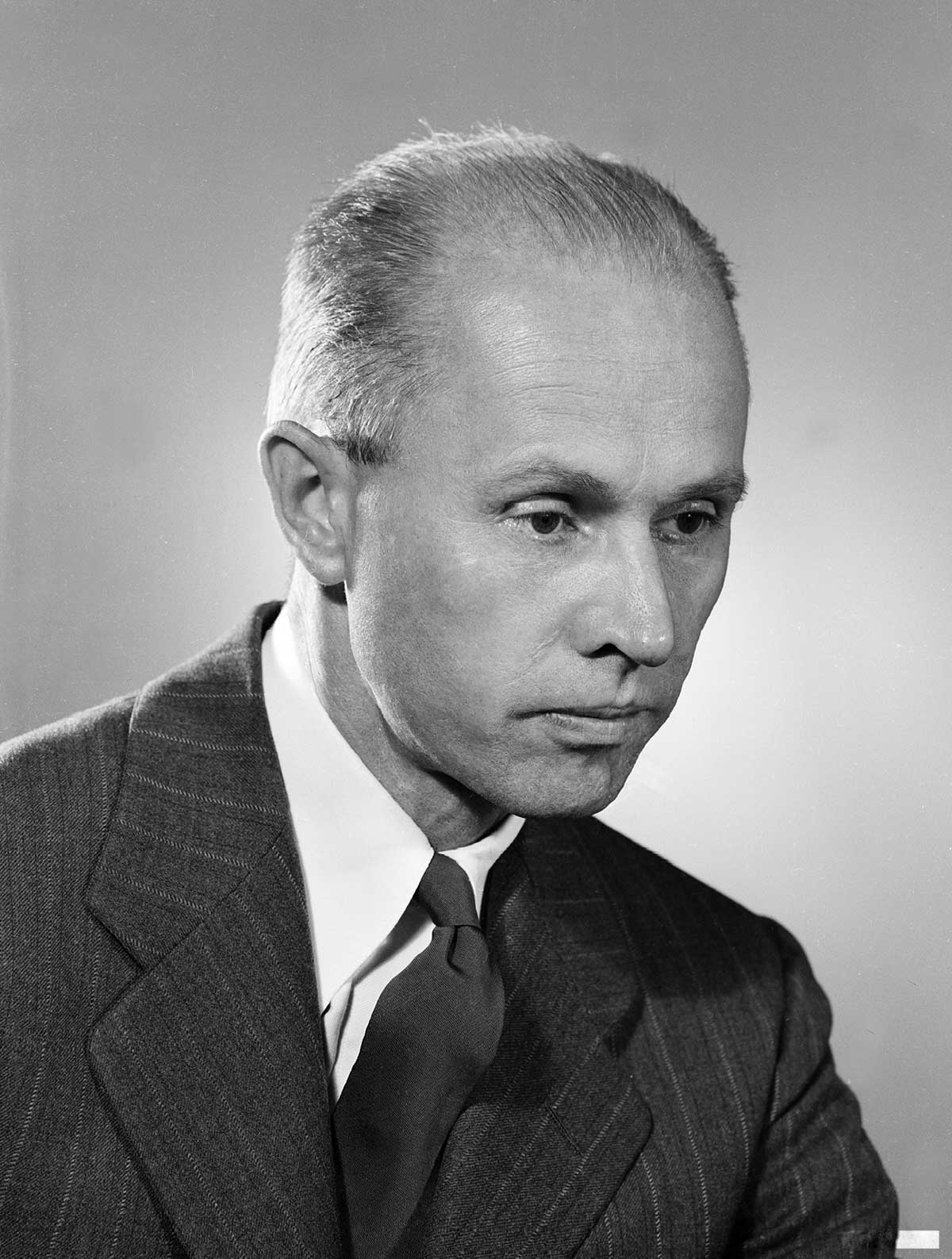
George Kistiakowsky, spécialiste des explosifs. Il travaille à Los Alamos sur l'implosion d'une masse de plutonium, même s'il croit qu'Oppenheimer est cinglé de penser qu'un projet aussi absurde pourrait marcher.

L'implosion est étudiée depuis plusieurs mois, mais les essais menés sous la supervision du spécialiste George Kistiakowsky ne sont pas concluants. Oppenheimer réorganise le laboratoire pour une étude concertée de l'implosion qui vise à former une boule de plutonium uniformément dense en comprimant une masse de plutonium sous-critique. Les scientifiques conçoivent des lentilles explosives pour concentrer les ondes de l'explosion, dont la seule mise au point demande 20 000 essais. Le plutonium est l'un des matériaux les plus difficiles à travailler, car il présente six variétés allotropiques sous sa forme métallique. Pourtant, les métallurgistes parviennent à mouler une masse de plutonium de façon qu'elle puisse retenir les lentilles explosives. La mise à feu des lentilles doit être déclenchée de façon synchronisée par un courant électrique, domaine inconnu à l'époque. Les premiers essais d'implosion, avec une boule de plutonium creuse, sont des échecs malgré plusieurs calculs. Robert F. Christy suggère d'utiliser des boules pleines, en faisant l'hypothèse que les explosifs seront capables de les comprimer suffisamment. Les essais des 7 et 14 février 1945 démontrent qu'elles sont uniformément comprimées.
Le 28 février 1945, Groves, Oppenheimer, James Bryant Conant, Richard Tolman et d'autres scientifiques prennent plusieurs décisions sur la future bombe au plutonium. À leurs yeux, la probabilité de succès de la bombe à l'uranium (de type canon) est grande, au contraire de celle au plutonium (à implosion). Pour cette raison, Oppenheimer organise un tir d'essai à Jornada del Muerto, à l'intérieur d'un champ de tir de l'armée de l'air américaine près d'Alamogordo au Nouveau-Mexique.

### Bombardements atomiques

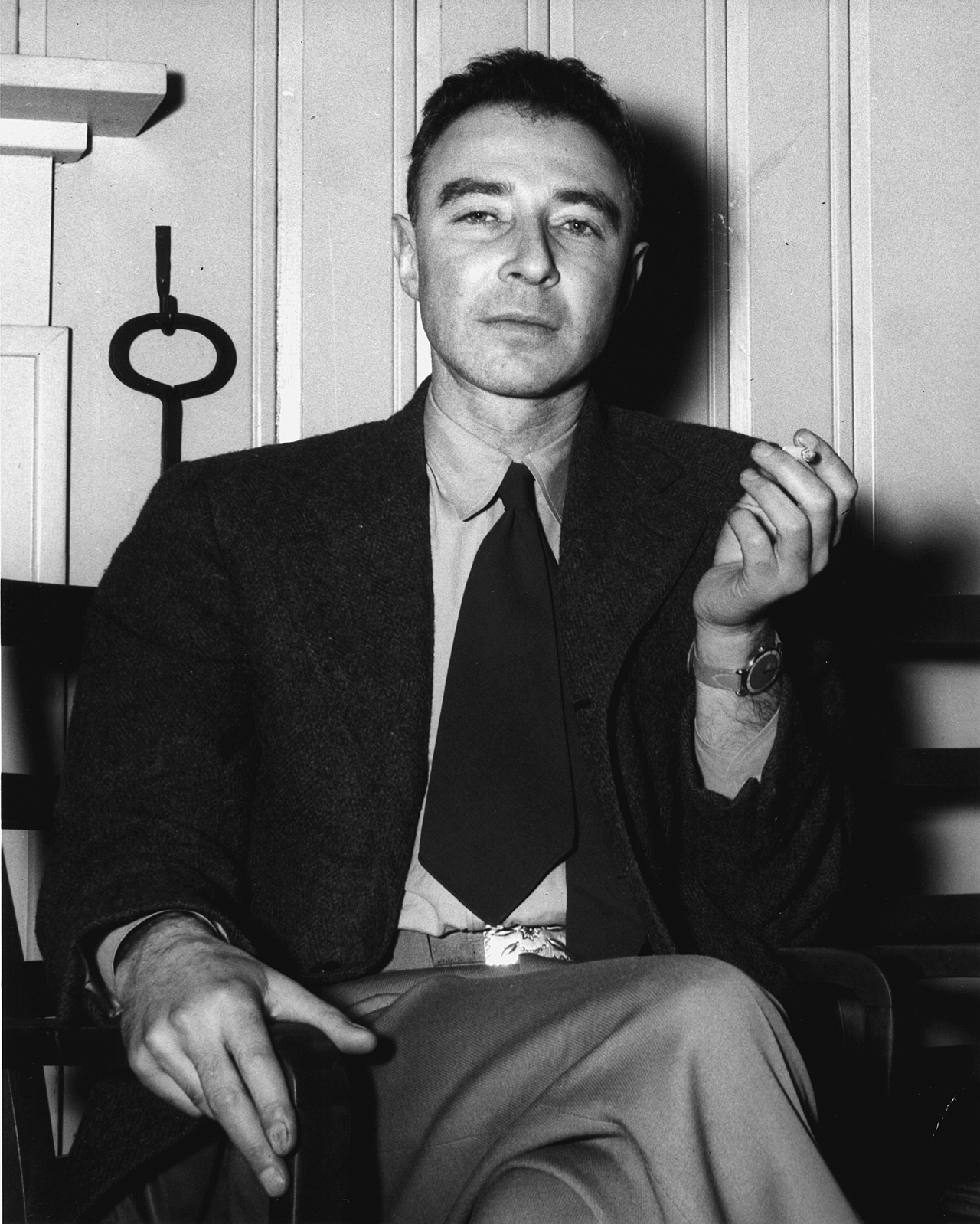
Oppenheimer au Laboratoire national d'Oak Ridge en 1946.

À Los Alamos, des savants tentent de faire entendre leur voix sur les conséquences de l'usage des armes atomiques, mais Oppenheimer s'y oppose, faisant entre autres valoir qu'ils sont isolés et tenus au secret. Leó Szilárd, qui milite toujours pour un contrôle international des armements nucléaires, obtient un rendez-vous avec le président des États-Unis, Roosevelt, qui est inquiet des conséquences de l'usage des armes atomiques. Cependant, le 12 avril 1945, Roosevelt meurt d'une crise cardiaque. La nouvelle ébranle les chercheurs à Los Alamos, car il est admiré pour la sagesse de ses décisions. Oppenheimer organise une cérémonie d'hommage pour le dimanche 15 avril où il souligne les compétences du défunt.
Même si le Troisième Reich capitule le 8 mai 1945, les recherches se poursuivent activement à Los Alamos, car l'armée américaine rencontre une résistance de plus en plus acharnée des Japonais au fur et à mesure qu'elle se rapproche du Japon. Par exemple, la bataille d'Iwo Jima, terminée le 27 mars 1945, coûte la vie à plus de 4 550 marines et 360 marins, les pertes américaines les plus sévères pour une seule bataille, où les Japonais perdent 18 000 soldats. À Okinawa, archipel conquis le 2 juillet, les Américains accusent des pertes de 12 500 soldats (morts ou disparus), mais les Japonais comptent 110 000 soldats morts ; chez les civils sur place, on dénombre 75 000 morts. Dans la nuit du 9 au 10 mars 1945, plus de 300 bombardiers B-29 lancent contre Tokyo des centaines de bombes incendiaires, détruisant le quart de la ville (construite en bois) et tuant plus de 100 000 personnes,. D'autres bombardements massifs sont planifiés.

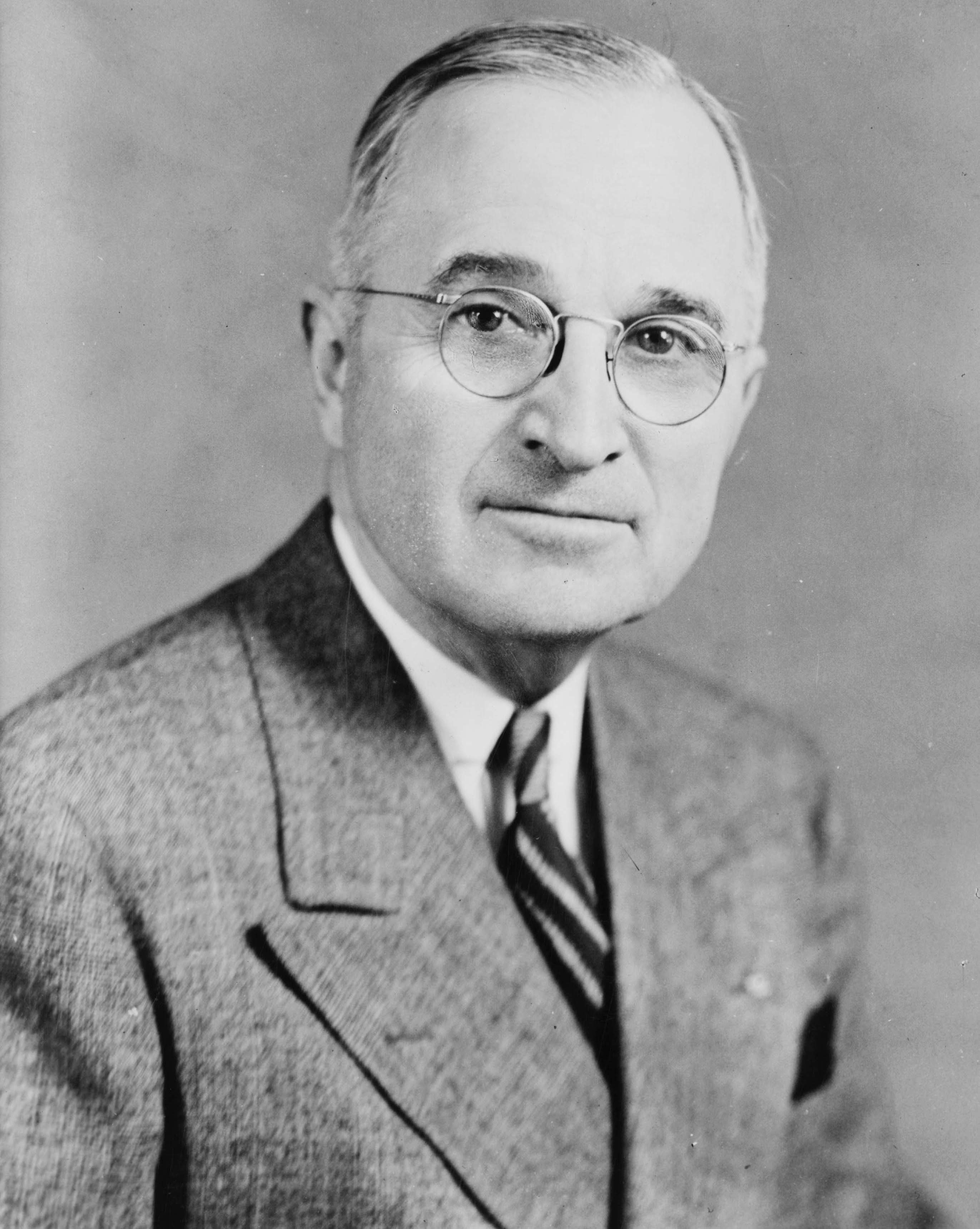
Le président américain Harry S. Truman, qui ordonne en 1945 les bombardements atomiques d'Hiroshima et de Nagasaki.

C'est dans ce contexte de « carnage » que Harry S. Truman, qui succède à Roosevelt, apprend l'existence du projet Manhattan. Le 2 mai 1945, il autorise la création d'un comité consultatif sur l'usage des armes atomiques qui convie des experts à exposer leur point de vue. Lors d'une rencontre du 31 mai, Oppenheimer recommande que, une fois la guerre terminée, les chercheurs retournent dans leurs universités et leurs laboratoires, où ils pourraient continuer à étudier l'énergie nucléaire. Il conseille également de partager avec les Soviétiques les informations sur l'usage des atomes. James F. Byrnes, représentant de Truman, préfère que les États-Unis maintiennent le secret sur leurs recherches pour avoir un meilleur rapport de force avec l'URSS. Ensuite, Oppenheimer prédit que 20 000 personnes seront tuées à la suite de l'explosion d'une bombe atomique (une sous-estimation évidente, a posteriori). Le comité rejette l'idée de faire une démonstration de la bombe atomique et recherche plutôt une cible japonaise constituée d'une usine militaire entourée de logements ouvriers, où la bombe devra être lâchée sans avertissement.
À Chicago, des savants sont tenus au courant des derniers développements et, sous la conduite de James Franck, un comité rédige un rapport dans lequel il souligne que l'usage par surprise de la bombe atomique contre le Japon ne pourrait mener qu'à la perte du « soutien de l'opinion publique à travers le monde » (le rapport, saisi et classé secret-défense par l'armée américaine, ne sera jamais transmis au président Truman). Le comité consultatif demande alors à Compton, Fermi, Lawrence et Oppenheimer de rédiger un rapport sur la possibilité de faire une démonstration. Fermi et Oppenheimer concluent les premiers que cette option n'est pas réaliste pour plusieurs raisons. Les deux modèles de bombes n'ont jamais été testés, elles risquent donc de faire long feu et la démonstration n'influencerait pas les observateurs japonais. Par ailleurs, un tir réussi dans le désert, pour éviter des pertes inutiles, ne crée aucune destruction notable. Finalement, les quatre sont conscients des pertes américaines à venir dans le conflit du Pacifique et souhaitent que la guerre se termine au plus tôt. Les quatre savants ne voient « aucune alternative acceptable à l'emploi militaire direct ». Les quatre ignorent toutefois que, grâce au projet Magic, les haut responsables américains connaissent la teneur des communications chiffrées des diplomates japonais. Entre autres, les responsables politiques japonais sont prêts à capituler dès le 28 mai 1945 si les Américains acceptent le maintien de l'empereur et de la Constitution du Japon (les haut responsables japonais craignent en effet que le pays ne devienne sévèrement instable si aucun ordre n'est maintenu après la capitulation).

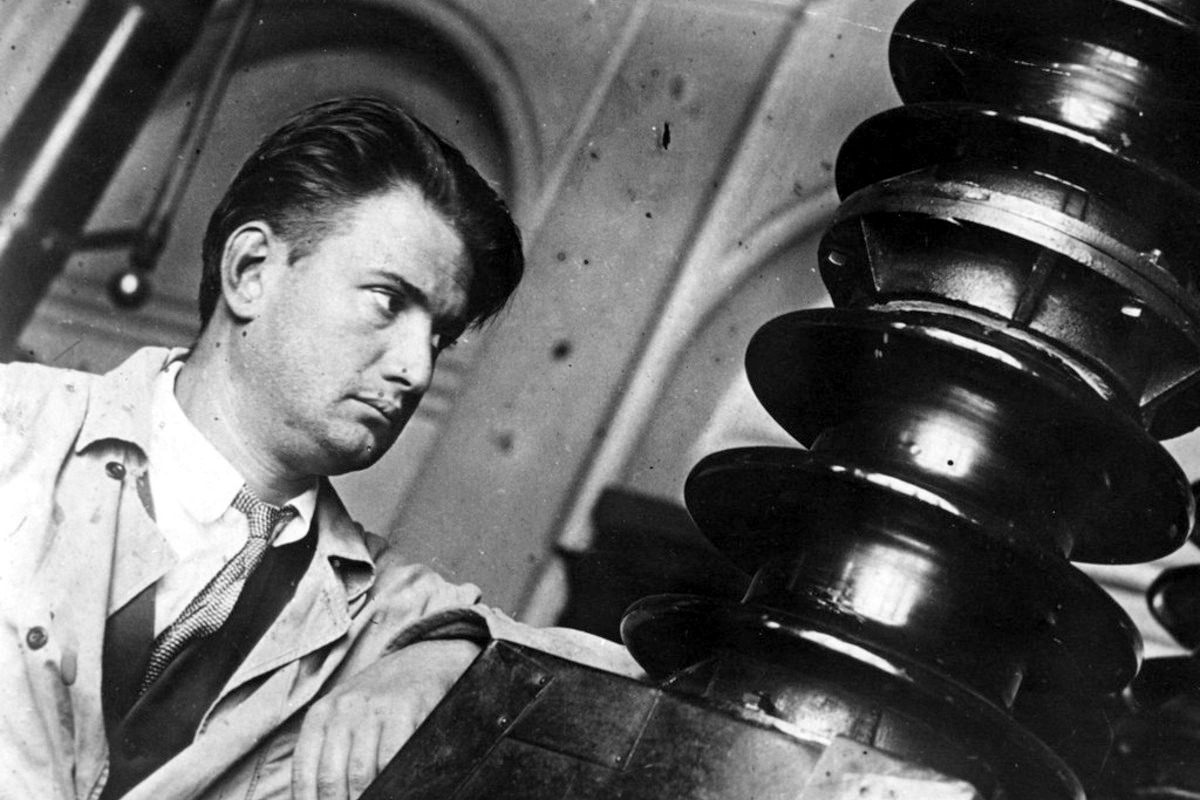
Igor Kourtchatov, chef du projet de la bombe atomique soviétique, alors qu'il travaille à l'Institut du radium soviétique dans les années 1930.

En prévision de sa rencontre avec Joseph Staline à Potsdam, Truman demande que l'essai atomique à Jornada del Muerto soit réalisé autour du 15 juillet. Il pourra ainsi utiliser cette information comme levier auprès du dirigeant soviétique. Même si Trinity est un « succès complet », Joseph Staline ne montre aucune surprise lorsque le président américain lui annonce l'existence d'une arme aussi puissante et recommande à Truman d'en faire bon usage contre le Japon. Le Soviétique est en effet au courant des recherches américaines grâce à son réseau d'espions et ordonne à ses aides de pousser Igor Kourtchatov, chef du projet de la bombe atomique soviétique, à accélérer le programme de recherches atomiques soviétique. Le 26 juillet 1945, le président américain rend publique la déclaration de Potsdam et exige une reddition inconditionnelle du Japon assortie de diverses obligations et sanctions.
Après le rejet officiel de la demande de capitulation par le baron Kantarō Suzuki, Truman ordonne au général Carl A. Spaatz de procéder au bombardement atomique de l'une des quatre villes japonaises retenues par un comité : Hiroshima, Kokura, Niigata ou Nagasaki. Le 6 août 1945, le bombardier Enola Gay largue Little Boy au-dessus d'Hiroshima, tuant sur le coup 130 000 habitants.
Oppenheimer apprend la réussite du bombardement de John H. Manley, dépêché exprès à Washington pour en informer au plus tôt Oppenheimer une fois la nouvelle communiquée aux instances gouvernementales. Trois heures plus tard, Groves l'appelle pour le féliciter : « Je suis fier de vous et de vos hommes [...] l'une des choses les plus judicieuses que j'ai jamais faite a été de sélectionner le directeur de Los Alamos ». Oppenheimer, cependant, doute du bien-fondé de cette décision. Plus tard dans la journée, la nouvelle est transmise à l'ensemble de Los Alamos.

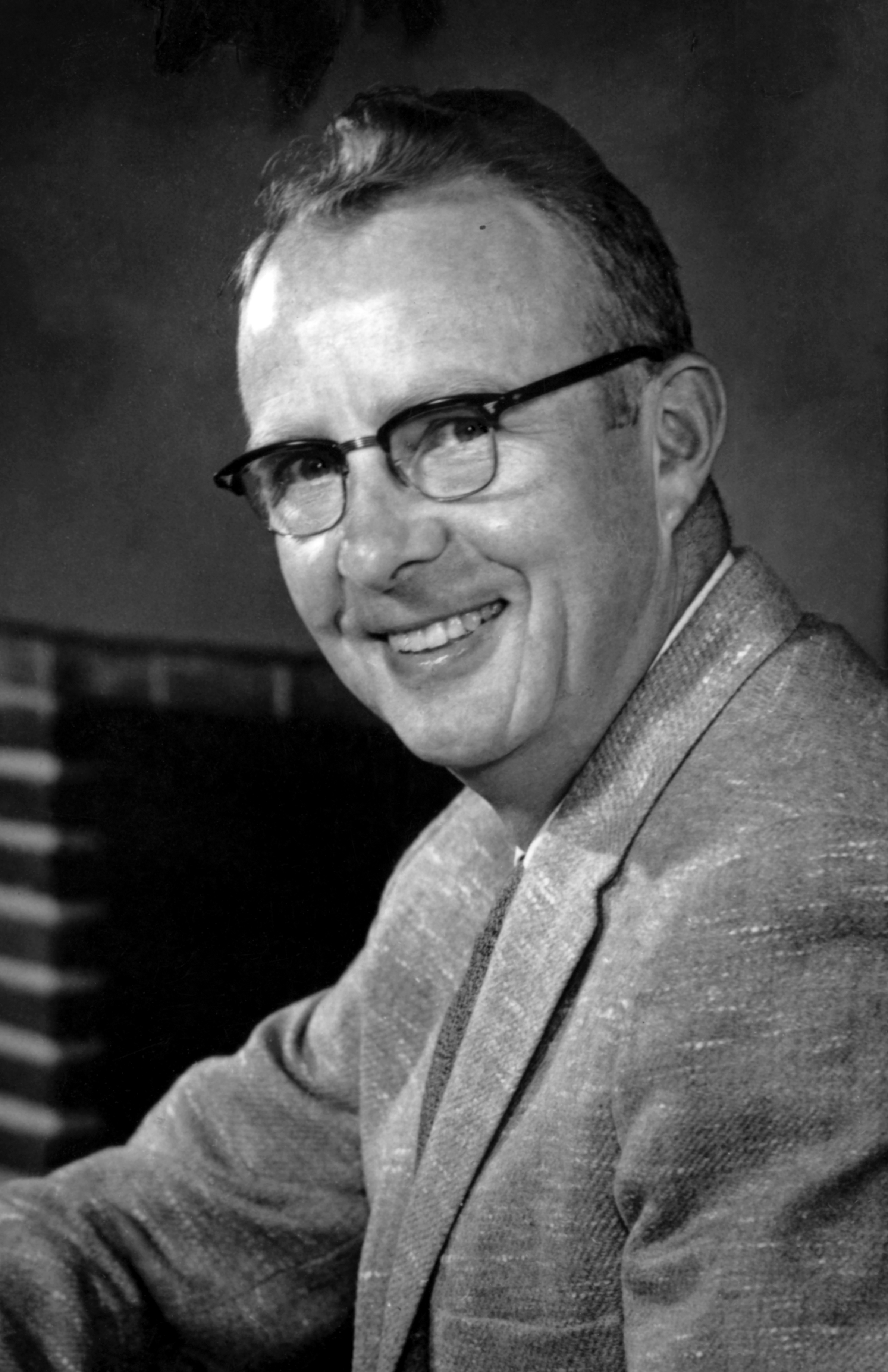
Le physicien Luis Walter Alvarez, qui sera lauréat du prix Nobel de physique en 1961 pour des travaux sur les particules élémentaires.

Le 9 août 1945, le bombardier Bockscar largue Fat Man au-dessus de Nagasaki, tuant plus de 70 000 civils. Selon plusieurs observateurs, le délai entre les deux bombardements aurait été trop court pour donner l'occasion aux autorités japonaises d'évaluer l'étendue des dégâts provoqués par Little Boy. Les stratèges américains ont préféré un court délai pour suggérer aux Japonais qu'ils ont de nombreuses bombes atomiques en réserve. Même si Oppenheimer estime que l'usage des armes atomiques a été nécessaire, le coût humain lui semble trop élevé. George Kistiakowsky fera remarquer que des informations émanant des services de renseignement américains laissaient présager qu'il y aurait une recrudescence de bombardements incendiaires pendant l'été, ce qui aurait causé plus de morts que les deux bombes atomiques. Pour Luis Walter Alvarez en 1987, la situation ressemblait à un incendie se propageant à travers une ville. Le seul recours pour arrêter sa progression était de dynamiter les maisons à proximité. Les bombes auraient tenu, avant la capitulation du Japon, le rôle de la dynamite en arrêtant les feux consécutifs aux bombardements incendiaires. En 1962, Oppenheimer justifiera l'usage des armes atomiques en mentionnant que, selon les estimations de l'époque, l'invasion américaine aurait au minimum coûté la vie à 500 000 Américains et à 1 000 000 de Japonais. Toutefois, il ajoutera qu'il aurait dû y avoir « plus d'avertissements et moins de tueries gratuites ». À cette époque, les généraux américains excluent une victoire à l'aide des seules attaques aériennes et planifient une invasion terrestre. En effet, le président Truman a donné son accord à un plan du général George Marshall : dans un premier temps, débarquement de 760 000 hommes sur l'île de Kyūshū en novembre 1945, suivi d'une invasion du Japon au complet avec l'intervention de 1 500 000 soldats. Les Japonais auraient probablement opposé une « féroce résistance », ce qui aurait mené à des pertes énormes dans les deux camps. Le géopolitologue français Barthélemy Courmont doute cependant du bien-fondé de l'usage de l'arme atomique pour mettre fin à la guerre : « Les forces japonaises étaient considérablement réduites et totalement dispersées, les capacités industrielles ne permettaient plus de produire des armes en quantité suffisante et les diplomates japonais étaient engagés dans des pourparlers pour une capitulation honorable. » Néanmoins, ajoute-t-il, le contexte de la politique américaine de l'époque rendait l'usage de la bombe atomique « inévitable » pour plusieurs raisons : le président Truman voulait « imposer son style », justifier les « dépenses pharaoniques du projet Manhattan » et renforcer la position présidentielle face au Congrès des États-Unis en ce qui concerne la politique extérieure du pays ; de son côté, l'US Air Force cherchait à augmenter son influence en démontrant la valeur de la guerre aérienne.
Le Japon capitule le 14 août 1945. À Los Alamos, des fêtes sont organisées pour souligner la fin de la guerre. Des chercheurs sont cependant angoissés des conséquences des nouvelles armes, y compris Oppenheimer. Il envoie des lettres à des parents et des amis pour exprimer ses sentiments intérieurs, qui apprennent alors son rôle clé dans la conception des bombes atomiques américaines. Dans une lettre adressée au secrétaire à la Guerre, Henry Lewis Stimson, il affirme que sera bientôt conçue une « superbombe » (la future bombe H) et souligne qu'il n'existe aucune contre-mesure contre les armes atomiques. Il lui conseille donc de recourir à d'autres mesures pour assurer la sécurité du pays,.
Oppenheimer demande à être libéré de ses responsabilités à Los Alamos (peut-être à cause de l'emploi de l'arme atomique contre les Japonais). Le physicien Norris Bradbury le remplace officiellement à partir du 16 octobre 1945. Le chercheur doute de ses capacités à faire à nouveau de la recherche car, dans une lettre adressée à Pauli, il écrit : « Ces quatre dernières années, je n'ai eu que des pensées classées "confidentiel-défense". » Néanmoins, son rôle à Los Alamos fait de lui un « héros national » et les universités du pays souhaitent s'attacher ses services. Il choisit un poste à Caltech, où se trouvent des amis, puis rejoint Berkeley en août 1946. La même année, le président des États-Unis Harry S. Truman lui remet la Medal for Merit pour ses services en tant que directeur du laboratoire de Los Alamos.

### Contrôle des armes nucléaires
Même si la guerre est terminée et qu'Oppenheimer ne dirige plus le Laboratoire national de Los Alamos, les responsables politiques le sollicitent régulièrement sur des questions nucléaires. Il est favorable à deux projets de lois qui visent à réguler les activités touchant le nucléaire. Le premier est cependant rejeté, car il impose un contrôle militaire sur tout ce qui touche de près ou de loin à l'énergie nucléaire. Le 1er août 1946, le gouvernement fédéral américain, en adoptant l’Atomic Energy Act, crée, à la satisfaction de la communauté scientifique américaine, la Commission de l'énergie atomique des États-Unis, uniquement composée de civils.

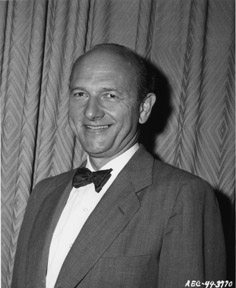
David E. Lilienthal, président de la Commission de l'énergie atomique des États-Unis du 28 octobre 1946 au 15 février 1950.

Au niveau international, le département d'État des États-Unis souhaite obtenir un accord de contrôle avec le Royaume-Uni et l'Union soviétique. Le comité responsable est supervisé par le sous-secrétaire d'État Dean Acheson, qui nomme David E. Lilienthal responsable d'un groupe de consultants. Ce dernier rencontre Oppenheimer pour la première fois en janvier 1946. Même s'il est frappé par la qualité et la rapidité de la pensée du physicien, il ne peut s'empêcher d'observer ses tics (il a un débit saccadé et se déplace nerveusement en murmurant des phrases disjointes). Rédigé au printemps 1946, le rapport Acheson-Lilienthal propose un contrôle des installations nucléaires, leur exploitation sous l'autorité d'une entité internationale, la réduction graduelle des capacités de fabrication des bombes atomiques et le partage public des connaissances accumulées. Tous les usages non militaires demeureront sous le contrôle des pays. L'idée d'avoir recours à une autorité internationale pour le contrôle de la technologie atomique émane d'Oppenheimer. Pour cette raison, ce document est souvent appelé « rapport Oppenheimer ». Cependant, le délégué américain à l'ONU, Bernard Baruch, juge le rapport trop audacieux car il croit que les armes atomiques sont décisives et que les États-Unis ne doivent pas renoncer à leur contrôle. Il apporte donc des amendements au rapport qui autorisent des mesures répressives pouvant aller jusqu'à une attaque atomique. À l'ONU, la délégation soviétique rejette la proposition américaine, car cela revient à « lever le rideau de fer », situation intolérable pour le gouvernement totalitaire de Staline. Les deux pays ne s'entendront jamais sur cette question.
Bouleversé par le refus d'une entente, Oppenheimer demande à rencontrer le président des États-Unis. Le 25 octobre 1945, il est introduit par le sous-secrétaire d'État Dean Acheson dans le Bureau ovale où il échange avec Harry S. Truman. À un certain moment, pour exprimer son désarroi de façon imagée, le physicien déclare : « Monsieur le Président, j'ai du sang sur les mains. » Truman balaie cette remarque avec désinvolture et, une fois le physicien parti, ordonne à Acheson de ne plus jamais le ramener devant lui : « Après tout, il a simplement fabriqué la bombe, c'est moi qui ai donné l'ordre de l'utiliser. » La même année, le chercheur reçoit la Medal for Merit des mains du président américain pour souligner son travail au Laboratoire national de Los Alamos.
La Commission de l'énergie atomique des États-Unis (AEC) se voit confier la responsabilité d'un « gigantesque empire » : armes, laboratoires, usines de fabrication, etc. Pour mener à bien sa mission, elle a recours au General Advisory Committee (GAC, « Comité consultatif général ») qui doit lui apporter des conseils techniques et scientifiques. Le président de la commission, David E. Lilienthal, recommande Oppenheimer comme membre du GAC. D'autres personnalités soutiennent également sa candidature. Même si le président des États-Unis Harry S. Truman n'aime pas le physicien, il accepte. Le 3 janvier 1947, Oppenheimer est nommé président du GAC, poste qui influencera notablement l'orientation nucléaire des États-Unis. En effet, si l'AEC est composé de novices en matière nucléaire, ce n'est pas le cas du GAC qui comprend des personnalités qui ont joué un rôle important dans le projet Manhattan : James Bryant Conant, Enrico Fermi, Glenn Theodore Seaborg et Oppenheimer. L'influence du physicien aurait pu chuter sévèrement en mars 1947 lorsque Lilienthal reçoit un rapport du FBI qui indique ses liens avec Haakon Chevalier, ses activités d'« extrême gauche » d'avant la guerre, tout comme les liens de sa femme et de son frère Frank avec le Parti communiste américain. Les craintes des membres de l'AEC s'atténueront à la suite des témoignages de Vannevar Bush et James Bryant Conant, d'un entretien avec J. Edgar Hoover, ainsi que de lettres du général Groves et du secrétaire à la Guerre Robert P. Patterson. Le Sénat des États-Unis confirme la nomination d'Oppenheimer au poste de président du GAC en mars 1947.
Oppenheimer, conséquence de sa participation éminente au projet Manhattan, joue un rôle de premier plan dans la défense des États-Unis. Il est en effet membre de différents comités qui se penchent sur les applications civiles et militaires de l'énergie nucléaire. Au GAC, il dirige les débats sans toutefois imposer son point de vue, sans censurer les membres dont l'opinion diverge de ses positions et met à contribution son esprit de synthèse. Pour ces raisons, il est régulièrement réélu président du GAC.
L'armée soviétique d'après-guerre compte de 3 à 4 millions de soldats, alors que les États-Unis n'en comptent plus que 1,5 million après la démobilisation. L'AEC étudie prioritairement le programme d'armement nucléaire, car le stock d'armes nucléaires ne peut compenser la faiblesse relative des forces armées américaines. Oppenheimer conseille à l'AEC de transformer le Laboratoire national de Los Alamos (LANL), où le moral du personnel est bas, en un centre de recherche actif sur l'armement nucléaire en créant une importante division théorique et en facilitant le recrutement de consultants de talent. En avril 1947, lors d'une visite du laboratoire, les membres du GAC réitèrent l'urgence de développer les armes nucléaires de façon quantitative et qualitative. Cependant, pour eux et au contraire d'Edward Teller, le développement de la bombe H passe après celle des armes atomiques. Par ailleurs, le GAC tente d'organiser le programme de tests nucléaires dans l'océan Pacifique en aidant le LANL à obtenir les autorisations nécessaires. Il veut également décharger le LANL des tâches de fabrication en encourageant le développement des Laboratoires Sandia qui se spécialisent dans l'intégration des têtes nucléaires dans les différents vecteurs (aéronefs, missiles, sous-marins).
Le GAC fait aussi la promotion du nucléaire pour la propulsion et la production d'énergie. Dans ce cas, le comité poursuit un but politique : démontrer que les États-Unis soutiennent activement l'utilisation civile du nucléaire. En juillet 1947, Oppenheimer et John H. Manley signent un rapport où ils affirment que la fabrication des réacteurs nucléaires dans un avenir rapproché est « utopique ». De leur côté, Enrico Fermi et Cyril Stanley Smith avancent au contraire, dans un rapport publié en novembre 1947, que d'ici quelques années, les réacteurs nucléaires devraient fournir de l'énergie. Glenn Theodore Seaborg écrira, en 1969, que, comme la plupart des spécialistes du nucléaire, Oppenheimer était « trop pessimiste » quant au développement de la production d'énergie nucléaire. Néanmoins, Oppenheimer demande que l'AEC soutienne les institutions, ce qui donnera l'impulsion à l'« incroyable croissance » de la science nucléaire aux États-Unis selon Seaborg.

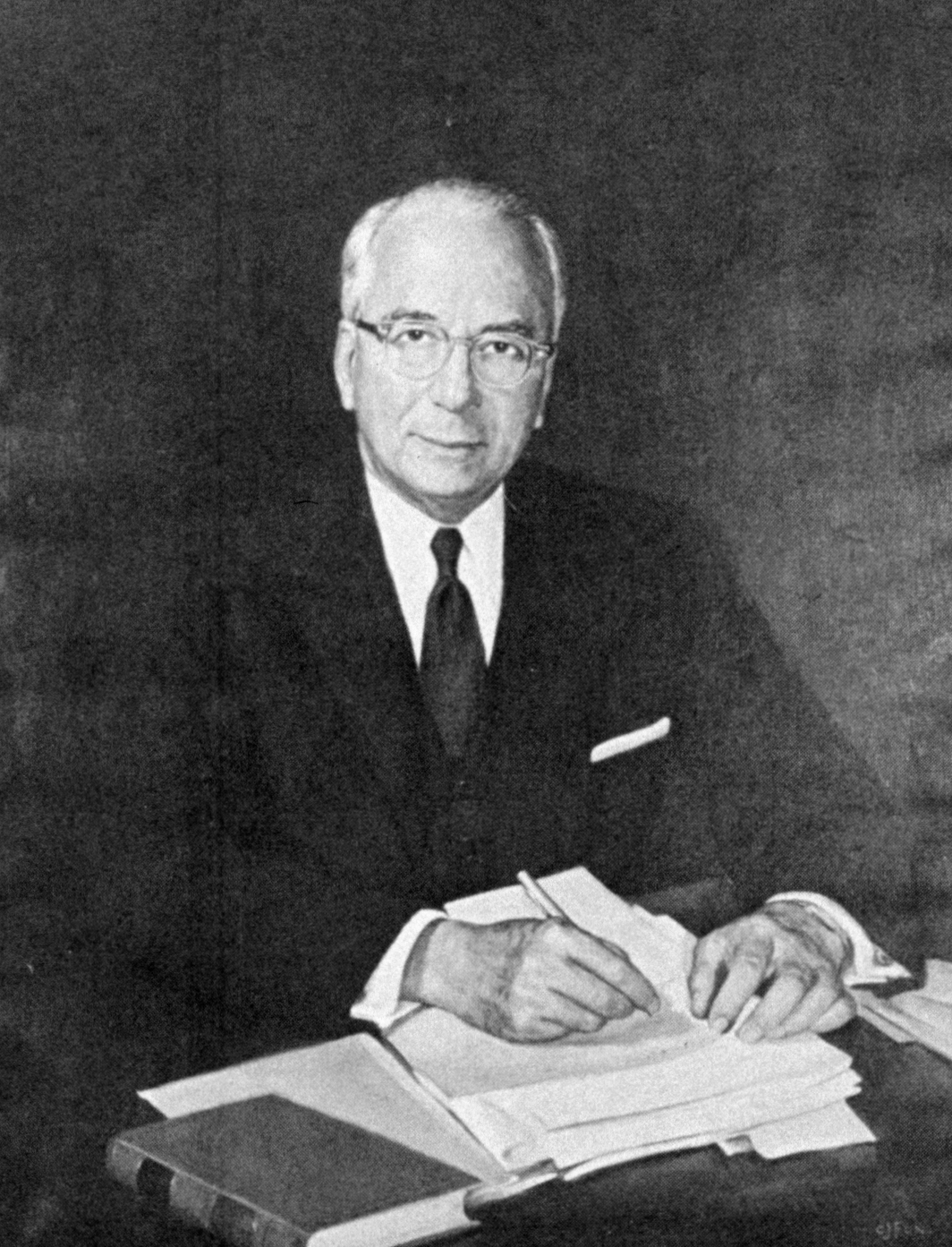
Lewis Strauss, qui s'oppose régulièrement à Oppenheimer, à partir de 1948, sur le partage des connaissances nucléaires.

Oppenheimer promeut une science du nucléaire ouverte dès 1947. Il se fait le champion du partage des informations fondamentales et de la distribution de matériaux fissiles qui ne peuvent être utilisés à des fins militaires. Cependant, Lewis Strauss, membre « influent » de l'AEC, s'y oppose à partir de 1948. En effet, les relations internationales se sont dégradées à la suite du Coup de Prague, du blocus de Berlin et des victoires militaires de Mao Zedong pendant la guerre civile chinoise. L'anticommunisme prend donc de l'ampleur aux États-Unis. Oppenheimer, en juin 1949, est appelé à témoigner devant le House Un-American Activities Committee (HUAC) sur le rôle politiques de plusieurs étudiants d'avant-guerre. Il y est traité avec déférence, mais est questionné sur son passé et ses relations (dont son frère). Le comité conclut qu'il n'est pas un sympathisant communiste.
Le physicien témoigne sur les activités de Bernard Peters, un Allemand qui a lutté aux côtés de communistes contre Adolf Hitler et qui a ensuite été interné au camp de concentration de Dachau, d'où il s'est enfui pour rejoindre les États-Unis en compagnie de sa femme. Oppenheimer, qui a connu Peters comme ami et étudiant à Berkeley avant la guerre, déclare aux services de contre-espionnage en 1943 que Peters était un authentique communiste. Ce témoignage secret, révélé par un journal américain, suscite la colère de son frère et d'amis communs. Quelques jours plus tard, Oppenheimer envoie une lettre ouverte à un autre journal où il admet que Peters s'est exprimé de manière enflammée pendant sa jeunesse, mais qu'il n'est pas déloyal envers son pays d'adoption. Ce changement lui vaudra plus tard l'accusation d'être influençable.
Le 9 septembre 1949, un avion de reconnaissance américain détecte des résidus radioactifs dans l'atmosphère au-dessus de l'Alaska. Après étude des rapports, Oppenheimer en conclut qu'il s'agit probablement de résidus consécutifs à l'explosion d'une bombe atomique. L'URSS est donc elle aussi parvenue à développer une arme atomique, ce que le président américain Truman a cru impossible (la bombe atomique soviétique ne sera vraiment opérationnelle qu'à partir de 1950, tout en présentant encore des défauts majeurs). Devant cette menace, Edward Teller demande à Oppenheimer ce qu'il peut faire. Ce dernier lui réplique qu'il faut rester calme. De son côté, l'AEC envisage d'accélérer les efforts de recherche nucléaire.
Au LANL, Teller et ses collègues ne parviennent pas à surmonter des problèmes cruciaux dans la conception de la bombe H, notamment de disposer de grandes quantités de tritium et de l'impossibilité de la transporter par la voie des airs à cause de son poids. Pourtant, plusieurs responsables américains croient que la bombe H est « le seul moyen de contrer le défi soviétique ». Ernest Orlando Lawrence et Luis Walter Alvarez se rendent à Washington, D.C. en octobre 1949 et proposent de faire construire un réacteur capable de produire du tritium en affirmant que c'est la première étape qui mène à la mise au point de l'arme thermonucléaire. Un certain nombre de militaires et de membres du Congrès des États-Unis font un accueil enthousiaste à cette proposition, mais David E. Lilienthal, président de l'AEC, juge « profondément [choquant] » le désir des deux savants de vouloir fabriquer une autre arme de destruction massive.

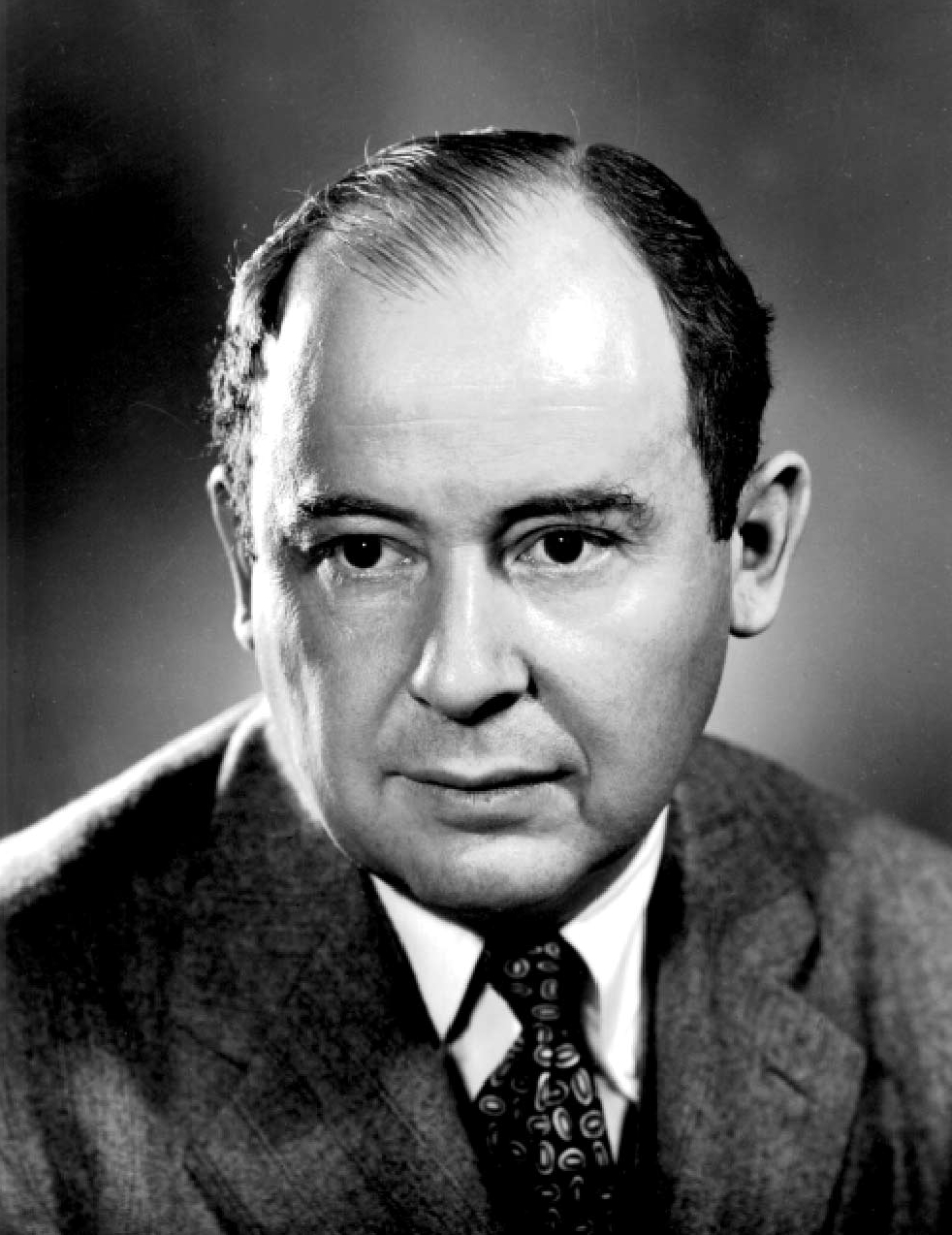
Le mathématicien John von Neumann, expert en explosifs et consultant au Laboratoire national de Los Alamos pendant et après la Seconde Guerre mondiale,.

Oppenheimer, de son côté, étudie les options sur cette arme. Il consulte John von Neumann, Norris Bradbury et John H. Manley, puis écrit à James Bryant Conant. Dans sa lettre, il fait part qu'il se sent peu concerné par les difficultés du programme de recherche thermonucléaire, car il ne croit pas qu'elle fonctionnera, ni que le problème de poids sera résolu. Il ajoute que cette arme capte l'imagination des militaires et des membres du Congrès car elle serait, à leurs yeux, le seul moyen de sauver les États-Unis et la paix. Son opinion est partagée par une majorité de membres du GAC. À la suite de débats les 29 et 30 octobre 1949, le GAC publie une déclaration dans laquelle il exprime son opposition au développement d'une bombe H, qualifiée d'« arme de génocide ». Le GAC anticipe que continuer à fournir des efforts de recherche ne pourrait mener qu'à une nouvelle course aux armements. Les membres de l'AEC partagent cette opinion, sauf Gordon Dean et Lewis Strauss qui estiment que les États-Unis doivent recouvrer leur supériorité militaire en mettant au point la bombe H. Lilienthal présente donc deux options contradictoires au président des États-Unis. Le 31 janvier 1950, Harry S. Truman réclame officiellement la mise au point de la bombe thermonucléaire.
Pour Oppenheimer, c'est une catastrophe. Il envisage de démissionner de son poste au GAC, mais le sous-secrétaire d'État lui demande de ne pas démissionner, ni de faire de déclarations publiques. En 1967, il confiera à Rudolf Peierls qu'il aurait dû démissionner pour demeurer cohérent, mais il croyait qu'en continuant, le GAC ne prendrait pas de mauvaise décision. L'opposition du GAC n'est pas seulement d'ordre moral. Les bombes H, du fait de leur puissance, ne peuvent servir qu'à détruire de très grandes cibles (Moscou et Leningrad, par exemple), d'où leur intérêt militaire limité. Selon Oppenheimer, les armes atomiques, qui servent à des fins défensives et tactiques, suffisent amplement à s'opposer aux avancées soviétiques. D'ailleurs, il est en faveur de la croissance du stock d'armes atomiques. Cependant, les « faucons » américains trouvent intolérable que seule l'URSS détienne une arme de cette puissance.
En 1951, Oppenheimer se rend en Europe pour convaincre le général Eisenhower que l'armée de terre américaine doit recourir aux armes nucléaires tactiques pour s'opposer à une invasion soviétique de l'Europe de l'Ouest. Quelques années plus tard, Freeman Dyson lui demandera pourquoi :
« Pour comprendre mes raisons de faire la promotion des armes tactiques, vous auriez dû voir le plan de guerre de l'armée de l'air que nous avions à l'époque. C'est la chose la plus damnée de Dieu que j'aie jamais vue. C'était une stupide oblitération des villes et des populations. N'importe quoi, même une guerre terrestre majeure utilisant des armes nucléaires, était mieux que ce plan,. »
À titre de président du GAC et donc soumis aux ordres du président des États-Unis, Oppenheimer se voit contraint d'autoriser des recherches sur l'arme thermonucléaire. Cependant, il n'encourage guère un développement vigoureux du programme, ce qui équivaut, aux yeux de responsables américains, à désobéir. Selon l'un des chercheurs à Los Alamos, le manque de réaction d'Oppenheimer devant la décision du président américain est comme mettre un éteignoir sur le programme de recherche. En effet, il maintient un très grand réseau de chercheurs et peut inciter les plus éminents à y participer, mais ne le fait pas. En décembre 1950, il signe un rapport du GAC à l'intention d'un conseil de recherche sur la prospective militaire où il laisse entendre que le développement de l'arme thermonucléaire entrave le développement des armes atomiques. Edward Teller est « furieux » et avance qu'Oppenheimer ralentit le programme de recherche thermonucléaire au point de mener à son arrêt.
Au cours de l'année 1951, Stanislaw Ulam et Teller réalisent la percée qui permet de mettre au point la bombe H américaine. En mai 1951, les essais de l'opération Greenhouse démontrent que leur principe est valide. Les 16 et 17 juin, les membres de l'AEC, du GAC, des scientifiques de Los Alamos et quelques autres concernés par le développement de l'arme thermonucléaire se réunissent à l'Institute for Advanced Study. Oppenheimer ne peut s'empêcher de souligner l'ingéniosité technique de l'architecture Teller-Ulam. Dès lors, il est en faveur du développement d'une arme thermonucléaire, à la grande joie de Teller. Selon Max Born en 1967, les scrupules moraux d'Oppenheimer étaient plutôt faibles pour qu'il change aussi facilement d'avis. Oppenheimer s'expliquera : « Le programme que nous avions en 1949 […] était une chose torturée à propos de laquelle on pouvait arguer qu'elle n'avait guère de sens technique. Il était donc possible de prétendre que vous n'en vouliez pas même si vous pouviez l'avoir. Le programme de [1951] [...] était si beau techniquement que vous ne pouviez plus le prétendre. La question devenait purement politique, militaire et humaine : qu'en faire une fois qu'on l'aurait ? » À partir de mars 1952, Teller convainc les responsables américains de mettre en place un laboratoire uniquement consacré à la conception des armes thermonucléaires. Le Laboratoire national Lawrence Livermore est créé en novembre 1952.
De son côté, Oppenheimer est soumis à un nombre croissant d'attaques de la part de l'US Air Force, car il privilégie l'emploi tactique des armes nucléaires et insiste sur une défense aérienne intégrée (plutôt que sur le développement d'armes nucléaires offensives). À l'été 1952, il suggère que le rôle de dissuasion des bombardiers du Strategic Air Command (SAC) soit réduit et que le budget du SAC soit diminué pour permettre la mise en place d'un système de défense intégré.
En novembre 1952, Dwight D. Eisenhower est élu président des États-Unis. L'un des éléments de son programme électoral est le « nettoyage » des institutions gouvernementales des agents subversifs. Le 7 novembre 1953, le directeur du FBI J. Edgar Hoover reçoit une note du Joint Committee on Atomic Energy qui accuse Oppenheimer : « Tout porte à croire que J. Robert Oppenheimer est un agent de l'Union soviétique. » L'accusateur rappelle le militantisme passé d'Oppenheimer, tout comme les liens qu'entretiennent son frère Frank et son épouse avec le Parti communiste, l'embauche de sympathisants communistes à l'époque du projet Manhattan et son obstruction au développement d'une arme thermonucléaire.

### Audition de sécurité

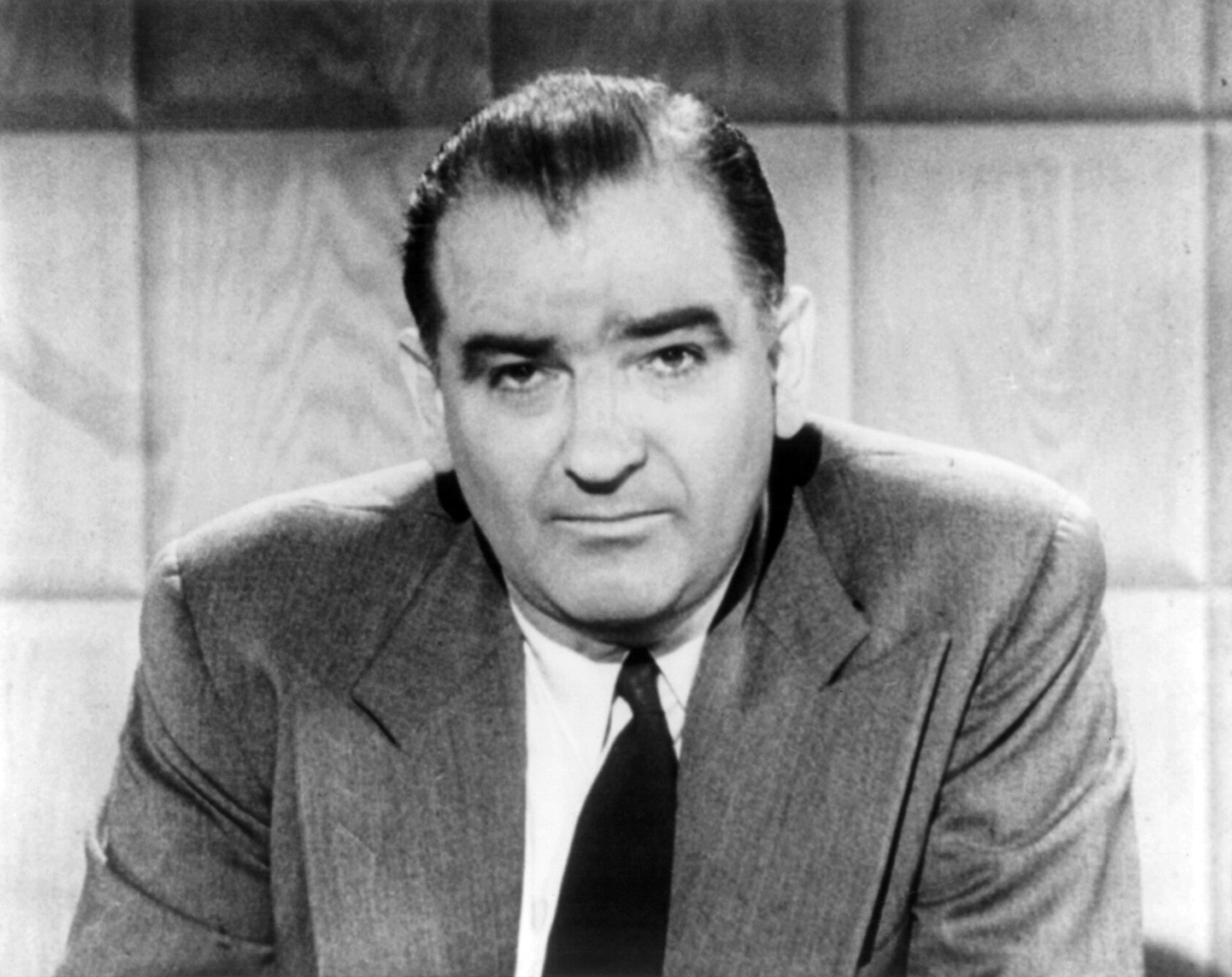
Le sénateur Joseph McCarthy, qui a donné son nom au maccarthysme.

Les accusations contre Oppenheimer sont émises en plein maccarthysme, une « chasse » aux communistes commencée en 1950 avec l'arrivée sur le devant de la scène politique de Joseph McCarthy et terminée en 1954 après un vote de censure contre McCarthy. Le 21 décembre 1953, Lewis Strauss informe Oppenheimer des charges qui pèsent contre lui. Le scientifique peut alors démissionner ou se défendre, option qu'il choisit après avoir consulté deux avocats. Le président Eisenhower exige que soit érigé un « mur opaque » entre les recherches nucléaires secrètes et Oppenheimer. En attendant le verdict d'un comité, son contrat de conseiller est suspendu.
L'audition de sécurité débute le 12 avril 1954 devant un comité de trois personnes. Le défendeur et le plaignant sont tous deux représentés par un avocat. Selon l'historien Michel Rival, l'audition « n'est qu'un procès déguisé » malgré les dénégations de son président, Gordon Gray. D'autres chercheurs qualifient plus tard la procédure de parodie de justice,. Le comité a consulté le dossier d'Oppenheimer une semaine avant l'audition, au contraire du défendeur. Les trois membres du comité ont été « guidés » dans leur lecture par l'avocat du demandeur, Roger Robb. L'avocat d'Oppenheimer ne peut prendre connaissance des documents classés secret-défense. Dès lors, pendant l'audition, il doit quitter la salle à chaque fois qu'un tel document est lu à voix haute, ce qui laisse l'accusé seul face à Robb. À leur insu, les conversations d'Oppenheimer et de son avocat font régulièrement l'objet d'écoute électronique.
L'audition commence par la lecture de la lettre d'accusation, puis des réponses d'Oppenheimer. Robb le soumet ensuite à un interrogatoire qui met en relief ses activités les plus condamnables. S'ensuivent des interrogatoires et des témoignages. La plupart des témoins s'expriment favorablement envers l'accusé. Ceux qui lui sont hostiles sont en faveur du développement de l'arme thermonucléaire ou sont des militaires. L'audition se termine le 6 mai 1954. Trois semaines plus tard, le comité rend son verdict : Oppenheimer est loyal, mais il recommande de ne pas restituer son habilitation. Le physicien demande à la Commission de l'énergie atomique des États-Unis de confirmer ce verdict. Le 29 juin 1954, elle est d'avis qu'Oppenheimer montre de « graves insuffisances de « caractère » » et n'est donc plus apte à recevoir à nouveau son habilitation.
La décision affecte durement Oppenheimer et indigne la communauté scientifique internationale, qui fait parvenir des messages aux autorités politiques américaines. Des scientifiques travaillant dans des laboratoires publics menacent de démissionner. Le chercheur préfère se concentrer sur ses activités à l'Institute for Advanced Study, où il est unanimement réélu directeur le 1er octobre de la même année.

### Mémoires de Pavel Soudoplatov

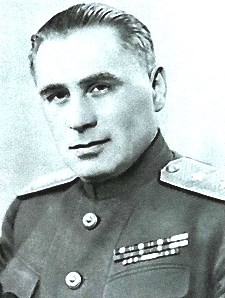
Pavel Soudoplatov, responsable de l'espionnage atomique soviétique durant la Seconde Guerre mondiale.

Bien qu’aucune preuve de trahison n’ait été révélée à la suite de l’audition de sécurité de J. Robert Oppenheimer, des informations incriminant le scientifique virent le jour environ quarante ans plus tard, dans le mémoire de Pavel Soudoplatov, officier du NKVD ayant dirigé la cellule d’espionnage atomique soviétique durant la Seconde Guerre mondiale.
Dans le chapitre « Espions atomiques » de son mémoire, publié en 1994, P. Soudoplatov prétend qu’Oppenheimer, Fermi et Szilard auraient transmis au NKVD des renseignements cruciaux sur l’avancement du programme atomique américain à plusieurs reprises, de façon indirecte. Selon P. Soudoplatov, Oppenheimer fut approché de façon informelle par les services soviétiques en décembre 1941, lors d’une réception destinée à obtenir des fonds pour les réfugiés de la guerre d’Espagne. Au cours de cet évènement, le résident du NKVD à San Francisco, Grigori Heifetz, sympathisa avec le savant, qui le croyait alors être le vice-consul soviétique. Heifetz rencontra ensuite Oppenheimer à plusieurs reprises l’année suivante dans un cadre amical, sans dévoiler sa véritable identité. Ayant gagné la confiance et l'amitié du scientifique, il apprit de sa bouche l’existence d’une lettre confidentielle d’Albert Einstein ayant été adressée au président Franklin Delano Roosevelt en 1939, pressant le gouvernement américain de s’intéresser à la possibilité de créer des armes basées sur la fission nucléaire.
En tant que professionnel expérimenté, Heifetz comprit immédiatement l’intérêt de ces déclarations, et réalisa le potentiel informationnel exceptionnel d’un collaborateur comme Oppenheimer. Il n’était dès lors plus question de manipuler le savant ; les efforts de l’agent soviétique portèrent sur le fait de pérenniser leur relation et de garder la confiance du physicien, en insistant sur les idéaux et intérêts qu’Oppenheimer partageait avec l’Union soviétique.
Dès que le NKVD fut convaincu de l’existence du projet Manhattan, cette proximité permit à Heifetz d’infiltrer l’entourage d’Oppenheimer et de l’influencer de sorte à faciliter l'espionnage soviétique. Cette infiltration supposée s'appuya fortement sur un rapprochement entre la femme d'Oppenheimer, Katherine, et certains agents du NKVD. Selon Pavel Soudoplatov, ces individus, proches de l'Union soviétique, furent ainsi directement impliqués dans le projet Manhattan. D’après l'officier soviétique, l’espion allemand Klaus Fuchs a ainsi été accepté par Oppenheimer, bien qu'il fût au courant de ses sympathies pour l’Union soviétique.
Bien que le mémoire de Soudoplatov soit généralement considéré comme une source historique intéressante pour la richesse de ses informations au sujet de nombreux évènements de l’époque stalinienne, il contient également des informations erronées, exagérées, voire encore débattues par les historiens. Le chapitre « Espions atomiques » en particulier a essuyé plusieurs critiques et démentis.
Pavel Soudoplatov y commet en effet plusieurs erreurs avérées (il parle par exemple de l’activité d’espionnage de la secrétaire de Szilard, alors que Szilard n’avait pas de secrétaire) et ne mentionne qu’une poignée des espions atomiques soviétique connus pour leurs activités dans le cadre du projet Manhattan. Ses propos sur Oppenheimer sont perçus par certains historiens comme une envie délibérée de nuire en falsifiant l’histoire, ravivant ainsi des polémiques en Occident et poursuivant l’activité de sape et de désinformation qu’il avait menée jadis dans les services soviétiques .
Il est également probable qu’à bientôt 90 ans au moment de la rédaction de son mémoire et plus de quarante ans après les faits, les souvenirs de P. Soudoplatov soient pour certains confus (il admet avoir oublié des noms, des évènements ainsi que des motifs d'action propres aux évènements de l'époque), ce qui a pu mener à certaines incohérences dans l’ouvrage. Par ailleurs, son mémoire a été rédigé avec l’aide de son fils Anatoli ainsi que de deux écrivains américains, Jerrold et Leona Schecter, qui peuvent avoir influencé la rédaction du livre.
Il n'a pas été découvert, jusqu'en 1995, de preuves incriminant directement Oppenheimer, Fermi ou Szilard au sujet d'une éventuelle collaboration avec l’Union Soviétique, et le FBI a indiqué n'avoir aucune preuve étayant les affirmations de P. Soudoplatov.
La connaissance qu’avaient ces hommes de la présence de sympathisants de l’Union soviétique dans leur entourage est difficilement vérifiable, d'autant plus que pour ce qui concerne la période trouble durant laquelle a été mené le projet Manhattan, les archives soviétiques touchant à cette activité d'espionnage sont incomplètes.
Au-delà de la question de la fiabilité des affirmations de Soudoplatov, l'officier du NKVD n'indique pas dans son mémoire qu'Oppenheimer, Fermi ou Szilard auraient agi par sympathie pour l'Union soviétique. Leurs motivations sont plutôt présentées comme portées par l'envie de vaincre le nazisme, par idéalisme, et par une quête de paix planétaire.

## Retour à la vie civile

### Institute for Advanced Study

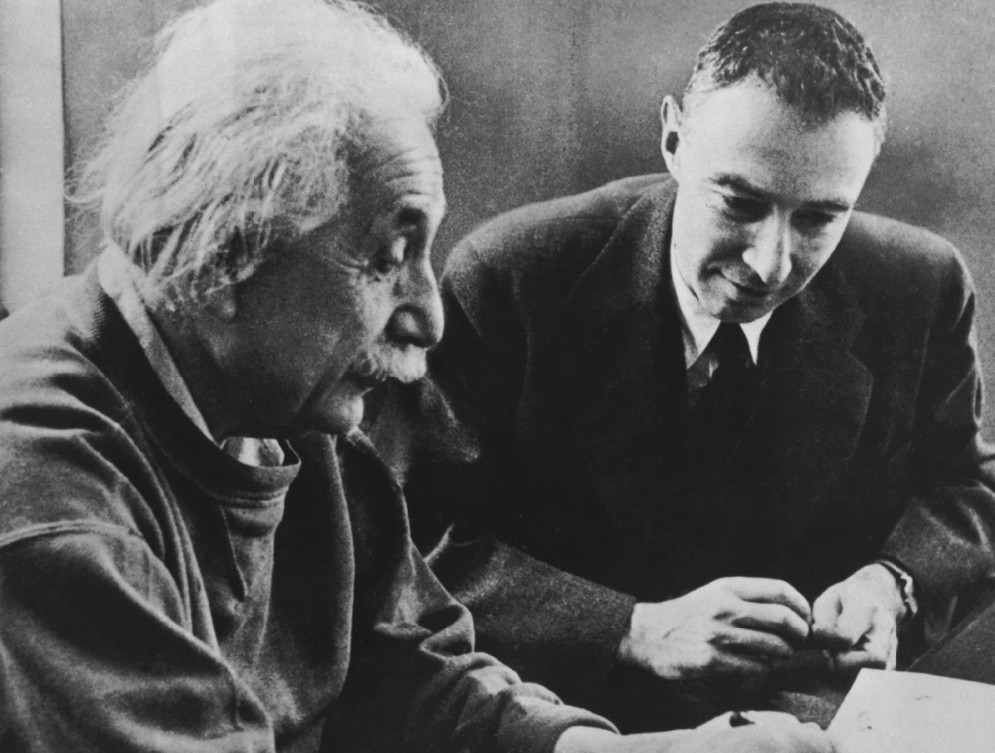
Albert Einstein et Oppenheimer à l’Institute for Advanced Study, vers 1950.

En avril 1947, à l'époque où il est président du GAC, il reçoit l'offre de devenir directeur de l'Institute for Advanced Study qui accueille les « plus éminents chercheurs ». Oppenheimer, qui succède à Albert Einstein, retourne donc à la recherche, ce qui est plus en phase avec sa personnalité (en 1963, il dira à Thomas Kuhn qu'il était sans cesse distrait par d'autres choses que l'enseignement depuis la fin de la guerre). Sous sa direction, l'institut devient le « centre de la nouvelle physique aux États-Unis ». Il fait venir les Chinois Tsung-Dao Lee et Chen Ning Yang, le Britannique Freeman Dyson et le Néerlandais Abraham Pais, tous de jeunes chercheurs prometteurs. À l'Institut, il présente avec passion l'actualité de la physique contemporaine et donne aux chercheurs l'impression de participer à une grande aventure. Pourtant, les travers de ses jeunes années de professeur réapparaissent, car il se montre à l'occasion « cinglant » à l'égard des travaux dont il n'est pas satisfait.

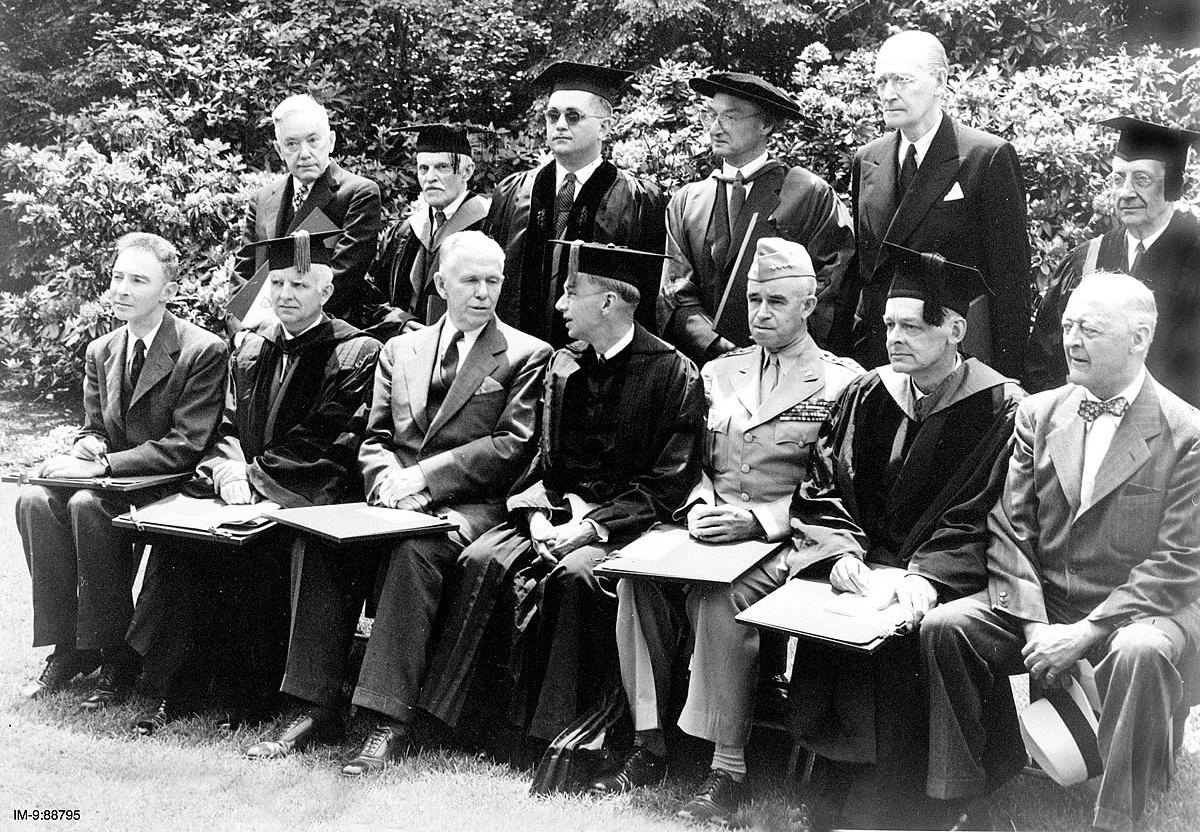
Le 5 juin 1947, à l'université Harvard, assis de g. à d. : Oppenheimer,, le général George Marshall, James Bryant Conant (président de l'université), le général Omar Bradley, T. S. Eliot, James Wolcott Wadsworth Jr., pour la remise de diplômes honorifiques à Oppenheimer, Colwell, Marshall, Bradley et Eliot.

Oppenheimer participe aussi activement à l'évolution de la physique aux États-Unis. Par exemple, il profite de conférences à New York de 1947 à 1949 pour orienter les recherches sur le problème de l'absorption du méson ainsi que sur l'hypothèse d'Hideki Yukawa que les mésons sont les vecteurs de l'interaction forte. Ses questions perspicaces amènent le physicien Robert Marshak à faire l'hypothèse qu'il existe deux types de mésons : les pions et les muons. Ces recherches inspirent Cecil Frank Powell pour mettre au point des méthodes photographiques qui lui vaudront le prix Nobel de physique en 1950 pour la découverte du pion. Au printemps 1948, sous l'impulsion d'Oppenheimer, se tiennent deux conférences sur la renormalisation, que présentent ses découvreurs, Richard Feynman et Julian Schwinger. Le physicien Sin-Itiro Tomonaga y partage aussi ses idées. Les conférences permettent aux trois physiciens d'élaborer la théorie moderne de la renormalisation, ce qui leur vaut le prix Nobel de physique en 1965. Également, aux conférences où il se trouve, les participants laissent régulièrement Oppenheimer conclure en raison de son esprit de synthèse.
Pour sa part, sa femme Kitty établit des relations éphémères avec d'autres femmes à Princeton, dévoilant beaucoup de sa vie privée à chaque fois puis négligeant sa dernière amie tout en la dénigrant. Elle consomme régulièrement des boissons alcoolisées pour combler sa solitude. À la maison, Kitty fume, y compris au lit, et s'endort parfois alors que la cigarette brûle. Une nuit, elle se réveille alors que le feu ravage la chambre à coucher et elle parvient heureusement à éteindre l'incendie. Robert, résigné, ne la blâme pas. Alors qu'il est en compagnie de Abraham Pais, les deux hommes voient Kitty arriver au bureau de Robert à l'Institut en titubant. Robert demande à Pais de rester malgré l'embarras qu'il éprouve. Selon Pais, Kitty était cruelle, ce qui la rendait à ses yeux méprisable. Pour Verna Hobson, assistante d'Oppenheimer, son patron se voit comme un aidant de sa femme, lui ayant d'ailleurs déclaré qu'il a consulté un psychiatre pour déterminer si sa femme souffre d'un trouble de santé mentale. Le psychiatre lui a suggéré d'interner Kitty, même temporairement, ce que Robert a refusé. Selon quelques témoignages, Kitty, malgré ses traits de caractère, est un rocher contre lequel Oppenheimer s'appuie régulièrement.
Même si sa femme est alcoolique, Robert ne peut pas se résigner à cesser de boire. En effet, chaque soir, il prépare des Martini-gin pour lui et sa femme. Selon le médecin Louis Hempelmann, qui visite trois fois par année les Oppenheimer à Princeton, Robert est dévoué à sa femme même s'il connaît sa maladie, l'ayant ouvertement décrite à Hempelmann. Il a affirmé que Robert est un « saint pour elle »,. Selon Robert Serber, Kitty consommait raisonnablement de l'alcool ; elle souffrait de pancréatite chronique, maladie qui peut être apaisée en consommant des comprimés de Demerol, substance qui induit la titubation. Kitty aime également Robert, mais souffre qu'il soit peu démonstratif, celui-ci vivant ses émotions de façon introspective.
La plupart des personnes en vue de Princeton appartiennent à une classe sociale rigide. Robert et Kitty sont incapables d'adapter leurs manières pour en faire partie. Par exemple, lorsqu'ils reçoivent chez eux, ils sont incapables de servir des repas à la fois raffinés et satisfaisant l'appétit de leurs invités, préférant leur servir des Martini-gin. Kitty et Robert ont vécu des aventures, mais jamais Kitty n'a vécu de relations extra-conjugales, au contraire de Robert. Par ailleurs, elle éprouve un fort sentiment de jalousie à l'égard de son mari, même si elle n'a jamais su pour ses aventures extra-conjugales, et elle envie sa popularité.
Après l'audition de sécurité d'avril 1954, le physicien poursuit son travail à l'institut et, selon Freeman Dyson, il devient plus attentif aux problèmes des gens à l'institut. Il participe à des colloques, ainsi qu'à des manifestations scientifiques et culturelles. En 1964, il est président du Congrès Solvay de physique qui se tient sous le thème « La Structure et l'évolution des galaxies ». En 1966, pour des raisons de santé, il démissionne de son poste de directeur de l'Institute for Advanced Study, mais continue d'enseigner.
Quand Oppenheimer voit son pouvoir politique diminuer radicalement en 1954 à la suite de son audition de sécurité, il est vu comme le symbole de l'extravagance des scientifiques qui croient pouvoir contrôler le fruit de leurs travaux. Il est aussi le symbole des dilemmes des scientifiques face à leur responsabilité morale dans un monde nucléarisé. L'audition est à la fois la conséquence de ses positions politiques, entre autres parce qu'il est perçu comme une créature de la précédente administration gouvernementale américaine, et de l'hostilité de Lewis Strauss. Son opposition au développement de la bombe thermonucléaire est à la fois de nature morale et technique. Lorsqu'Edward Teller et Stanislaw Ulam résolvent les problèmes posés par ce nouvel engin explosif, il apporte son soutien au projet parce qu'il juge que les Soviétiques sont aussi capables de mettre au point une bombe thermonucléaire. Plutôt que de s'opposer systématiquement aux partisans du maccarthysme à partir de la fin des années 1940 et au début des années 1950, Oppenheimer préfère témoigner contre d'anciens collègues et étudiants, avant et pendant l'audition. Des historiens interprètent son témoignage comme une tentative de plaire à ses collègues au service du gouvernement et peut-être de cacher en partie ses relations passées avec des militants de gauche, tout comme celles de son frère Frank.

### Dernières années
À partir de 1954, Oppenheimer passe plusieurs mois par année à Saint-John, l'une des Îles Vierges des États-Unis. En 1957, il acquiert un terrain sur l'île, où il construit une maison spartiate. Il fait régulièrement de la voile avec sa fille Toni et sa femme Kitty.

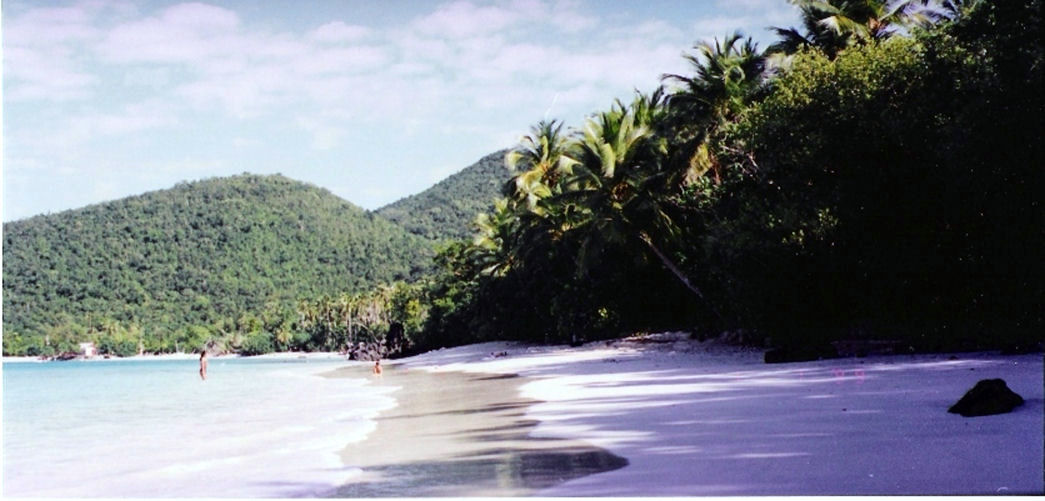
La plage Oppenheimer à Saint-John, l'une des îles Vierges des États-Unis.

De plus en plus soucieux des dangers potentiels issus des découvertes scientifiques, Oppenheimer rejoint Albert Einstein, Bertrand Russell, Józef Rotblat et d'autres universitaires et scientifiques renommés pour fonder en 1960 ce qui sera appelé la World Academy of Art and Science. Après son audition, il refuse de signer les manifestes contre les armes nucléaires, y compris le manifeste Russell-Einstein en 1955. Même s'il est invité, il ne participe pas à la première conférence du mouvement Pugwash en 1957.
Dans ses conférences et ses lettres ouvertes, Oppenheimer met régulièrement en avant les difficultés à juguler la puissance de la science dans un monde où la recherche scientifique est conditionnée par la politique. En 1955, il publie The Open Mind, une série de huit conférences qu'il donne depuis 1946 sur les armes nucléaires. Il rejette la diplomatie de la canonnière nucléaire : « Les buts de ce pays dans le champ de la politique étrangère ne peuvent de façon réaliste ou durable s'accomplir par la contrainte. » En 1957, les départements de philosophie et psychologie de l'université d'Harvard invitent Oppenheimer à prononcer des conférences à titre de penseur du XXe siècle (William James Lectures). Un groupe d'anciens étudiants d'Harvard influents proteste contre cette décision, mais près de 1 200 personnes écouteront les six allocutions du scientifique.
Sans pouvoirs ni responsabilités politiques depuis l'audition, Oppenheimer prononce des conférences, rédige des ouvrages et poursuit ses recherches en physique. Il fait des tournées en Europe et au Japon, prononçant des discours sur l'histoire et le rôle de la science, ainsi que sur la nature de l'Univers. En 1958, il est fait chevalier de la Légion d'honneur. Le 3 mai 1962, il est élu fellow étranger de la Royal Society. Il devient membre de plusieurs académies des sciences. Des universités lui décernent des doctorats honoris causa, dont l'université de Princeton. Il est membre de l'Académie nationale des sciences depuis 1941. Sa candidature au prix Nobel de physique a été proposée quatre fois, en 1946, 1951, 1955 et 1967. Il reçoit en 1947 le prix mémorial Richtmyer (en) à la suite de son discours sur l'état de la recherche sur l'énergie nucléaire. En 1958, il reçoit le prix des trois physiciens. En 1962, il reçoit le prix Nessim-Habif pour ses travaux sur l'énergie atomique.

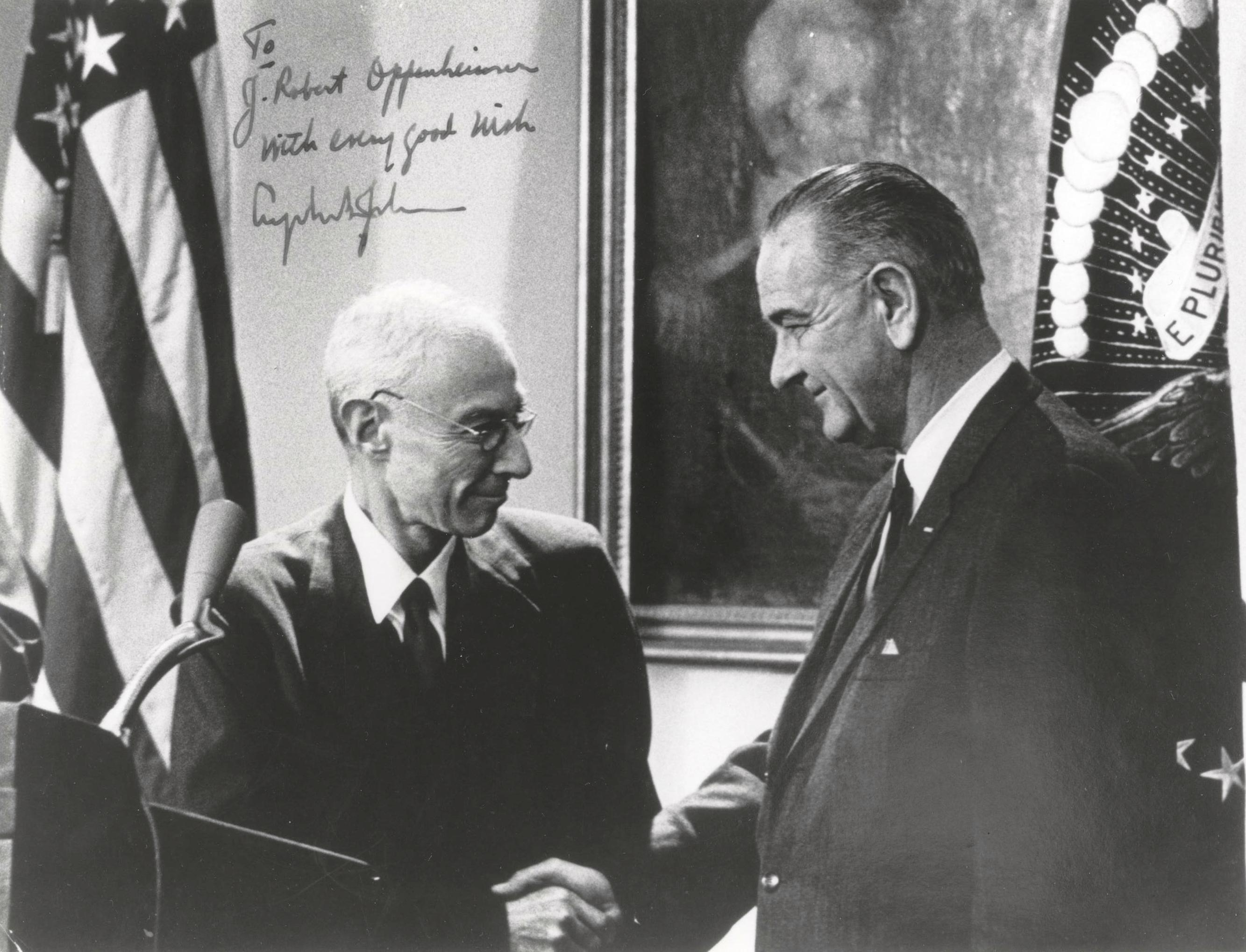
Le président des États-Unis Lyndon B. Johnson, qui souligne officiellement la remise du prix Enrico-Fermi à Oppenheimer.

À la suite de pressions d'amis occupant des postes politiques importants, le président des États-Unis John Fitzgerald Kennedy lui remet officiellement le prix Enrico-Fermi en 1963 en signe de réhabilitation. Edward Teller l'a également recommandé dans un but de réconciliation. Une semaine après l'assassinat de John F. Kennedy, le président Lyndon B. Johnson présente le prix, « l'une des plus hautes distinctions scientifiques américaines », à Oppenheimer pour souligner « ses contributions à la physique théorique en tant qu'enseignant et créateur d'idées, et pour sa direction du Laboratoire de Los Alamos et pendant les années critiques du programme d'énergie atomique,. » La veuve de Kennedy, Jacqueline Kennedy-Onassis, insiste pour rencontrer Oppenheimer dans le but de lui dire combien son défunt mari a souhaité qu'il reçoive le prix. En tant que sénateur en 1959, Kennedy joue un rôle clé lors d'un vote qui bloque la nomination de Lewis Strauss, ennemi d'Oppenheimer, au poste convoité de secrétaire au Commerce, ce qui de facto met un terme à sa carrière politique. Cette décision de s'opposer est en partie due aux pressions de la communauté scientifique selon Strauss.
Gros fumeur depuis longtemps, (1925, plus précisément), un cancer de la gorge lui est diagnostiqué fin 1965 et, après une chirurgie ratée, Oppenheimer suit une radiothérapie puis une chimiothérapie en 1966. Il meurt à sa résidence de Princeton le 18 février 1967. Un rite funéraire est tenu à l'université de Princeton une semaine plus tard, auquel participent 600 proches : sa famille, des militaires, des hommes politiques et des scientifiques. Sa femme Kitty versera ses cendres dans l'océan à proximité de leur résidence sur l'île Saint-John.
Robert s'est occupé de sa fille Toni et de son fils Peter, sans parvenir à établir un lien affectif fort. Pour sa part, Kitty maintient une relation difficile avec Peter quand il atteint l'âge de sept ans, se moquant de lui à cause de ses difficultés à l'école et d'un surpoids, alors qu'elle adore Toni.
Ses étudiants et ses collègues se souviennent d'Oppenheimer comme d'un chercheur brillant, un professeur enthousiaste et le fondateur de la physique théorique moderne aux États-Unis. En tant que conseiller militaire et en affaires publiques, il est un meneur technocrate. Oppenheimer, physicien théoricien, intellectuel et cultivé, démontre qu'il est possible de s'engager dans la recherche tout en tenant compte d'exigences pratiques. Par exemple, la mise au point de la bombe atomique, exercice de physique appliquée, a été rendue possible grâce aux recherches théoriques. La mise au point de cette bombe a exigé d'énormes ressources ; Oppenheimer, du fait de sa position au Laboratoire national de Los Alamos, participe dès lors au mouvement qui fait naître la Big Science.
En décembre 2022, l'administration Biden annule « une décision vieille de plusieurs décennies de révoquer l’habilitation de sécurité de Robert Oppenheimer ». La décision officielle émane du département de l'Énergie des États-Unis qui vise à rappeler « les contributions essentielles » (profound contributions) d'Oppenheimer à la défense du pays. Le même département affirme que la révocation de l'habilitation de sécurité du physicien a été faite lors d'« un processus défectueux qui a violé les propres règlements de la [Commission de l'énergie atomique des États-Unis] »,.

## Dans les arts et la culture populaire

### Filmographie

#### Cinéma
Dès la fin de la guerre, Oppenheimer apparaît dans un film qui raconte le projet Manhattan, Au carrefour du siècle , sorti en 1947. Groves est le personnage principal. Oppenheimer a critiqué la qualité du film.
Le cinéaste Roland Joffé sort Les Maîtres de l'ombre en 1989, un film qui porte principalement sur les conflits entre le général Leslie Richard Groves et Oppenheimer à l'époque du projet Manhattan.
En 1990, dans le film À la poursuite d'Octobre rouge, la fameuse citation : « Et qu'est ceci : « Je suis l'Ange de la mort, le destructeur des mondes » ? » est lue à voix haute par l'officier politique juste avant d'interroger le capitaine Marko Ramius.
Le film biographique Oppenheimer réalisé par Christopher Nolan est diffusé la première fois le 11 juillet 2023 à Paris.

#### Télévision
Oppenheimer, qui retrace la vie du physicien entre 1938 et 1953, est une série télévisée en sept parties de la BBC diffusée au Royaume-Uni à partir d'octobre 1980 et aux États-Unis à partir de mai 1982. Elle a reçu trois BAFTA Awards,,.
Le téléfilm Day One, sorti en 1989, raconte la création de la première bombe atomique par une équipe dirigée par Oppenheimer. Il est récompensé d'un Emmy Award.
En 2009 The Trials of J. Robert Oppenheimer (que l'on peut traduire par « Les Procès/Essais/Épreuves/Tribulations de J. Robert Oppenheimer »), téléfilm qui retrace le parcours du scientifique au travers d'entrevues et de courtes représentations.

### Littérature

#### Bande dessinée
Le scientifique a inspiré au moins en partie Dr Manhattan dans la bande dessinée Watchmen. En effet, le personnage y est responsable des développements de l'utilisation de l'énergie nucléaire dans les domaines militaire et civil.
En 2018, sont publiés dans la série uchronique Jour J deux bandes dessinées : Sur la route de Los Alamos et Opération Downfall. Ces bandes dessinées imaginent ce qui se serait passé si Oppenheimer arrêtait de diriger le projet Manhattan en partant un matin de Los Alamos sans prévenir personne, un peu avant l'explosion de Gadget,.

#### Biographies
Hans Bethe rédige l'article nécrologique « J. Robert Oppenheimer » que la Royal Society publie en 1968.
En 1995, Michel Rival publie Robert Oppenheimer chez Flammarion.
Dix ans plus tard, Jeremy Bernstein publie Oppenheimer: Portrait of an Enigma. La même année, David C. Cassidy publie J. Robert Oppenheimer and the American Century.
Toujours en 2005, Kai Bird et Martin J. Sherwin publient Robert Oppenheimer : Triomphe et tragédie d'un génie, ouvrage pour lequel ils reçoivent le prix Pulitzer de la biographie ou de l'autobiographie en 2006.
En 2013, Ray Monk publie Robert Oppenheimer: A Life Inside the Center.
D'autres ouvrages ont été publiés, surtout dans les années 2000,,, (probablement à cause du centenaire de sa naissance).

#### Roman
Oppenheimer figure parmi les personnages dans le roman Le Désert mauve de l'auteure québécoise Nicole Brossard.
En 2022, Virginie Ollagnier publie Ils ont tué Oppenheimer, un roman biographique consacré au physicien.

### Musique

#### Opéra
Le 1er octobre 2005, le San Francisco Opera crée Doctor Atomic du compositeur américain John Adams, un opéra qui met en scène Oppenheimer au moment de l'essai atomique Trinity.

### Astronomie
L'astéroïde (67085) Oppenheimer est nommé en son honneur, tout comme le cratère lunaire Oppenheimer.

### Divers
En 2004, une conférence et une exposition à l'université de Californie à Berkeley soulignent le centième anniversaire de naissance d'Oppenheimer ; transcrite, la conférence est publiée en 2005 sous le titre « Reappraising Oppenheimer: Centennial Studies and Reflections ».
Le J. Robert Oppenheimer Memorial Prize (en) a été institué en son honneur par le Center for Theoretical Studies de l'université de Miami. Il a été remis annuellement de 1969 à 1984.

## Documentaires
- 1981 : The Day After Trinity se penche sur la vie d'Oppenheimer et la fabrication de la bombe atomique. Il a été mis en nomination pour l'Oscar du meilleur film documentaire et a obtenu un Peabody Award[121],[122],[123].

- 2025 : Le cas Oppenheimer de Bertina Henrichs.

## Publications
Hans Bethe a rédigé la liste complète des publications scientifiques d'Oppenheimer,. La Bibliothèque du Congrès conserve 74 000 documents de Robert Oppenheimer, lesquels peuvent être consultés par les chercheurs.
Les deux sous-sections qui suivent contiennent des publications dues à Oppenheimer, seul ou en collaboration avec d'autres rédacteurs ; certaines d'entre elles ont paru à titre posthume.

### Articles scientifiques
Cette section comporte une liste non-exhaustive d'articles scientifiques.
- (en) Avec Ralph H. Fowler, « On the Quantum Theory of Vibration-Rotation Bands », Mathematical Proceedings of the Cambridge Philosophical Society, vol. 23, no 3,‎ juillet 1926, p. 327-335 (DOI 10.1017/S0305004100009221, résumé)
- (en) Avec Ralph H. Fowler, « On the Quantum Theory of the Problem of the Two Bodies », Mathematical Proceedings of the Cambridge Philosophical Society, vol. 23, no 4,‎ octobre 1926, p. 422-431 (DOI 10.1017/S0305004100015255, résumé)
- (de) Avec Max Born, « Zur Quantentheorie der Molekeln », Annalen der Physik, vol. 389, no 20,‎ 1927, p. 457-484 (DOI 10.1002/andp.19273892002, résumé, lire en ligne [PDF]) Article traduit en anglais et hébergé sur le site de l'université de Bristol : On the Quantum Theory of Molecules [PDF].
- (de) « Zur Quantentheorie kontinuierlicher Spektren », Zeitschrift für Physik, vol. 41, nos 8-9,‎ 1er août 1927 (DOI 10.1007/BF01391242, résumé)
- (en) « Three Notes on the Quantum Theory of Aperiodic Effects », Physical Review, vol. 31,‎ janvier 1928, p. 66-81 (DOI 10.1103/PhysRev.31.66, résumé, lire en ligne [PDF])
- (en) « Note on the Theory of the Interaction of Field and Matter », Physical Review, vol. 35,‎ mars 1930, p. 461-477 (DOI 10.1103/PhysRev.35.461, résumé, lire en ligne [PDF])
- (en) « On the Theory of Electrons and Protons », Physical Review, vol. 35, no 5,‎ mars 1930, p. 562-563 (DOI 10.1103/PhysRev.35.562, résumé, lire en ligne [PDF])
- (en) « Two Notes On the Probability of Radiative Transitions », Physical Review, vol. 35,‎ 15 avril 1930, p. 939-947 (DOI 10.1103/PhysRev.35.939, résumé, lire en ligne [PDF])
- (en) Avec Paul Ehrenfest, « Note on the Statistics of Nuclei », Physical Review, vol. 37,‎ février 1931, p. 333-338 (DOI 10.1103/PhysRev.37.333, résumé)
- (en) Avec Harvey Hall, « Relativistic Theory of the Photoelectric Effect. Part I. Theory of the K-Absorption of X-rays. Part II. Photoelectric Absorption of Ultragamma Radiation », Physical Review, vol. 38,‎ mai 1931, p. 57-79 (DOI 10.1103/PhysRev.38.57, résumé)
- (en) Avec Milton S. Plesset, « On the Production of the Positive Electron », Physical Review, vol. 44, no 1,‎ 9 juin 1933, p. 53-55 (DOI 10.1103/PhysRev.44.53.2, lire en ligne [PDF], consulté le 16 juillet 2013)
- (en) Avec Melba Phillips, « Note on the Transmutation Function for Deuterons », Physical Review, vol. 48, no 6,‎ septembre 1935, p. 500-502 (DOI 10.1103/PhysRev.48.500)
- (en) Avec Robert Serber, « Note on the Nature of Cosmic-Ray Particles », Physical Review, vol. 51, no 12,‎ juin 1937, p. 1113-1113 (DOI 10.1103/PhysRev.51.1113)
- (en) Avec Robert Serber, « On the Stability of Stellar Neutron Cores », Physical Review, vol. 54, no 7,‎ octobre 1938, p. 540-540 (DOI 10.1103/PhysRev.54.540)
- (en) Avec George Volkoff, « On Massive Neutron Cores », Physical Review, vol. 55, no 4,‎ février 1939, p. 374-381 (DOI 10.1103/PhysRev.55.374, présentation en ligne, lire en ligne [PDF], consulté le 16 juillet 2013)
- (en) Avec Hartland Snyder, « On Continued Gravitational Contraction », Physical Review, vol. 56, no 5,‎ 1er septembre 1939, p. 455-459 (DOI 10.1103/PhysRev.56.455, présentation en ligne, lire en ligne [PDF])

### Livres
- (en) Science and the Common Understanding, New York, Simon & Schuster, 1954 (ISBN 978-0-671-63601-2, OCLC 34304713, lire en ligne) En 1953, Oppenheimer a prononcé une série de discours pour la BBC (Reith lectures), transcrites dans ce livre.
- (en) The Constitution of Matter, Eugene, Oregon, Oregon State System of Higher Education, coll. « Condon Lecture Publications », 1956
- (en) The Open Mind, New York, Simon & Schuster, 1955 (ISBN 978-1-124-00953-7, OCLC 297109)
  - Traduit en français : L'Esprit libéral (trad. H. Del Medico), Paris, Gallimard NRF, coll. « Hors série Connaissance », 7 février 1957, 232 p. (ISBN 978-2-07-024799-8)
- (en) The Flying Trapeze : Three crises for physicists, Londres, Oxford University Press, 1964 (OCLC 592102) Il s'agit de la transcription de discours prononcés par Oppenheimer à l'université McMaster (Whidden Lectures) en 1962[127].
- (en) Avec Isidor Isaac Rabi, Oppenheimer, New York, Scribner, 1969 (OCLC 2729) (posthume)
- (en) Lectures on Electrodynamics, Gordon & Breach Science Pub, coll. « Documents on Modern Physics », juin 1970, 174 p. (ISBN 978-0-677-40130-0) (posthume)
- (en) Avec Alice Kimball Smith et Charles Weiner, Robert Oppenheimer : Letters and Recollections, Cambridge, Massachusetts, Harvard University Press, 1980 (ISBN 0-674-77605-4, OCLC 5946652, présentation en ligne) (posthume)
- (en) Uncommon Sense, Cambridge, Massachusetts, Birkhäuser Boston, 1984 (ISBN 0-8176-3165-8, OCLC 10458715, présentation en ligne) (posthume)
  - Traduit en français : La Science et le bon sens (trad. Albert Colnat), Paris, Gallimard, coll. « NRF Idées », 1972, 200 p. (ISBN 2-7605-1243-6)Extraits en ligne
- (en) Atom and Void : Essays on Science and Community, Princeton, New Jersey, Princeton University Press, 1989 (ISBN 0-691-08547-1, OCLC 19981106) (posthume)

### Différences
1. ↑  Bird et Sherwin 2006, p. 154, affirment que leur première rencontre a en fait eu lieu deux mois plus tard, en août 1939.

### Citations originales
1. ↑  (en) « I had visions of him suddenly bursting forth as a great physicist, and here I was just trying to get through Harvard. »
2. ↑  (en) « Niels Bohr was God [...] and Oppie was his prophet. »
3. ↑  (en) « The time with Pauli seemed just very, very good indeed. »
4. ↑  (en) « an astonishing output for any scientist »
5. ↑  (en) « I need physics more than friends. »
6. ↑  (en) « baffled and nonplussed and ill at ease »
7. ↑  (en) « an important tool in the study of nucleon energy levels and their properties »
8. ↑  (en) « one of the great papers in twentieth-century physics »
9. ↑  (en) « Oppenheimer's one and only revolutionary contribution to science »
10. ↑  (en) « We were forever inventing new tricks, finding ways to calculate, and rejecting most of the tricks on the basis of calculations. Now I could see at firsthand the tremendous intellectual power of Oppenheimer who was the unquestioned leader of our group... The intellectual experience was unforgetteable. »
11. ↑  (en) « Oppenheimer was above all a good soldier. That is why he worked so well with General Groves, and that is why Groves trusted him. »
12. ↑  (en) « I am proud of you and all of your people [...] I think one of the wisest things I ever did was when I selected the director of Los Alamos »
13. ↑  (en) « To understand why I advocated tactical weapons, you would have to see the Air Force war plan that we had then. That was the God-damnedest thing I ever saw. It was a mindless obliteration of cities and populations. Anything, even a major ground war fought with nuclear weapons, was better than that. »
14. ↑  (en) « The country asked him to do something and he did it brilliantly, and they repaid him for the tremendous job he did by breaking him. »
15. ↑  (en) « saint for her »
16. ↑  (en) « The purposes of this country in the field of foreign policy cannot in any real or enduring way be achieved by coercion. »
17. ↑  (en) « for contributions to theoretical physics as a teacher and originator of ideas, and for leadership of the Los Alamos Laboratory and the atomic energy program during critical years. »
18. ↑  (en) « through a flawed process that violated the Commission’s own regulations »